# Liste der Biografien/Mau
Liste der Biografien |
Portal Biografien |
Personensuche
# |
A |
B |
C |
D |
E |
F |
G |
H |
I |
J |
K |
L |
M |
N |
O |
P |
Q |
R |
S |
T |
U |
V |
W |
X |
Y |
Z |
?
 
Ma |
Mb |
Mc |
Md |
Me |
Mf |
Mg |
Mh |
Mi |
Mj |
Mk |
Ml |
Mm |
Mn |
Mo |
Mp |
Mq |
Mr |
Ms |
Mt |
Mu |
Mv |
Mw |
Mx |
My |
Mz
 
Maa |
Mab |
Mac |
Mad |
Mae |
Maf |
Mag |
Mah |
Mai |
Maj |
Mak |
Mal |
Mam |
Man |
Mao |
Map |
Maq |
Mar |
Mas |
Mat |
Mau |
Mav |
Maw |
Max |
May |
Maz
Die Liste der Biografien führt alle Personen auf, die in der deutschsprachigen Wikipedia einen Artikel haben. Dieses ist eine Teilliste mit 971 Einträgen von Personen, deren Namen mit den Buchstaben „Mau“ beginnt.

## Mau
- Mau Asam, Liesbeth (* 1982), niederländische Shorttrackerin
- Mau Hodu († 1999), osttimoresischer Freiheitskämpfer
- Mau, Andreas (* 1962), deutscher Handballspieler
- Mau, August (1840–1909), deutscher Archäologe
- Mau, Benjamin (* 1991), deutscher American-Football-Spieler
- Mau, Carl (1890–1958), deutscher Orthopäde und Professor
- Mau, Carl H. (1922–1995), US-amerikanischer lutherischer Theologe
- Mau, Georg (1880–1967), deutscher Klassischer Philologe und Gymnasiallehrer
- Mau, Gunnar (* 1975), deutscher Psychologe, Wirtschaftswissenschaftler und Konsumforscher
- Mau, Hans (1915–1989), deutscher Grafiker, Maler, Karikaturist und Buchillustrator
- Mau, Hans (1921–2012), deutscher Orthopäde und Professor
- Mau, Harald (1941–2020), deutscher Kinderchirurg und Hochschullehrer
- Mau, Heinrich (1842–1916), deutscher Theologe
- Mau, Heinrich (1843–1906), deutscher Juwelier, königlich-sächsischer Hoflieferant und ein Dresdner Theaterunternehmer
- Mau, Heinrich August (1806–1850), deutscher evangelischer Theologe
- Mau, Hermann (1913–1952), deutscher Historiker
- Mau, Huschke, deutsche Aktivistin gegen Prostitution, Autorin und ehemalige Prostituierte
- Mau, Johann August (1777–1861), deutscher evangelischer Theologe
- Mau, Julian (* 1987), deutscher Schauspieler und Synchronsprecher
- Mau, Jürgen (1916–2007), deutscher klassischer Philologe
- Mau, Leonore (1916–2013), deutsche Fotografin
- Mau, Marlon (* 1986), deutscher American-Football-Spieler
- Mau, Michael (1937–2021), deutscher Maler, Zeichner, Grafiker
- Mau, Nava (* 1992), mexikanische Filmemacherin, Schauspielerin, Autorin und Produzentin
- Mau, Rudolf (1927–2021), deutscher evangelisch Theologe
- Mau, Stefan (* 1961), deutscher American-Football-Spieler und -Trainer
- Mau, Stefan (* 1989), deutscher Rugby-Union-Spieler, ehemaliger Kanute und Lehrer
- Mau, Steffen (* 1968), deutscher Soziologe und Professor an der Humboldt-Universität zu BerlinSteffen Mau (* 1968)

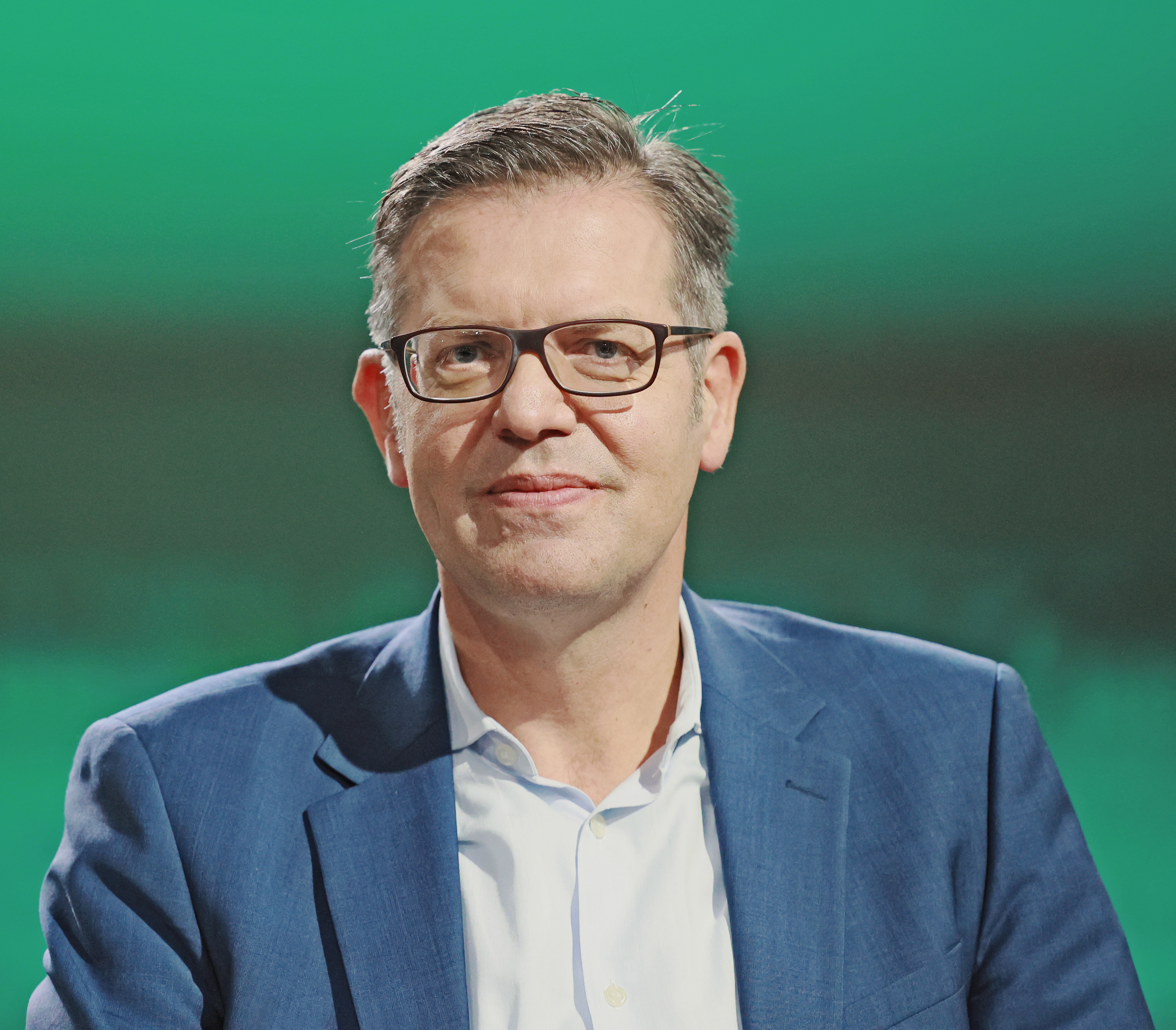
Steffen Mau (* 1968)

- Mau, Toni (1917–1981), deutsche Malerin, Grafikerin und Hochschullehrerin
- Mau, Wladimir Alexandrowitsch (* 1959), russischer Ökonom

### Maua
- Maualuga, Rey (* 1987), US-amerikanischer American-Football-Spieler
- Mauatua († 1841), Stammmutter der Pitcairner

### Maub
- Maubach, Arno (* 1973), deutscher Schauspieler
- Maubach, Eduard (1838–1925), deutscher Landrat und Politiker, MdR
- Maubach, Fabian (* 1980), deutscher Filmproduzent
- Maubach, Günther (1933–2022), deutscher Grafiker und Buchgestalter
- Maubach, Klaus-Dieter (* 1962), deutscher Energiemanager
- Maubach, Lambert (1781–1838), Bürgermeister der Stadt Mülheim an der Ruhr
- Maubach, Wilhelm (1907–1964), deutscher Politiker (CDU)
- Mauban, Maria (1924–2014), französische Schauspielerin
- Mauberna, Jean (1904–1984), französischer Kolonialbeamter
- Maubert de Gouvest, Jean-Henri (1721–1767), französischer Herausgeber, Schriftsteller und Philosoph
- Maubet Bjornsen, Sadie (* 1989), US-amerikanische Skilangläuferin
- Maublanc, Ludovic, französischer Spieleautor
- Maubleu, Brice (* 1989), französischer Fußballtorwart
- Maubon, Marion (* 1989), französische Handballspielerin
- Mauborgne, Joseph (1881–1971), US-amerikanischer Offizier und Kryptologe
- Mauborgne, Renée, US-amerikanische Wirtschaftswissenschaftlerin und Hochschullehrerin
- Mauboulès, Jean (* 1943), französischer Bildhauer, Objektkünstler und Zeichner
- Maubourg, Jeanne (1875–1953), kanadische Sängerin und Musikpädagogin belgischer Herkunft
- Mauboy, Jessica (* 1989), australische R&B-Sängerin
- Maubray, John (1700–1732), schottischer Arzt
- Maubuisson, Franz Ludwig von (1765–1836), Landtagsabgeordneter Großherzogtum Hessen

### Mauc
- Mauceri, Enrico (1869–1966), italienischer Kunsthistoriker
- Mauceri, John (* 1945), US-amerikanischer Dirigent
- Mauch, Bärbel (* 1964), deutsche Filmproduzentin und Kuratorin
- Mauch, Christof (* 1960), deutscher Historiker und Hochschullehrer
- Mauch, Christoph (* 1971), schweizerischer Triathlet
- Mauch, Corine (* 1960), Schweizer Politikerin (SP)Corine Mauch (* 1960)

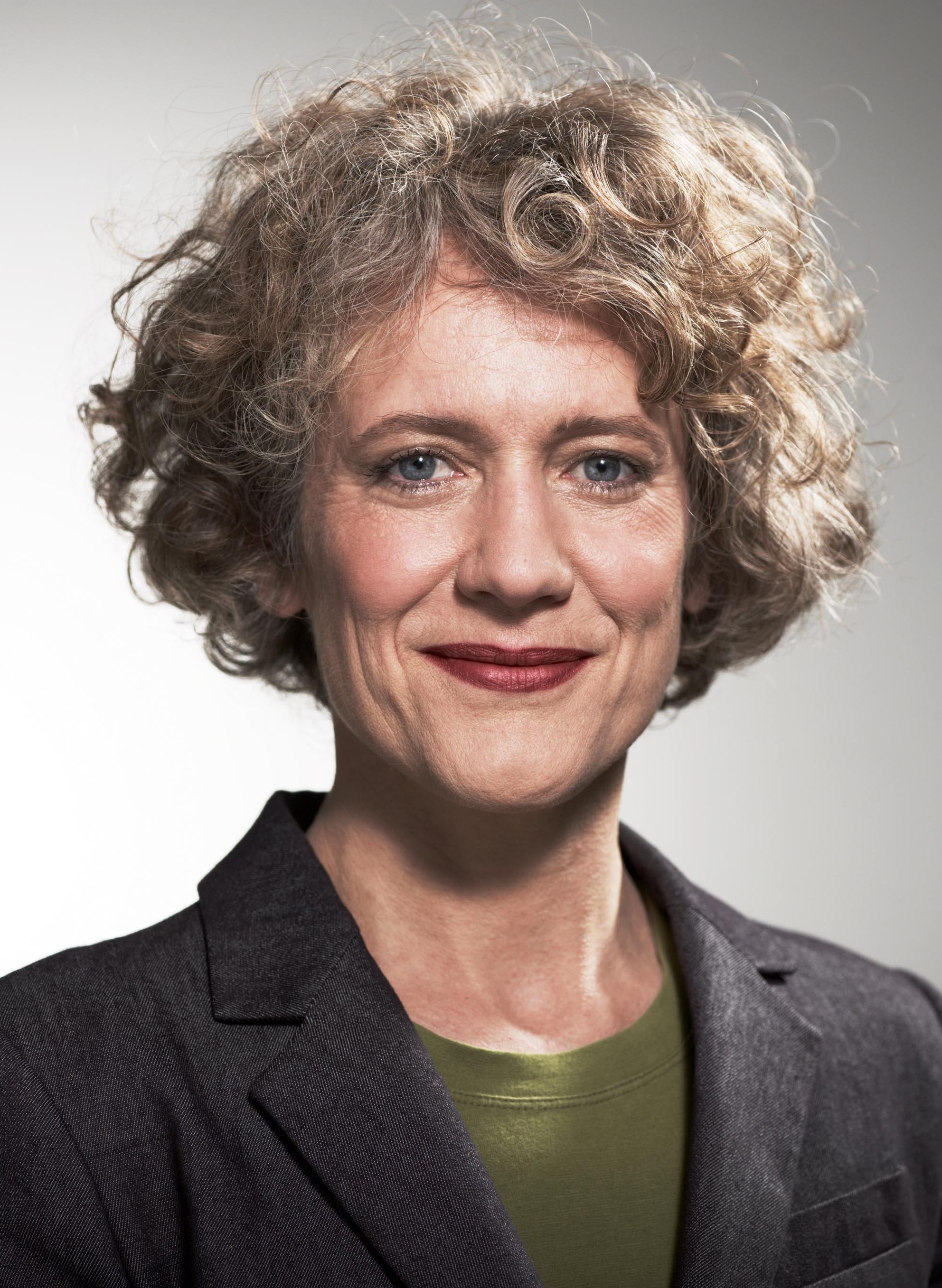
Corine Mauch (* 1960)

- Mauch, Daniel († 1540), deutscher Bildschnitzer
- Mauch, Daniel (1504–1567), deutscher Jurist und Domherr in Worms
- Mauch, Eduard (1800–1874), deutscher Zeichner, Lithograf, Zeichenlehrer und Kunsthistoriker
- Mauch, Elmar (1927–2011), deutscher Politiker
- Mauch, Friedrich (1837–1905), deutscher Apotheker
- Mauch, Fritz C. (1905–1940), deutscher Filmeditor
- Mauch, Johann Matthäus von (1792–1856), Architekt
- Mauch, Karl (1837–1875), deutscher Afrikaforscher, Goldsucher und KartografKarl Mauch (1837–1875)

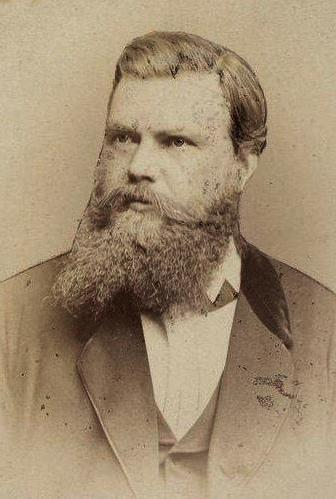
Karl Mauch (1837–1875)

- Mauch, Margaret Evelyn (1897–1987), US-amerikanische Mathematikerin und Hochschullehrerin
- Mauch, Max von (1864–1905), österreichischer Bildhauer und Maler
- Mauch, Moritz (* 1996), deutscher Windsurfer
- Mauch, Paul (1897–1924), deutscher Fußballspieler
- Mauch, Richard (1874–1921), österreichisch-deutscher Porträt- und Genremaler sowie Zeichner und Restaurator
- Mauch, Robert Joseph (1921–2007), US-amerikanischer Schauspieler
- Mauch, Roland (* 1944), deutscher Diplomat
- Mauch, Rolf (1934–1995), Schweizer Politiker (FDP)
- Mauch, Thomas (* 1937), deutscher Kameramann, Drehbuchautor, Filmregisseur und Produzent
- Mauch, Ursula (* 1935), Schweizer Politikerin (SP)
- Mauch, Wilhelm Johann Theodor (1788–1863), deutscher Mediziner und Bryologe
- Mauch, William John (1921–2006), US-amerikanischer Schauspieler
- Mauchant, Tiphaine (* 2001), französische Weitspringerin
- Mauchart, Burkhard David (1696–1751), deutscher Mediziner und Hochschullehrer in Tübingen
- Mauchart, Burkhard Friedrich (1744–1827), deutscher Schultheiß und Abgeordneter
- Mauchart, Immanuel David (1764–1826), deutscher evangelischer Theologe
- Mauchart, Johann David (1669–1726), deutscher Mediziner und Stadtphysicus in Marbach

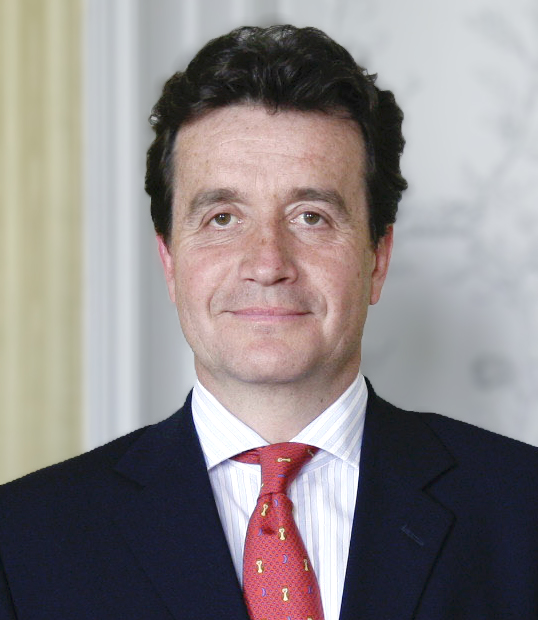
Christian Freiherr von Mauchenheim gen. Bechtolsheim (* 1960)

- Mauchenheim gen. Bechtolsheim, Cathérine Hélène Alexandrine von (1787–1872), Tochter eines französischen Grafen und Hofdame am Hofe von Mecklenburg-Schwerin
- Mauchenheim gen. Bechtolsheim, Christian Freiherr von (* 1960), deutscher Unternehmer, Botschafter des Souveränen Malteserordens in LitauenChristian Freiherr von Mauchenheim gen. Bechtolsheim (* 1960)
- Mauchenheim gen. Bechtolsheim, Johann Reichard von (1643–1691), Tochter eines französischen Grafen und Hofdame am Hofe von Mecklenburg-Schwerin
- Mauchenheim gen. Bechtolsheim, Ludwig Friedrich von (1736–1813), dänischer General
- Mauchenheim genannt Bechtolsheim, Anton Reichard von (1896–1961), deutscher General der Artillerie im Zweiten Weltkrieg
- Mauchenheim genannt Bechtolsheim, Gustav von (1889–1969), deutscher Generalmajor der Wehrmacht im Zweiten Weltkrieg
- Mauchenheim genannt Bechtolsheim, Hermann von (1836–1910), bayerischer Badkommissär
- Mauchenheim, Theodor von (1902–1973), deutscher Kapitän zur See der Kriegsmarine
- Maucher, Albert (1907–1981), deutscher Geologe und Stifter des Albert Maucher-Preises
- Maucher, Charly (1947–2019), deutscher Rockmusiker und Komponist
- Maucher, Christoph (1642–1706), deutscher Bernstein- und Elfenbeinschneider
- Maucher, Eugen (1912–1991), deutscher Politiker (CDU), MdL, MdB
- Maucher, Helmut (1927–2018), deutscher Manager, Ehrenpräsident von Nestlé
- Maucher, Herbert (1906–1982), deutscher Arbeitswissenschaftler
- Maucher, Johann Michael (* 1645), deutscher Elfenbeinschnitzer und Bildhauer
- Maucher, Wilhelm (1879–1930), deutscher Mineraloge
- Maucher, Wilhelm (1903–1993), deutscher Friedenskämpfer und Brombeerweinproduzent
- Mauchly, John William (1907–1980), US-amerikanischer Physiker und Computerpionier
- Maucksch, Matthias (* 1969), deutscher Fußballspieler und -trainerMatthias Maucksch (* 1969)

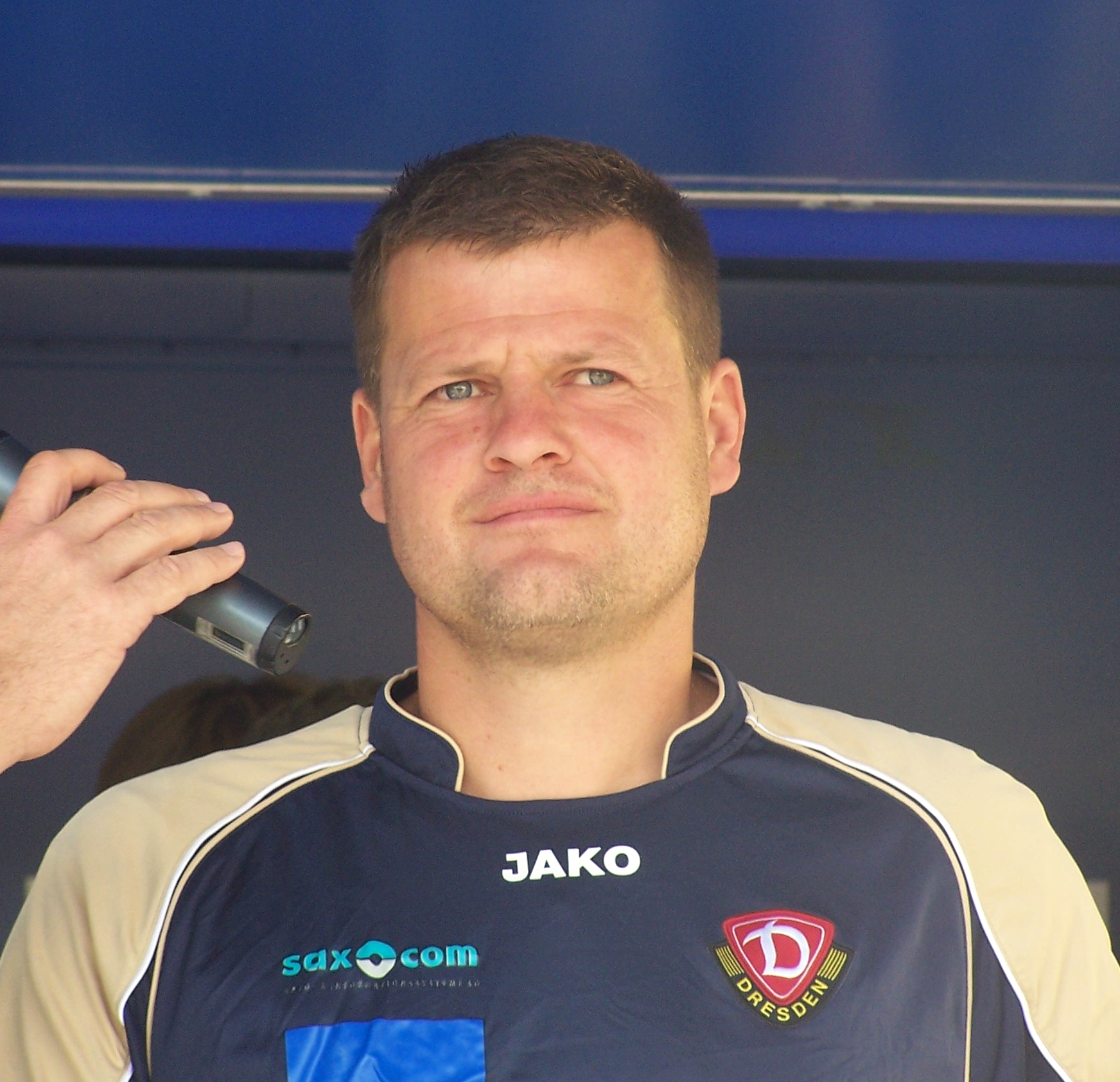
Matthias Maucksch (* 1969)

- Mauclair, Camille (1872–1945), französischer Dichter, Autor, Kunsthistoriker und Kunstkritiker
- Mauclair, Jacques (1919–2001), französischer Schauspieler, Theaterregisseur und Dramaturg
- Mauclair, Joseph (1906–1990), französischer Radrennfahrer
- Maucler, Eugen von (1783–1859), deutscher Politiker
- Mauclerk, Walter, Bischof von Carlisle und Lord High Treasurer von England
- Maucourt, Charles (1718–1768), französischer Maler und Radierer
- Maucourt, Charles Louis (* 1760), deutscher Musiker
- Maucroix, François de (1619–1708), französischer Schriftsteller und Übersetzer

### Maud
- Maud de St Valery († 1210), anglonormannische Adlige
- Maud FitzRobert († 1189), anglonormannische Adlige
- Maud of Huntingdon, englische Erbin, Countess of Huntingdon, Royal Consort des schottischen Königs David I.
- Maud von Großbritannien und Irland (1869–1938), Prinzessin von Großbritannien und Irland sowie Königin von NorwegenMaud von Großbritannien und Irland (1869–1938)

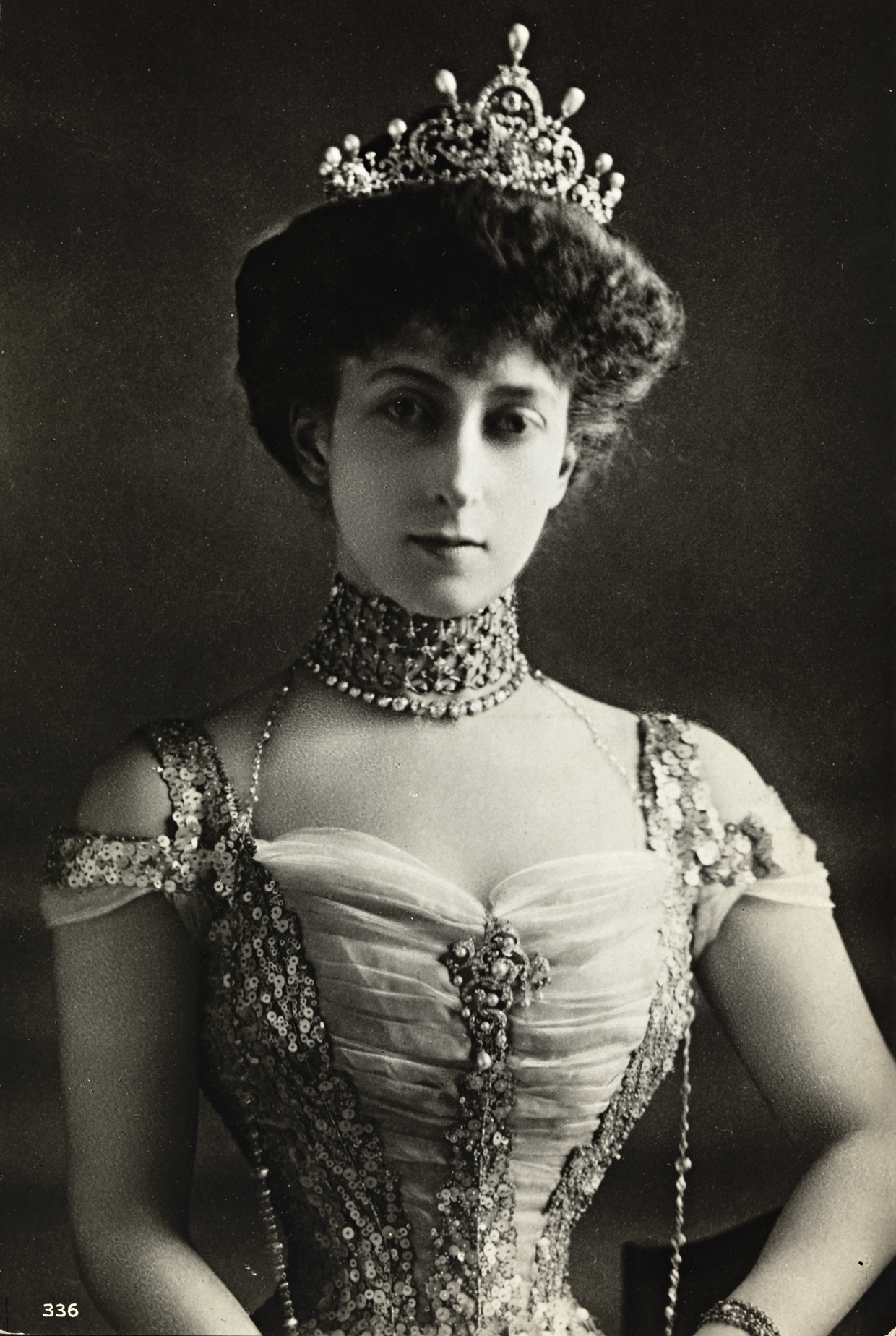
Maud von Großbritannien und Irland (1869–1938)

- Maud, Bob (1946–2006), südafrikanischer Tennisspieler
- Maud, Myra, französische Jazz- und Popsängerin und Schauspielerin
- Mauda, Boaz (* 1987), israelischer Sänger
- Maude, Angus (1912–1993), britischer Politiker (Conservative Party), Mitglied des House of Commons
- Maude, Caitlín (1941–1982), irische Dichterin, Lehrerin, Schauspielerin und Sängerin irisch-traditioneller Musik
- Maude, Clementina, Viscountess Hawarden (1822–1865), britische Fotografin
- Maude, Francis (* 1953), britischer Politiker (Conservative Party), Mitglied des House of Commons
- Maude, Frederic N. (1854–1933), britischer Offizier, Dozent und Autor
- Maude, Frederick Stanley (1864–1917), britischer General
- Maude, Henry Evans (1906–2006), britischer Kolonialbeamter, Anthropologe, Ethnograph und Historiker des Südpazifik
- Maudens, Hanne (* 1997), belgische Siebenkämpferin und Weitspringerin
- Mauder, Bruno (1877–1948), deutscher Glasdesigner
- Mauder, Josef (1884–1969), deutscher Graphiker
- Mauder, Walter (1913–1999), deutscher Maler
- Mauderer, Sabine (* 1970), deutsche Juristin und ManagerinSabine Mauderer (* 1970)

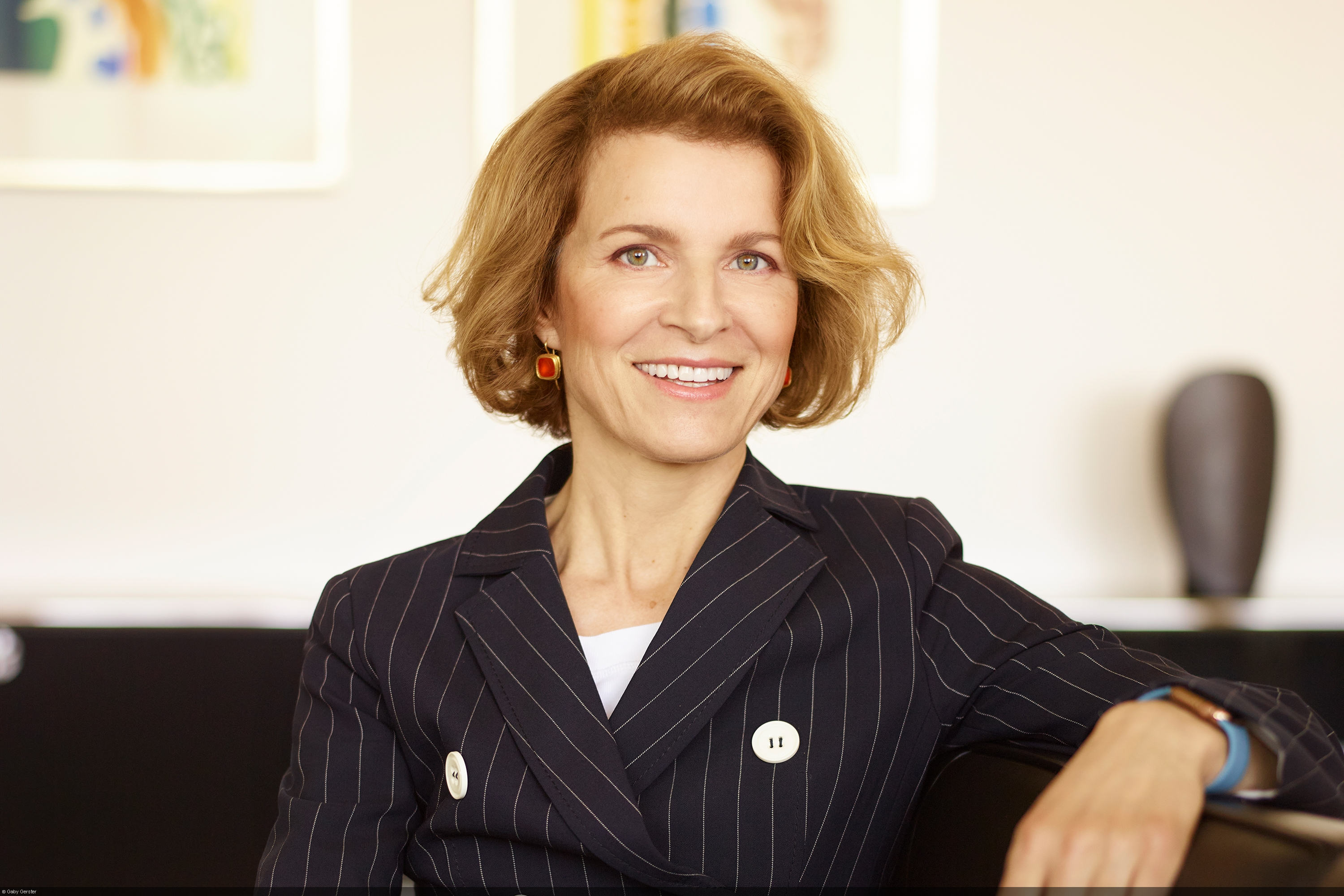
Sabine Mauderer (* 1970)

- Mauderode, Bodo von (1791–1882), sachsen-meiningenscher Generalmajor und Schlosshauptmann in Meiningen
- Mauderode, Ernst von (1780–1863), preußischer Generalmajor
- Mauderode, Gustav von (1805–1871), deutscher Richter und Verwaltungsjurist, Regierungsvizepräsident in Münster
- Maudet, Pierre (* 1978), Schweizer Politiker
- Maud’huy, Louis Ernest de (1857–1921), französischer General, Politiker, Mitglied der Nationalversammlung und Pfadfinderfunktionär
- Maudling, Reginald (1917–1979), britischer Politiker (Conservative Party), Mitglied des House of Commons
- Maudr, Jindřich (1906–1990), tschechoslowakischer Ringer
- Maudru, Jean Antoine (1748–1820), französischer römisch-katholischer Geistlicher und konstitutioneller Bischof im Département Vosges
- Maudslay, Alfred (1850–1931), britischer Archäologe, Schriftsteller und Mayaforscher
- Maudslay, Algernon (1873–1948), britischer Segler
- Maudslay, Henry (1771–1831), englischer Maschinenbauer
- Maudslay, Reginald Walter (1871–1934), britischer Autokonstrukteur und Gründer der Standard Motor Company
- Maudsley, Henry (1835–1918), britischer Psychiater und Hochschullehrer
- Maudsley, Robert John (* 1953), britischer Serienmörder
- Maudsley, Tony (* 1968), britischer Schauspieler
- Maudud († 1113), Emir von Mossul
- Maudūdī, Abū l-Aʿlā (1903–1979), indisch-pakistanischer Denker und PolitikerAbū l-Aʿlā Maudūdī (1903–1979)

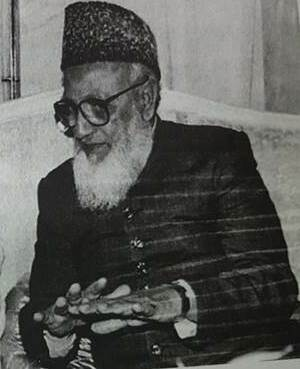
Abū l-Aʿlā Maudūdī (1903–1979)

- Mauduit de Larive, Jean (1747–1827), französischer Schauspieler
- Mauduit, Antoine-François (1775–1854), französisch-russischer Architekt
- Mauduit, Chantal (1964–1998), französische Extrembergsteigerin
- Mauduit, Georges (* 1942), französischer Skirennläufer
- Mauduit, Jacques (1557–1627), französischer Komponist der Spätrenaissance und des Frühbarock
- Mauduit, Xavier, französischer Hörfunkmoderator, Moderator und Historiker
- Mauduyt, Lubin (1782–1870), französischer Naturforscher und Dialektologe des Poitou

### Maue
- Maue, Karl-Otto (1946–2008), deutscher Moderator
- Maue, Leonard, deutscher Pokerspieler
- Maue, Michael (* 1960), deutscher Radrennfahrer
- Maue, Paul (* 1932), deutscher Radrennfahrer
- Maué, Ralf-René, deutscher Songwriter und Musikproduzent
- Mauel, Kurt (1926–2006), deutscher Ingenieur und Technikhistoriker
- Mauelshagen, Franz (* 1967), deutscher Historiker
- Mauer, Adolf (1899–1978), deutscher Politiker (NSDAP), MdR und SA-Führer
- Mauer, Albert (1907–1999), polnischer Eishockeyspieler
- Mauer, Anika (* 1974), deutsche Schauspielerin
- Mauer, Frank (* 1988), deutscher Eishockeyspieler
- Mauer, Gerhard (* 1935), deutscher Landrat
- Mauer, Hans (1879–1962), österreichischer Bildhauer
- Mauer, Joe (* 1983), US-amerikanischer Baseballspieler
- Mauer, Johann Gottlieb, deutscher Orgelbauer
- Mauer, Klaus-Dieter (* 1954), deutscher evangelikaler Pastor und Evangelist der Liebenzeller Mission
- Mauer, Marija (* 1991), deutsche Schauspielerin und Sprecherin russischer Herkunft
- Mauer, Michael (* 1962), deutscher AutomobildesignerMichael Mauer (* 1962)

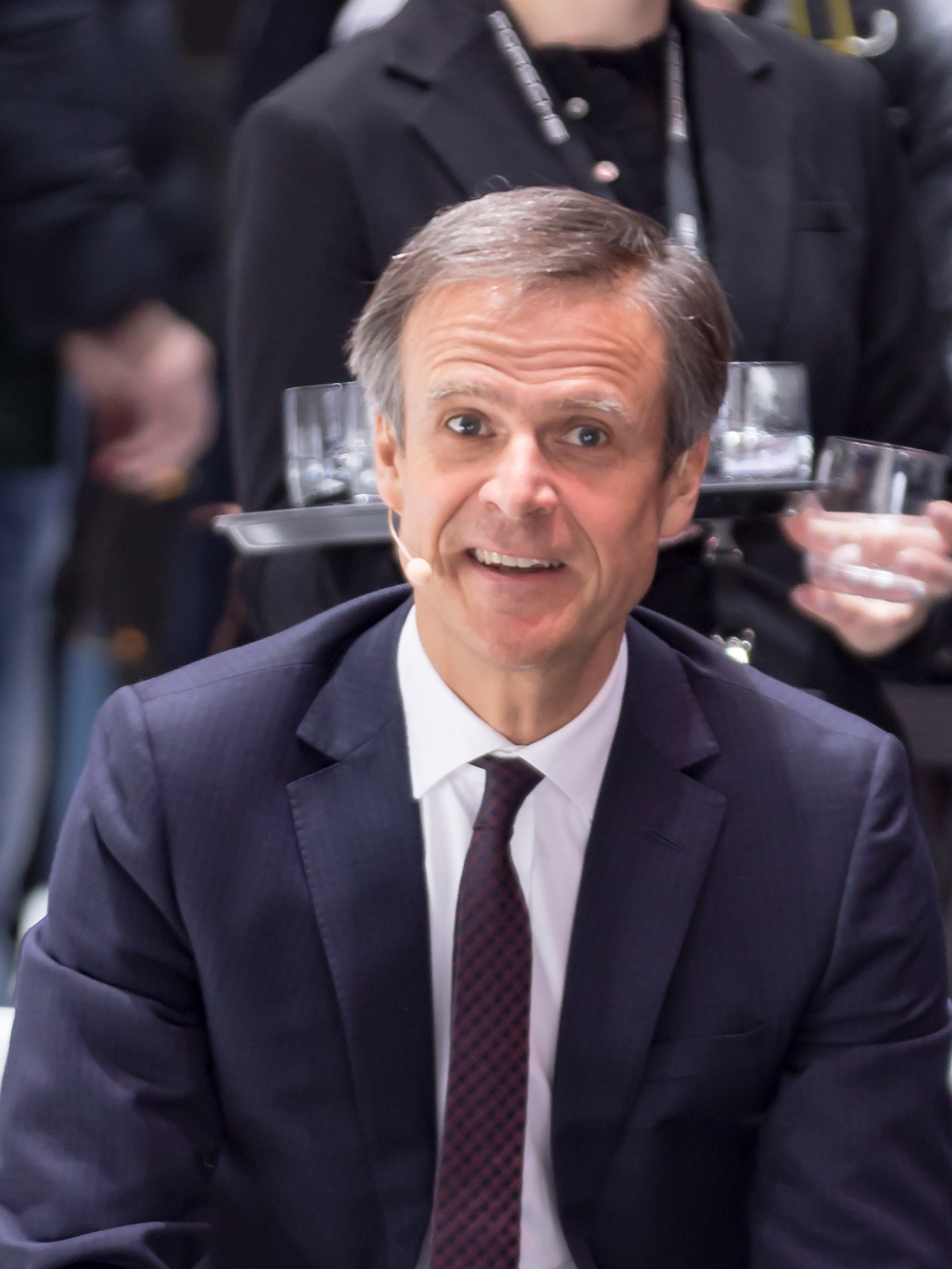
Michael Mauer (* 1962)

- Mauer, Otto (1907–1973), österreichischer römisch-katholischer Priester und Kunstsammler
- Mauer, Renata (* 1969), polnische Sportschützin und zweifache Olympiasiegerin
- Mauer, Thomas (1536–1575), deutscher evangelischer Theologe und lateinischer Dichter
- Mauer, Timo (* 1997), deutscher Fußballspieler
- Mauer, Urban (* 1968), deutscher politischer Beamter (CDU)
- Mäuer, Uwe (* 1971), deutscher Handballspieler und Handballtrainer
- Mauer, Wilhelm (1864–1942), deutscher Verwaltungsbeamter und Syndikus
- Mauer, Wilhelm (1896–1943), österreichischer Elektrikergehilfe und Widerstandskämpfer gegen den Nationalsozialismus
- Mauer, Wilhelm (1903–1974), deutscher Politiker (KPD), Abgeordneter des Landtags des Volksstaates Hessen in der Weimarer Republik
- Mauerer, Emilie (1863–1924), deutsche Politikerin (SPD), MdL
- Mauerer, Georg (1868–1957), deutscher Politiker (SPD)
- Mauerer, Johann Karl Martin (1783–1828), Erster Rechtskundiger Bürgermeister von Regensburg
- Mauerhofer, Armin (* 1946), schweizerischer Pfarrer, Theologe und Professor für Praktische Theologie
- Mauerhofer, Erich (1942–2025), schweizerischer Theologe und Professor für neutestamentliche Theologie und Dogmatik
- Mauerkircher, Friedrich († 1485), Bischof von Passau
- Mauermann, Franz Laurenz (1780–1845), deutscher römisch-katholischer Bischof
- Mauermann, Ignaz Bernhard (1786–1841), katholischer Bischof in Sachsen
- Mauermann, Karl-Heinz (* 1958), deutscher Künstler und Kunstpädagoge
- Mauermann, Max (1868–1929), deutsch-österreichischer Ingenieur und Erfinder rostbeständigen Stahles
- Mauermann, Ross (* 1990), US-amerikanisch-deutscher Eishockeyspieler
- Mauermayer, Gisela (1913–1995), deutsche Leichtathletin
- Mauermayr, Martin (1833–1907), deutscher Jurist und Bürgermeister von Freising (1869–1899)
- Mauersberg, Wolfgang (* 1942), deutscher Journalist
- Mauersberger, Arno (1897–1976), deutscher klassischer Philologe
- Mauersberger, Christian (* 1995), deutscher Fußballspieler
- Mauersberger, Erhard (1903–1982), deutscher Komponist und Thomaskantor
- Mauersberger, Gottfried (1931–1994), deutscher Ornithologe
- Mauersberger, Heinrich (1909–1982), deutscher Erfinder in der Textilindustrie
- Mauersberger, Helga (1931–2021), deutsche Journalistin und Filmproduzentin
- Mauersberger, Jan (* 1985), deutscher Fußballspieler
- Mauersberger, Johann Andreas der Ältere (1649–1693), deutscher evangelischer Pfarrer, Epigrammatiker, Dichter und Erbauungsschriftsteller
- Mauersberger, Konrad (* 1938), deutscher Physiker
- Mauersberger, Luise (* 1990), deutsche Volleyballspielerin
- Mauersberger, Peter (1928–2007), deutscher Geophysiker und Hydroökologe
- Mauersberger, Rudolf (1889–1971), deutscher Chorleiter und KomponistRudolf Mauersberger (1889–1971)

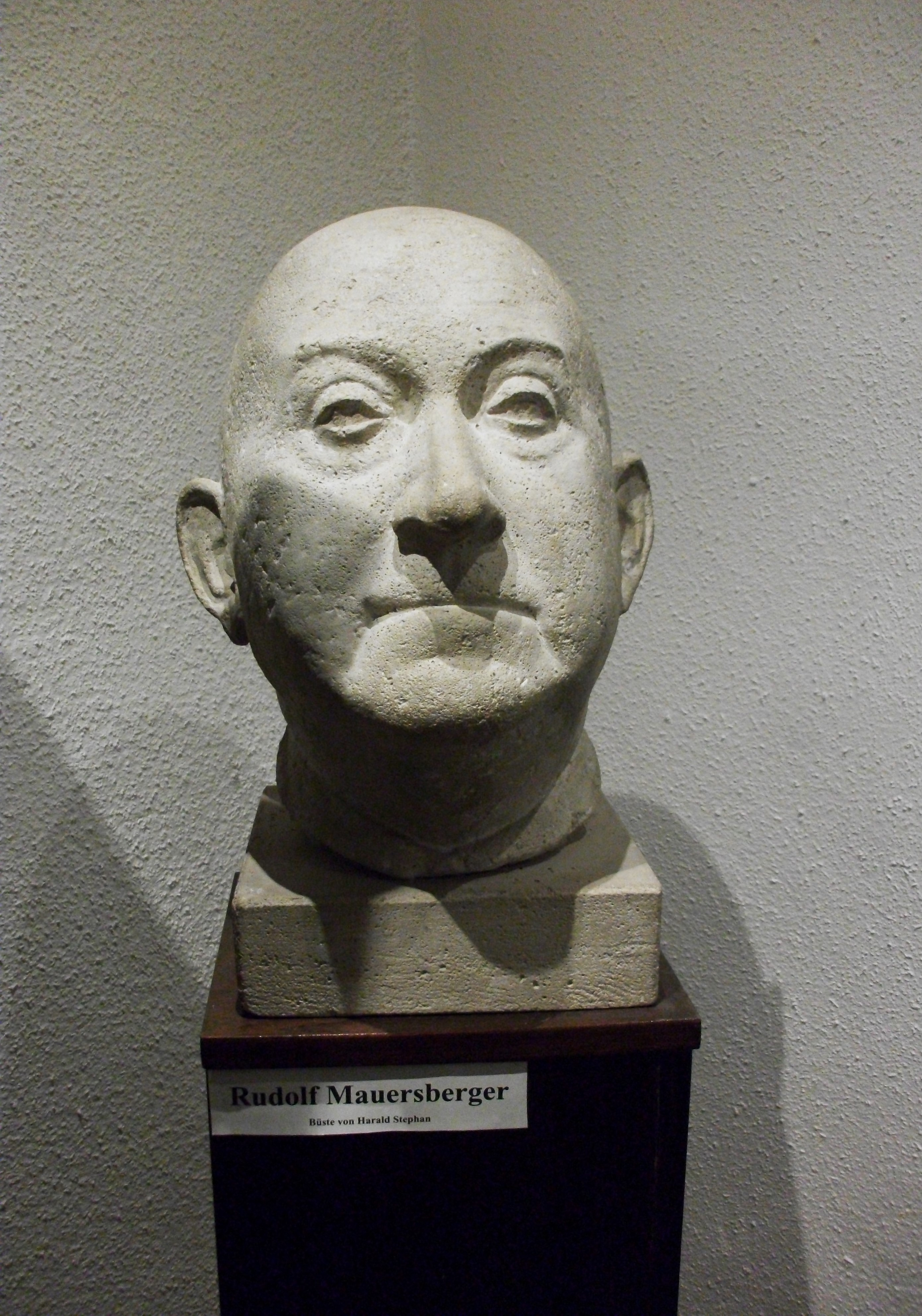
Rudolf Mauersberger (1889–1971)

- Mauersberger, Steffen (1953–2000), deutscher Endurosportler
- Mauersberger, Uta (* 1952), deutsche Lyrikerin und Nachdichterin
- Mauersberger, Volker (1939–2021), deutscher Journalist und Buchautor
- Mauerwerk, Mark (* 1965), deutscher Ruderer
- Maues, indischer König

### Mauf
- Mauf, Wilfried (1927–2014), deutscher Radrennfahrer
- Mauff, Maximilian (* 1987), deutscher SchauspielerMaximilian Mauff (* 1987)

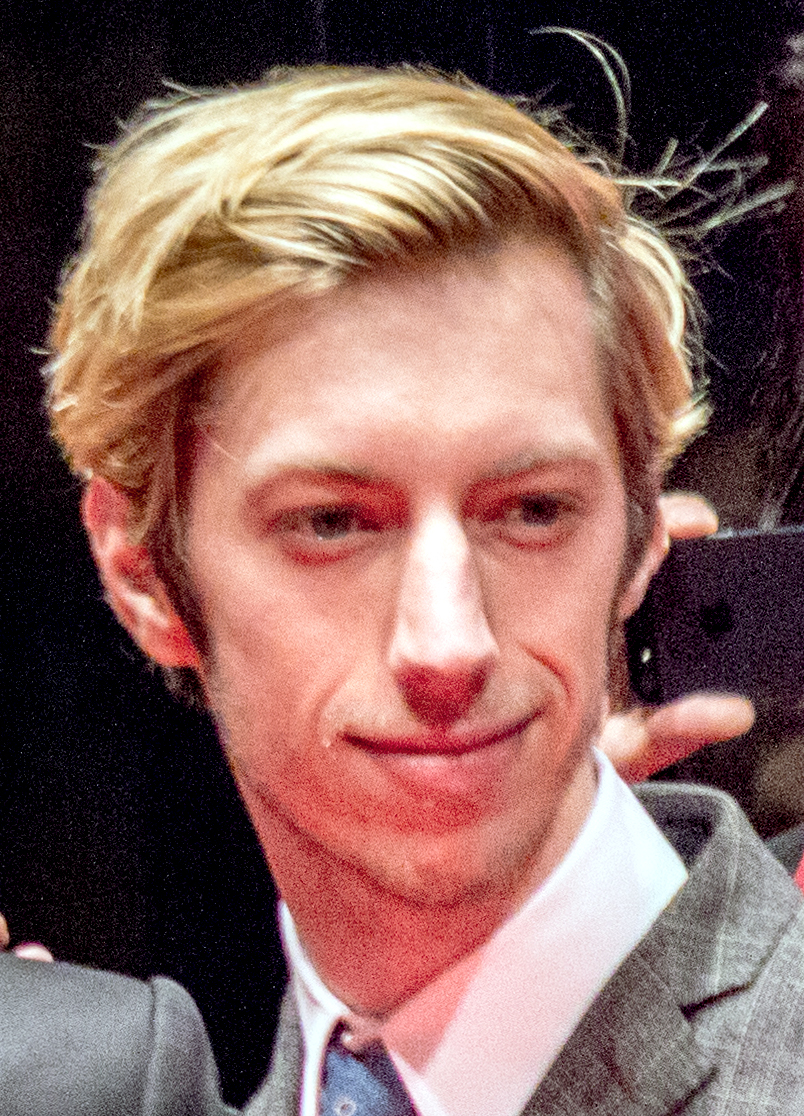
Maximilian Mauff (* 1987)

- Mauffray, Paul (* 1968), US-amerikanischer Dirigent
- Mauffroy, Olivier (1957–2013), französischer Filmeditor
- Maufra, Maxime (1861–1918), französischer Maler
- Maufrais, Raymond (1926–1950), französischer Abenteurer und Autor

### Maug
- Maug, Ernst (* 1962), deutscher Ökonom
- Mauga, Lemanu Peleti (* 1960), amerikanisch-samoanischer Politiker
- Maugain, Gabriel (1872–1950), französischer Romanist, Italianist und Komparatist
- Maugars, André, französischer Gambist
- Maugé, André L. (1922–2008), französischer Ichthyologe
- Maugé, René (1757–1802), französischer Zoologe und Tiersammler
- Maugendre, Adolphe (1809–1895), französischer Landschaftsmaler
- Mauger († 1055), Erzbischof von Rouen
- Mauger († 1212), englischer Prälat
- Mauger, Aaron (* 1980), neuseeländischer Rugby Union Spieler
- Mauger, Ivan (1939–2018), neuseeländischer Bahnsportler
- Mauger, Nathan (* 1978), neuseeländischer Rugby-Union-Spieler
- Mauger, Robert (1891–1958), französischer Politiker und Résistant
- Maugérard, Jean-Baptiste (1735–1815), Bibliothekar, Buchhändler, Büchermarder
- Maugeret, Marie (1844–1928), christliche französische Feministin
- Maugeri, Franco (1898–1978), italienischer Admiral; Chef des Marine-Nachrichtendienstes (1941–1943)
- Maugeri, Luciano (* 1888), italienischer Ingenieur und Politiker der Democrazia Cristiana
- Maugeri, Massimo (* 1968), italienischer Schriftsteller, Blogger und Radiomoderator
- Maugg, Gordian (* 1966), deutscher Filmregisseur und Drehbuchautor
- Maugham, Frederic, 1. Viscount Maugham (1866–1958), britischer Jurist und Politiker
- Maugham, Robin (1916–1981), britischer Schriftsteller und Jurist
- Maugham, Syrie (1879–1955), britische Innenarchitektin
- Maugham, W. Somerset (1874–1965), britischer Erzähler und DramatikerW. Somerset Maugham (1874–1965)

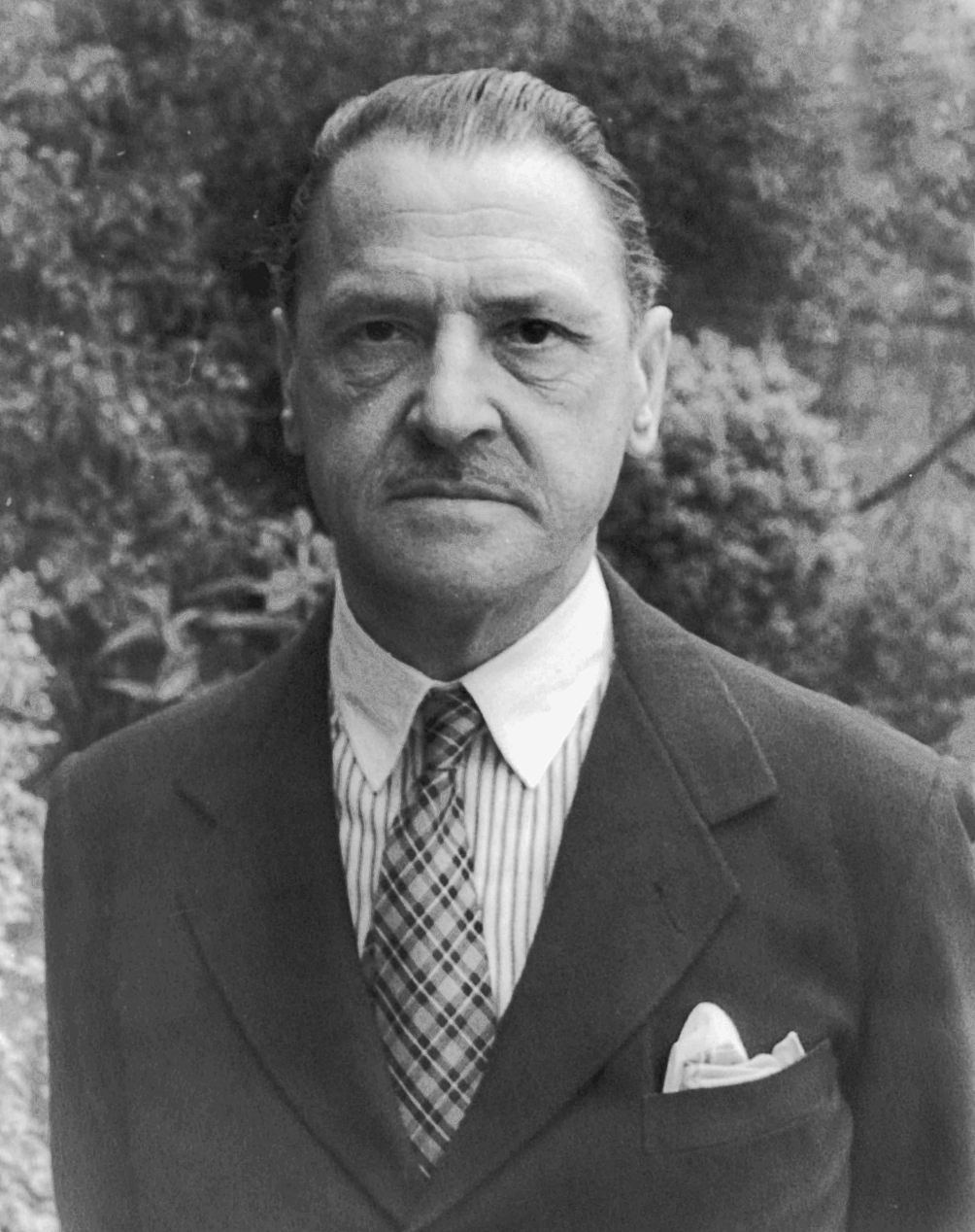
W. Somerset Maugham (1874–1965)

- Maugham-Casorati, Daphne (1897–1982), italienische Malerin
- Maughan, Amelia (* 1996), britische Schwimmerin
- Maughan, Mandell (* 1983), US-amerikanische Schauspielerin
- Maughan, Susan (* 1938), britische Sängerin
- Maugin, Gérard (1944–2016), französischer Ingenieurwissenschaftler
- Maugin, Jean, französischer Dichter und Übersetzer
- Maugiron, Aimar de († 1564), französischer Bischof
- Maugiron, Louis de (1560–1578), französischer Adliger
- Maugras, Gaston (1884–1965), französischer Diplomat
- Maugras, Roger (1881–1963), französischer Diplomat
- Mauguin, Charles-Victor (1878–1958), französischer Physiker und Professor für Mineralogie

### Mauh
- Mauhart, Beppo (1933–2017), österreichischer Manager und FußballfunktionärBeppo Mauhart (1933–2017)

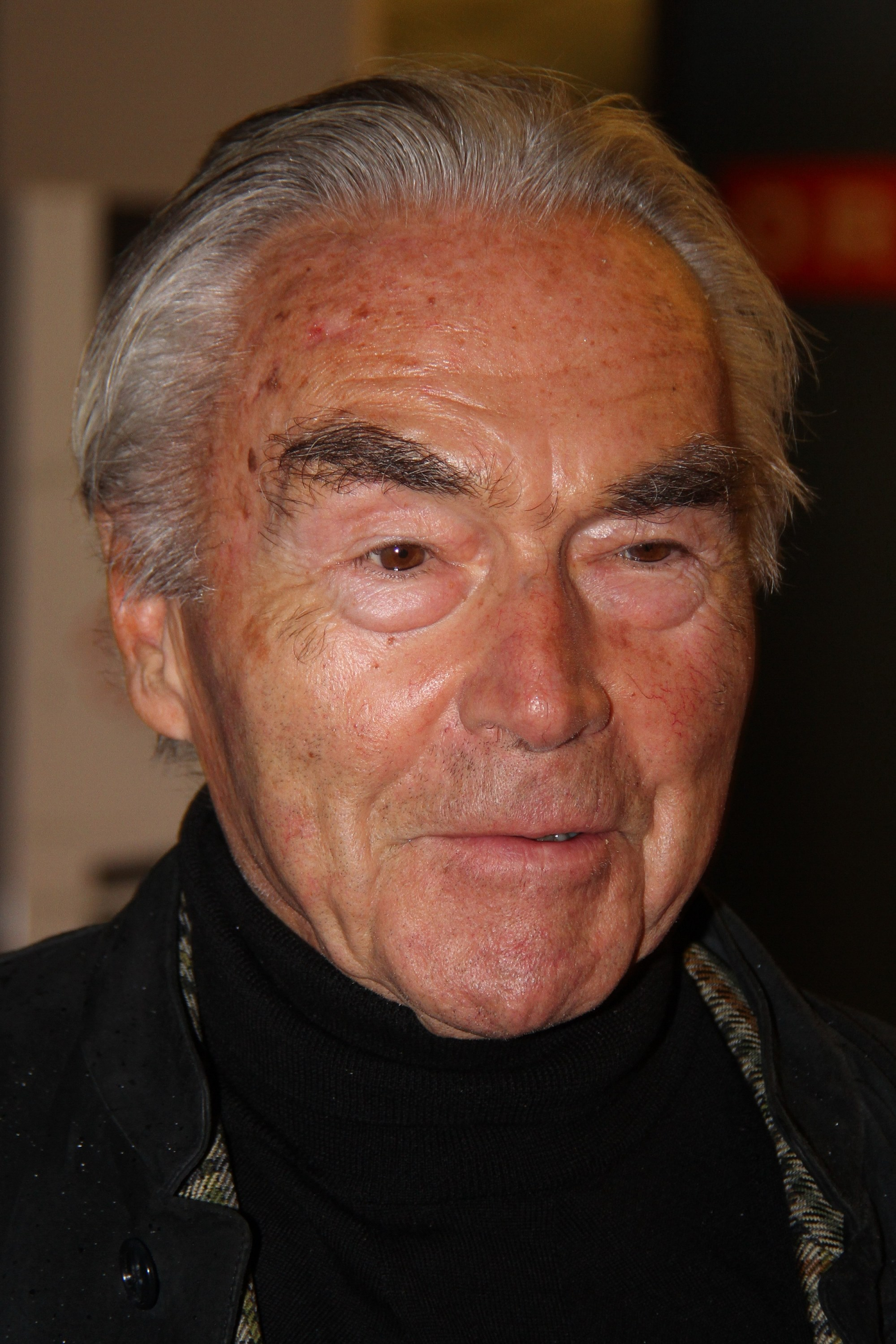
Beppo Mauhart (1933–2017)

- Mauhs, Else (1885–1959), niederländische Schauspielerin

### Maui
- Mauia, arabische Herrscherin
- Mauid, Mahmud (* 1942), palästinensischer Schriftsteller und Literaturwissenschaftler

### Mauk
- Mauk Moruk (1955–2015), osttimoresischer Paramilitär, Widerstandskämpfer und Aktivist
- Mauk, Adolf (1906–1983), deutscher Politiker (DVP, FDP), MdB, MdEP
- Mauk, Paul (1900–1915), jüngster Kriegsfreiwilliger im Ersten Weltkrieg
- Mauk, Stefan (* 1995), australischer Fußballspieler
- Mauke, Carl Wilhelm Alfred (1824–1871), deutscher Buchhändler
- Mauke, Johann Wilhelm (1791–1859), deutscher Verlagsbuchhändler
- Mauke, Michael (1928–1966), deutscher Aktivist der Studentenbewegung
- Mauke, Wilhelm (1867–1930), deutscher Musikschriftsteller und Komponist
- Maukisch, Ernst Ludwig (1805–1865), deutscher Jurist und Politiker, Mitglied der Frankfurter Nationalversammlung, MdL (Königreich Sachsen)
- Maukisch, Johann (1617–1669), deutscher lutherischer Geistlicher, Theologe Kirchenlieddichter und Pädagoge
- Maukner, Benedikt (* 2000), französisch-deutscher Basketballspieler

### Maul
- Maul, Alexander (* 1976), deutscher Fußballspieler
- Maul, Alfred (1828–1907), deutscher Turnlehrer und Turnerführer
- Maul, Alfred (1870–1942), deutscher Ingenieur, Pionier der Luftaufklärung
- Maul, Andreas (* 1966), deutscher Leichtathlet
- Maul, Artur (* 1935), deutscher nautischer Offizier und Kapitän (DDR)
- Maul, Christoph (* 1979), deutscher Kabarettist und ComedianChristoph Maul (* 1979)

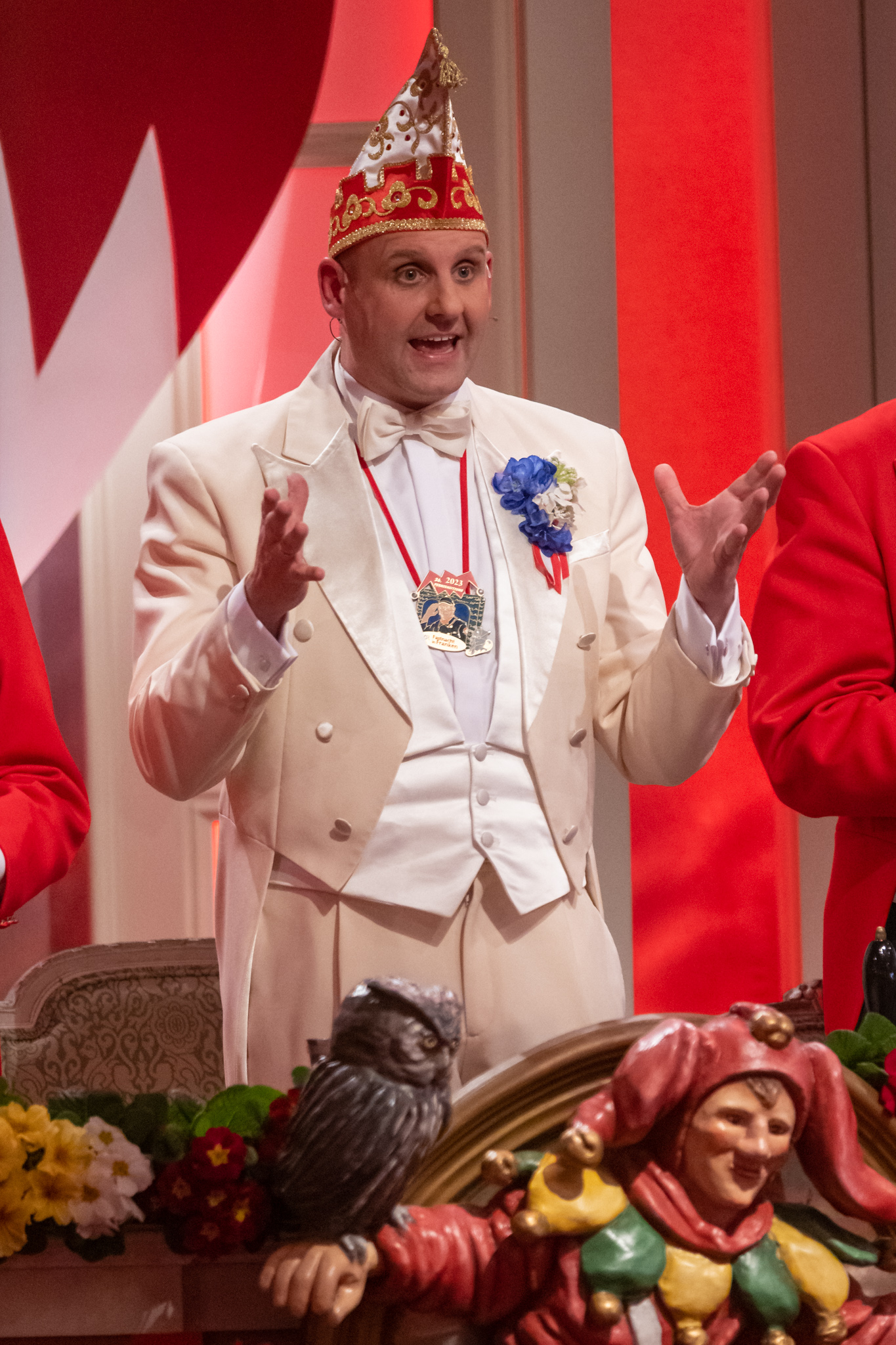
Christoph Maul (* 1979)

- Maul, Elise (1844–1920), deutsche Schriftstellerin
- Maul, Franz (* 1954), österreichischer Architekt und Ziviltechniker
- Maul, Friedrich (* 1908), deutscher Präsident des Fernmeldetechnischen Zentralamtes in Darmstadt (1963–1973)
- Maul, Friedrich Wilhelm (1780–1852), deutscher Porträtmaler
- Maul, Georg (1905–1988), deutscher Maler und Graphiker
- Maul, Günther (1909–1997), deutscher Zoologe und Traxidermist
- Maul, Heinrich (* 1935), deutscher Jurist, Richter am deutschen Bundesgerichtshof
- Maul, Hermann (1859–1926), Ehrenbürger in Harburg, heute Ortsteil von Hamburg
- Maul, Maria (* 1964), österreichische Ordensfrau, Provinzialoberin der Don-Bosco-Schwestern in Österreich
- Maul, Michael (* 1978), deutscher Musikwissenschaftler, Autor und HochschullehrerMichael Maul (* 1978)

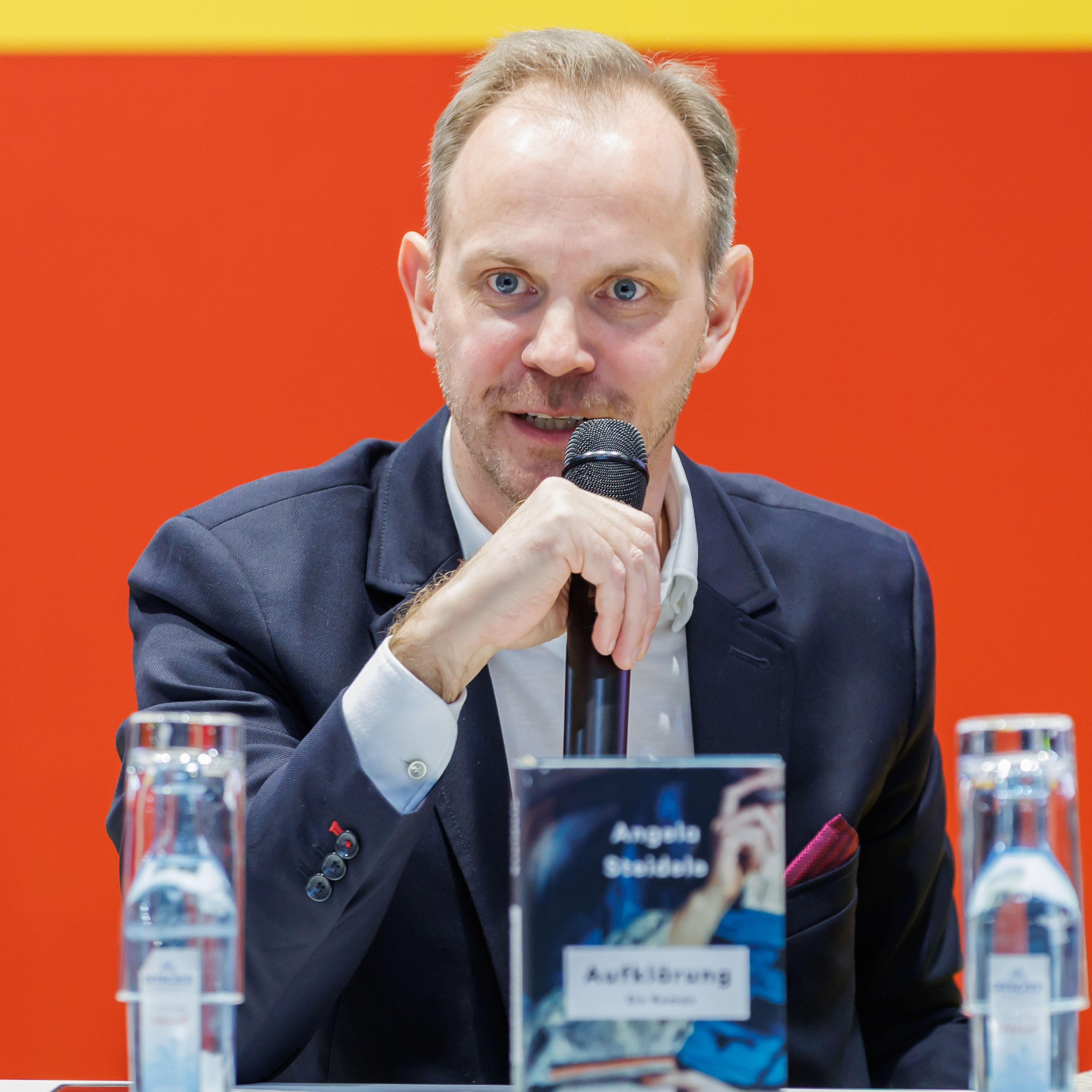
Michael Maul (* 1978)

- Maul, Ronald (* 1973), deutscher Fußballspieler
- Maul, Stefan (* 1958), deutscher Altorientalist und Träger des Leibnizpreises
- Maul, Theodor, deutscher Fußballschiedsrichter
- Maul, Thomas (1975–2025), deutscher Autor
- Maul, Wilhelm (1903–1985), deutscher politischer Funktionär (NSDAP) und SA-Führer
- Maul-Balensiefen, Lilian, deutsche Klassische Archäologin
- Maulana Mustofa, Ihsan (* 1995), indonesischer Badmintonspieler
- Maulana Vikri, Egy (* 2000), indonesischer Fußballspieler
- Maulana, Bagas (* 1998), indonesischer Badmintonspieler
- Maulbertsch, Franz Anton († 1796), österreichischer Barockmaler und FreskantFranz Anton Maulbertsch († 1796)

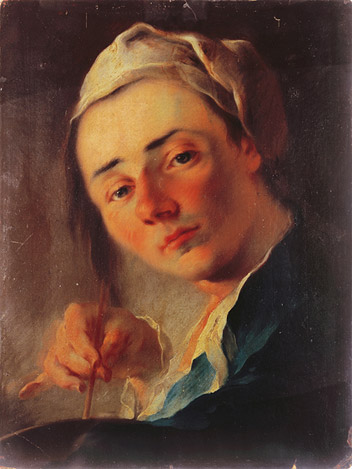
Franz Anton Maulbertsch († 1796)

- Mauldin, Bill (1921–2003), US-amerikanischer Cartoonist und Karikaturist
- Mauldin, Greg (* 1982), US-amerikanischer Eishockeyspieler und -trainer
- Mauldin, Joe B. (1940–2015), US-amerikanischer Musiker
- Mauldin, William (1845–1912), US-amerikanischer Politiker
- Maule, Annabel (* 1922), britische Schauspielerin
- Maule, Brad (* 1951), US-amerikanischer Schauspieler, Sänger und Komponist
- Maule, Cleto (1931–2013), italienischer Radrennfahrer
- Maule, Patrick, 1. Earl of Panmure (1585–1661), schottischer Adliger
- Maule, William, 1. Baron Panmure (1771–1852), schottischer Adliger und Politiker
- Maule, William, 1. Earl Panmure (1700–1782), britischer Adliger und General
- Maule-Ramsay, Fox, 11. Earl of Dalhousie (1801–1874), britischer Adliger und Politiker
- Maulella, Gonzalo (* 1984), uruguayischer Fußballspieler
- Mäulen, Ernst (1878–1948), württembergischer Oberamtmann und Landrat
- Mäulen, Theodor (1844–1898), württembergischer Oberamtmann
- Mäulen, Viktor (1879–1956), deutscher Fußballspieler
- Mauléon Granier, Auger de († 1650), französischer römisch-katholischer Geistlicher, Bibliophiler, Herausgeber, Übersetzer und Mitglied der Académie française
- Mauléon, Savary de († 1233), französischer Ritter und Baron, Burgherr von Mauléon, Seneschall des Poitou
- Mauler, Ferdinand (1914–1982), deutscher Gärtner und Politiker (SPD, CSU), MdL Bayern
- Mauley, Edmund († 1314), englischer Ritter und Höfling
- Mauley, Peter († 1279), englischer Adliger
- Mauley, Peter, 1. Baron Mauley (1249–1308), englischer Adliger und Militär
- Mauley, Peter, 2. Baron Mauley (* 1281), englischer Adliger
- Mauley, Peter, 3. Baron Mauley († 1355), englischer Adliger
- Mauley, Peter, 4. Baron Mauley († 1383), englischer Adliger
- Mauley, Peter, 5. Baron Mauley (1378–1415), englischer Adliger
- Mauli (* 1993), deutscher RapperMauli (* 1993)

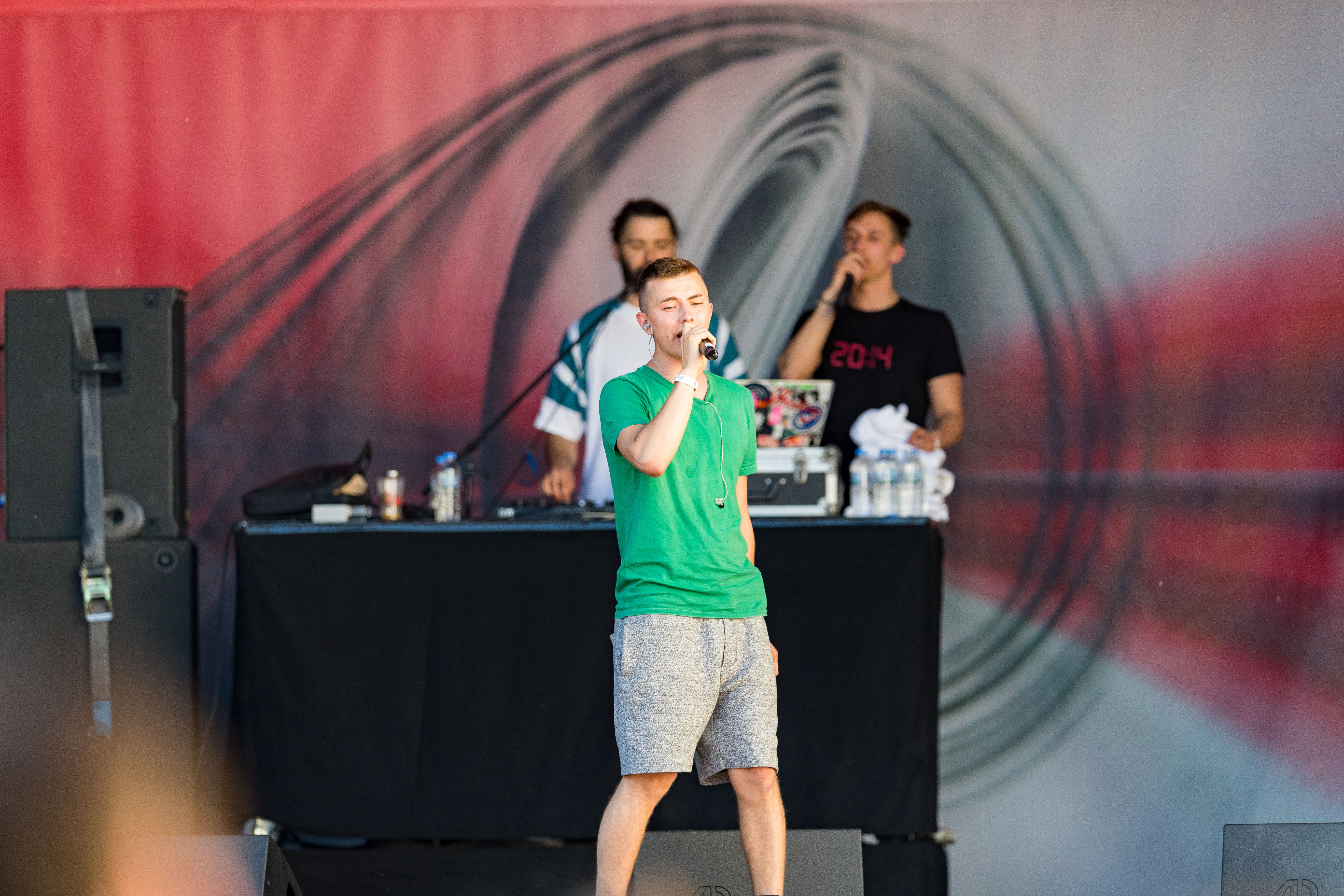
Mauli (* 1993)

- Maulide, Nuno (* 1979), portugiesischer Chemiker
- Maulik, Davesh, US-amerikanischer Mathematiker
- Maull, Hanns W. (* 1947), deutscher Politikwissenschaftler
- Maull, Joseph (1781–1846), US-amerikanischer Politiker
- Maull, Otto (1887–1957), deutscher Geograph und Geopolitiker
- Maulnier, Thierry (1909–1988), französischer Journalist, Schriftsteller und Mitglied der Académie française
- Maulshagen, Heino (1949–2014), deutscher Fußballspieler
- Maulshagen, Peter (* 1953), deutscher Fußballspieler
- Maultasch, Alfred (1914–2006), österreichischer Komponist und Klarinettist
- Maultzsch, Felix (* 1975), deutscher Rechtswissenschaftler
- Mauly, Lea (* 1999), deutsche Fußballspielerin

### Maum
- Maume, Philipp (* 1978), deutscher Jurist
- Mauméjean, Xavier (* 1963), französischer Schriftsteller
- Maumont, Jacques (1924–2006), französischer Tontechniker

### Maun
- Maund, Edward Arthur (1851–1932), britischer Afrikaforscher und Pionier Rhodesiens
- Maund, Jeff (* 1976), kanadischer Eishockeytorwart
- Maund, John Arrowsmith (1909–1998), britischer anglikanischer Priester, Bischof von Lesotho
- Maund, John Oakley (1846–1902), englischer Bankier, Bergsteiger und Jäger
- Maunder, Alexander (1861–1932), britischer Sportschütze
- Maunder, Annie (1868–1947), britische Astronomin und Mathematikerin
- Maunder, Edward Walter (1851–1928), englischer Astronom und Bibelforscher
- Maunder, Hilke (* 1961), deutsche Journalistin, Autorin und Fotografin
- Maunder, John Henry (1858–1920), englischer Organist und Komponist
- Maunder, Maria (* 1972), kanadische Ruderin
- Maunder, Richard (1937–2018), britischer Mathematiker und Musikwissenschaftler
- Maunders, Garth (* 1973), britischer Theater- und Filmschauspieler sowie Autor
- Maune, Jürgen (* 1947), deutscher Volleyballspieler
- Maung Aye (* 1937), myanmarischer Politiker, Vize-Staatschef von Myanmar
- Maung Maung Kha (1920–1995), myanmarischer Politiker, Ministerpräsident von Myanmar
- Maung Maung Lwin (* 1995), myanmarischer Fußballspieler
- Maung Maung Soe (* 1995), myanmarischer Fußballspieler
- Maung Nan Htet (* 2001), myanmarischer Speerwerfer
- Maung, Cynthia (* 1959), myanmarische Medizinerin
- Maung, Ei Thinzar (* 1994), myanmarische Menschenrechtsaktivistin
- Mauṉi (1907–1985), indisch-tamilischer Schriftsteller
- Maunick, Édouard J. (1931–2021), mauritischer Dichter französischer Sprache
- Maunick, Jean-Paul (* 1957), britischer Gitarrist, Bandleader, Komponist und Produzent
- Maunier, Jean-Baptiste (* 1990), französischer Sänger und SchauspielerJean-Baptiste Maunier (* 1990)

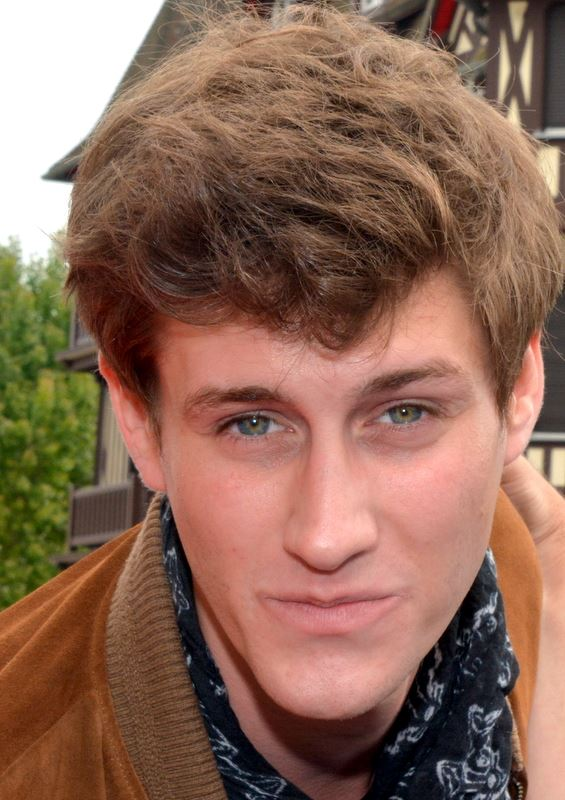
Jean-Baptiste Maunier (* 1990)

- Maunier, René (1887–1951), französischer Rechtssoziologe
- Maunier, Richard (* 1977), französischer Sprinter
- Maunoir, Albert (1863–1929), Schweizer Jurist und Politiker
- Maunoir, Julien (1606–1683), französischer Ordensgeistlicher (Jesuit)
- Maunoir, Théodore (1806–1869), Schweizer Mediziner, Mitbegründer des Internationalen Komitees vom Roten Kreuz
- Maunoury, Joseph (1847–1923), französischer General und späterer Marschall von Frankreich (posthum)
- Maunoury, Maurice (1863–1925), französischer Ingenieur, Jurist und Politiker der Dritten Republik
- Maunoury, Simon (* 1983), französischer Badmintonspieler
- Maunsbach, Maria (* 1990), schwedische Autorin, Kulturjournalistin, Dramatikerin und ehemalige Radiomoderatorin
- Maunsell, Brian (1937–2021), neuseeländischer Boxer
- Maunsell, Frederick Richard (1828–1916), britischer General
- Maunsell, Guy (1884–1961), britischer Bauingenieur
- Maunsell, John (* 1955), britisch-amerikanischer Neurowissenschaftler
- Maunsell, Richard (1868–1944), britischer Eisenbahningenieur
- Mauntel, Christoph (* 1983), deutscher Historiker
- Maunu, Paavo, finnischer Skispringer
- Maunu, Peter (* 1953), US-amerikanischer Fusionmusiker
- Mauny, Walter, 1. Baron Mauny († 1372), niederländisch-englischer Militär und Diplomat
- Maunz, Anton (1922–2005), österreichischer Landwirt und Politiker, Landtagsabgeordneter der Steiermark
- Maunz, Joachim (* 1962), deutscher Fechter
- Maunz, Theodor (1901–1993), deutscher Jurist, Verwaltungs- und Staatsrechtler, Hochschullehrer für Staats- und Verwaltungsrecht und Politiker (CSU)Theodor Maunz (1901–1993)

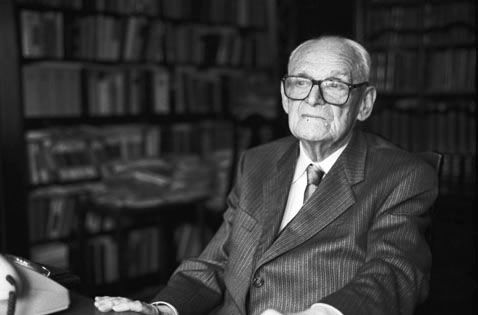
Theodor Maunz (1901–1993)

### Maup
- Maupas, Charles, französischer Grammatiker
- Maupassant, Guy de (1850–1893), französischer Schriftsteller und DichterGuy de Maupassant (1850–1893)

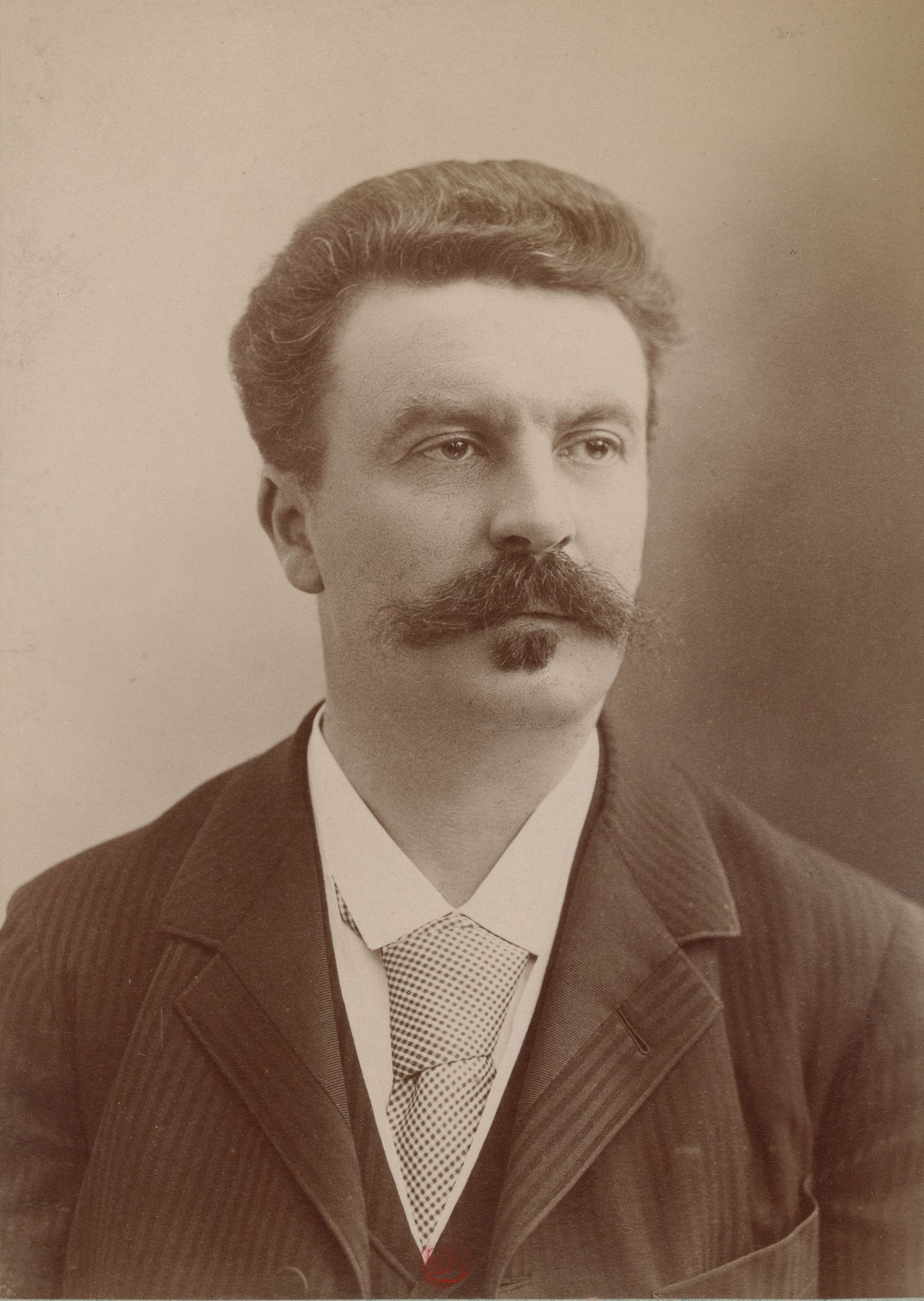
Guy de Maupassant (1850–1893)

- Maupay, Neal (* 1996), französischer Fußballspieler
- Maupeou d’Ableiges, Xavier Gilles de (* 1935), französischer Geistlicher, Altbischof von Viana
- Maupeou, René-Charles de (1688–1775), Kanzler von Frankreich
- Maupeou, René-Nicolas-Charles-Augustin de (1714–1792), Kanzler von Frankreich
- Mauperin, François-Nicolas († 1806), französischer Porträtmaler
- Maupertuis, Pierre Louis Moreau de (1698–1759), französischer Mathematiker, Astronom und Philosoph
- Maupi, Marcel (1881–1949), französischer Schauspieler
- Maupin, Armistead (* 1944), US-amerikanischer Schriftsteller
- Maupin, Bennie (* 1940), US-amerikanischer Jazzmusiker (Saxophone, Klarinetten, Flöten)
- Maupoint, Andrés (* 1968), chilenischer Pianist und Komponist
- Maupu, François (* 1939), französischer Geistlicher, emeritierter Bischof von Verdun

### Mauq
- Mauquenchy, Jean de, französischer Adliger, Marschall von Frankreich

### Maur
- Maur († 1118), römisch-katholischer Bischof von Krakau
- Maur, Franz Auf der († 1847), Schweizer Offizier
- Maur, Franz Auf der (* 1945), Schweizer Journalist und Buchautor
- Maur, Franz Philipp Gottfried Hueber von und zu, kurpfälzischer Geheimrat, Hofmeister und Kämmerer
- Maur, Hans († 2023), deutscher Historiker
- Maur, Hansjörg Auf der (1933–1999), Schweizer Theologe und Professor für Liturgiewissenschaft
- Maur, Heinrich von (1863–1947), deutscher General der Artillerie
- Maur, Karin von (* 1938), deutsche Kunsthistorikerin und Professorin
- Maur, Mauro (* 1958), italienischer Trompeter und Komponist
- Maur, Meinhart (1884–1964), Schauspieler
- Maur, Wolf In der (1924–2005), österreichischer Journalist und Herausgeber

#### Maura
- Maura Montaner, Antonio (1853–1925), spanischer Politiker und Ministerpräsident
- Maura, Carmen (* 1945), spanische SchauspielerinCarmen Maura (* 1945)

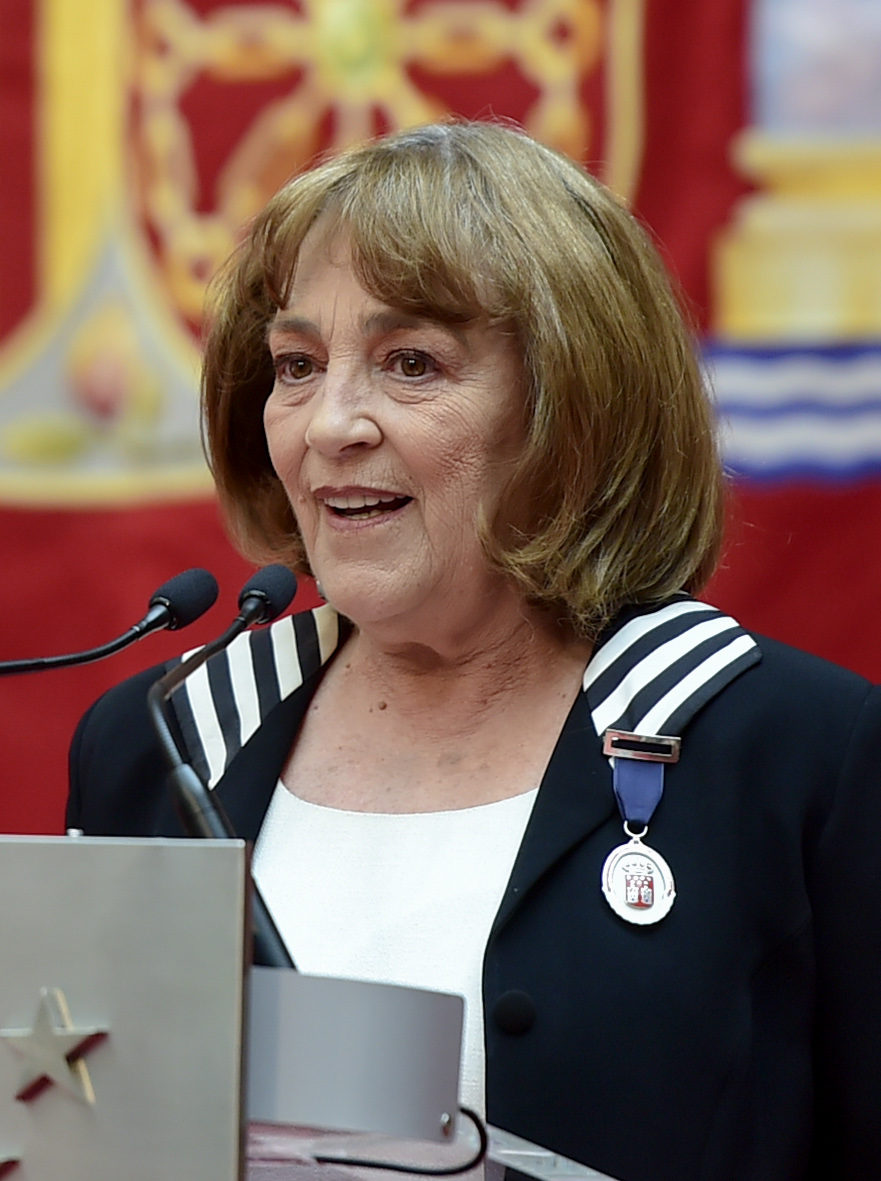
Carmen Maura (* 1945)

- Maura, Fernando (* 1955), spanischer Politiker, MdEP
- Maura, Jess (* 1997), deutsche Schauspielerin
- Maurach, Friedrich (1811–1873), deutscher Verwaltungsbeamter, Regierungspräsident in Gumbinnen und Bromberg
- Maurach, Gregor (* 1932), deutscher klassischer Philologe
- Maurach, Heinrich (1854–1904), deutscher Verwaltungsbeamter
- Maurach, Johannes (1883–1951), deutscher Theaterschauspieler und -regisseur
- Maurach, Reinhart (1902–1976), deutscher Jurist
- Mauracher, Andreas (1758–1824), Tiroler Orgelbauer
- Mauracher, Hans (1885–1957), österreichischer Bildhauer
- Mauracher, Josef (1845–1907), österreichischer Orgelbauer
- Mauracher, Mathias (1788–1857), österreichischer Orgelbauer
- Maurane (1960–2018), belgische ChansonsängerinMaurane (1960–2018)

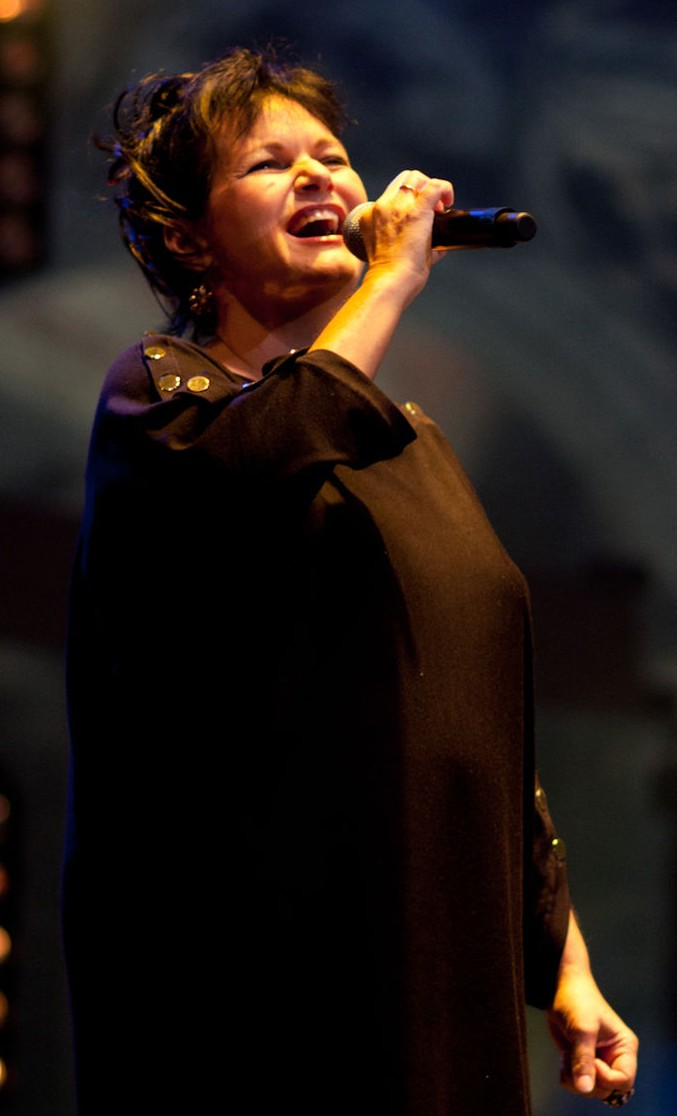
Maurane (1960–2018)

- Mauranen, Rea (* 1949), finnische Schauspielerin
- Maurath, Ferdinand (1908–1993), deutscher Pfarrer und Widerstandskämpfer gegen den Nationalsozialismus

#### Maurb
- Maurberger, Simon (* 1995), italienischer Skirennläufer

#### Maure
- Mauré, Héctor (1920–1976), argentinischer Tangosänger und -komponist
- Maure, Nicolas (* 1960), französischer Ingenieur und Manager
- Maureau, Alphonse († 1880), französisch-amerikanischer Maler des Impressionismus
- Maureen, Karl (1938–2025), deutscher Organist und Hochschullehrer
- Mauregato († 788), König von Asturien
- Maureira, Alejandro (* 1983), chilenischer Fußballspieler
- Maurel, Emmanuel (* 1973), französischer Politiker
- Maurel, Henri (1867–1935), französischer Politiker
- Maurel, Micheline (1916–2009), französische Autorin, Übersetzerin und Mitglied der Résistance
- Maurel, Pierre (1601–1677), französischer Geschäftsmann und Großgrundbesitzer
- Maurel, Valentina (* 1988), französisch-costa-ricanische Filmemacherin
- Maurel, Victor (1848–1923), französischer Opernsänger (Bariton)
- Maurellet, Augustin (1888–1969), französischer Politiker (SFIO), Mitglied der Nationalversammlung
- Maurelli, Olivier (* 1970), französischer Handballspieler
- Mauren, Wilhelm (1870–1929), deutscher Theaterschauspieler und -regisseur
- Maurenbrecher, Berthold (1868–1943), deutscher Altphilologe
- Maurenbrecher, Bruno (1897–1984), deutscher Politiker (ZENTRUM, CDU), MdL
- Maurenbrecher, Hans Anton (1910–1966), niederländischer Generalleutnant der Luftwaffe und Einhandsegler
- Maurenbrecher, Manfred (* 1950), deutscher Liedermacher und AutorManfred Maurenbrecher (* 1950)

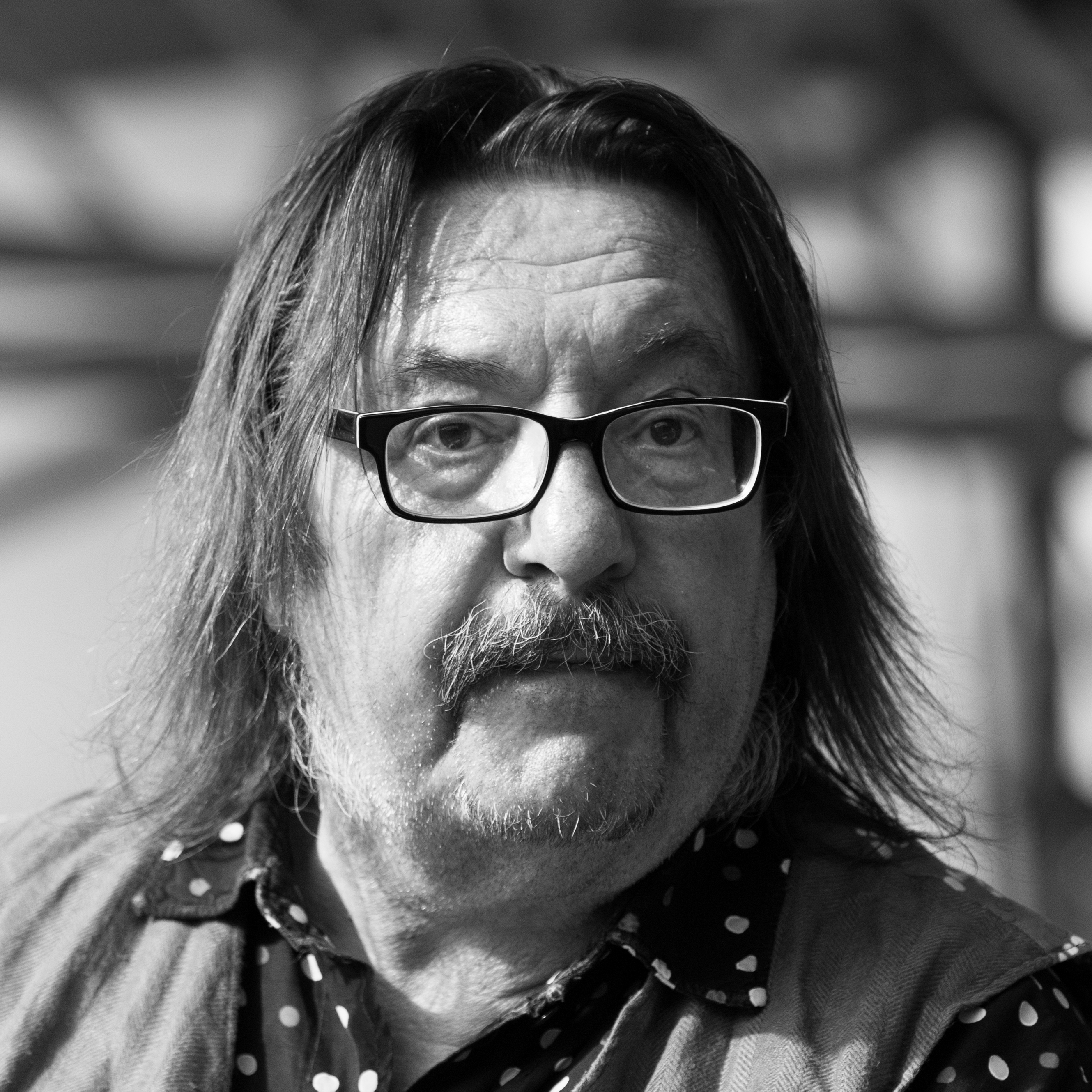
Manfred Maurenbrecher (* 1950)

- Maurenbrecher, Max (1874–1930), deutscher Geistlicher, Publizist und Politiker
- Maurenbrecher, Otto (1872–1960), deutscher Schauspieler, Regisseur und Theaterintendant
- Maurenbrecher, Romeo (1803–1843), deutscher Jurist und Professor für Staatsrecht
- Maurenbrecher, Wilhelm (1838–1892), deutscher Historiker
- Maurensig, Paolo (1943–2021), italienischer Schriftsteller
- Maurepas, Jean-Frédéric Phélypeaux comte de (1701–1781), französischer Staatsmann
- Maurer Zenck, Claudia (* 1948), deutsche Musikwissenschaftlerin
- Maurer, Adolf (1883–1955), österreichischer Politiker und Beamter
- Maurer, Adolf (1883–1976), Schweizer Pfarrer und Schriftsteller
- Maurer, Aïman (* 2004), marokkanisch-französischer Fußballspieler
- Maurer, Albert (1889–1935), Schweizer Architekt
- Maurer, Albrecht (* 1959), deutscher Violinist und Komponist
- Maurer, Alexandra (* 1982), Schweizer Fernseh- und Radiomoderatorin sowie RedakteurinAlexandra Maurer (* 1982)

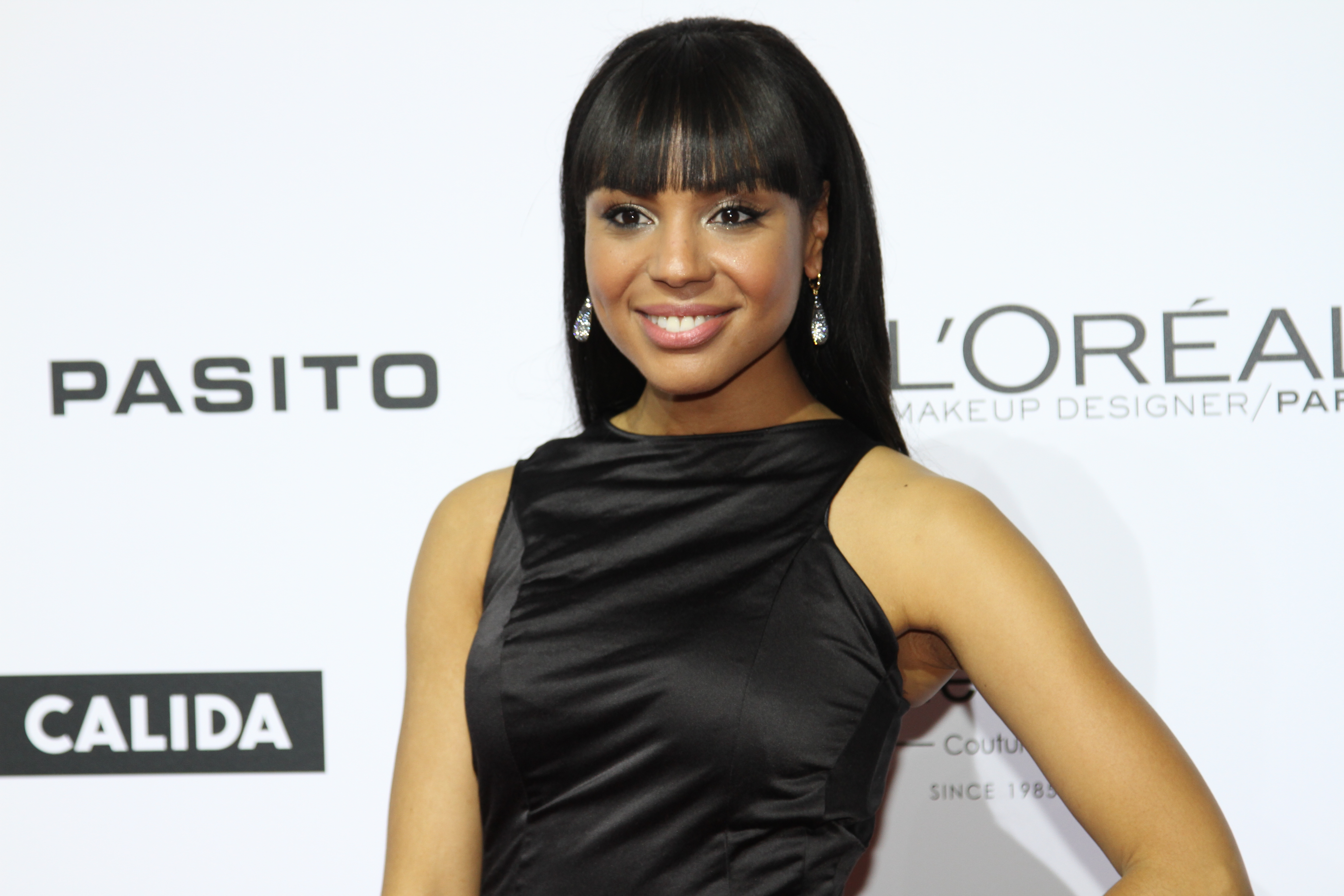
Alexandra Maurer (* 1982)

- Maurer, Alfons (1927–1992), deutscher Politiker (CDU), MdL
- Maurer, Alfred Henry (1868–1932), US-amerikanischer Maler
- Maurer, Andrea (* 1962), deutsche Soziologin und Hochschullehrerin
- Maurer, Andrea (* 1982), deutsche Fernsehjournalistin und ModeratorinAndrea Maurer (* 1982)

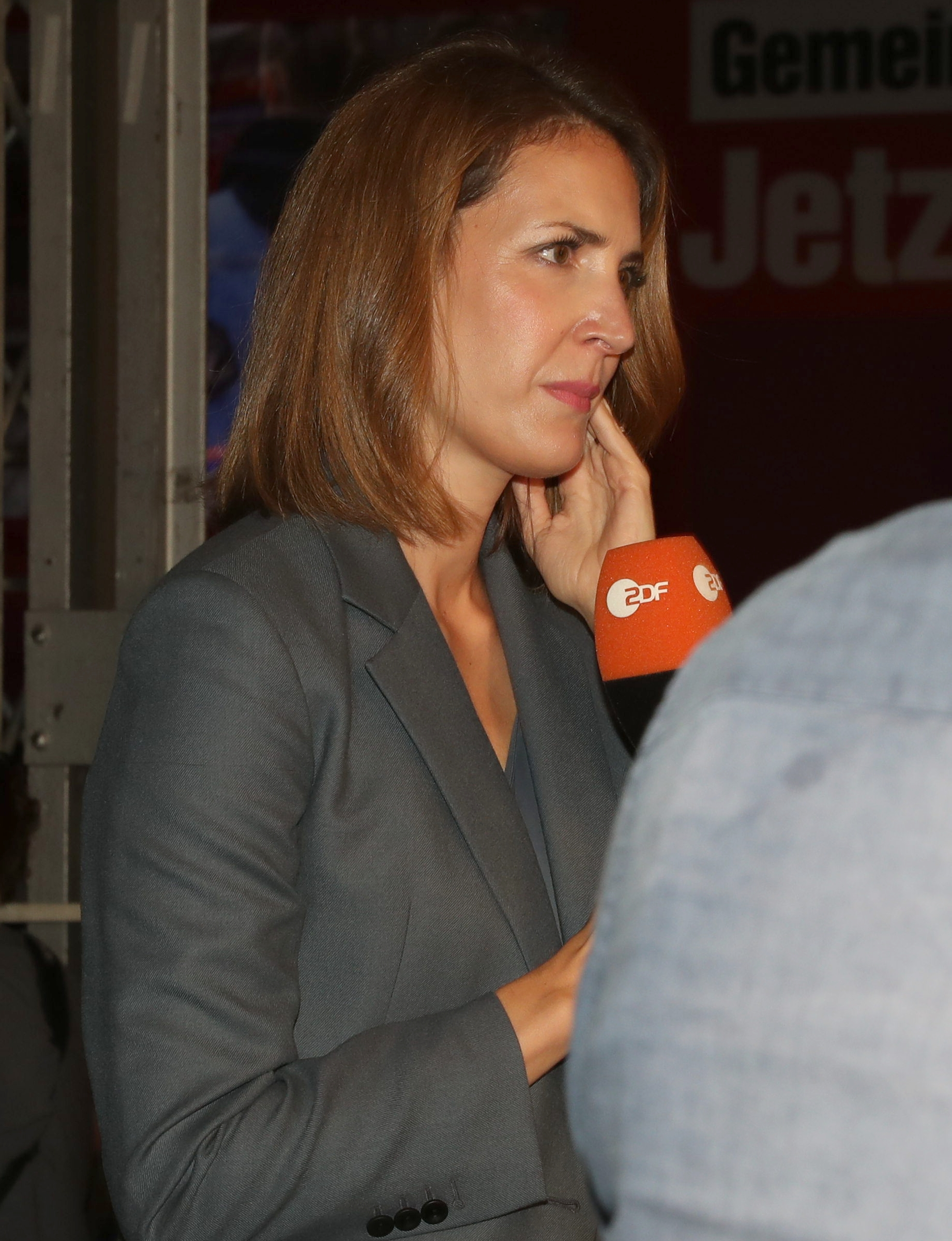
Andrea Maurer (* 1982)

- Maurer, Andreas (1919–2010), österreichischer Politiker (ÖVP), Landtagsabgeordneter, Landeshauptmann von Niederösterreich
- Maurer, Andreas (* 1952), evangelikal-christlicher Sachbuchautor, Leiter des Institut für Islamfragen, Schweiz
- Maurer, Andreas (* 1958), deutscher Tennisspieler
- Maurer, Andreas (* 1965), deutscher Politikwissenschaftler und EU-Integrationsforscher
- Maurer, Andreas (* 1970), deutscher Lokalpolitiker und verurteilter Wahlfälscher
- Maurer, Andreas E. H. (* 1962), deutscher Manager
- Maurer, Angela (* 1975), deutsche Schwimmerin
- Maurer, Anna (* 1995), österreichische Jazzmusikerin (Piano, Gesang, Komposition)
- Maurer, Antonie (1895–1945), deutsche Kommunistin
- Maurer, Armand Augustine (1915–2008), US-amerikanischer Theologe
- Maurer, Artur (1905–1934), estnischer Fußballspieler
- Maurer, Bernhard (1929–2009), deutscher evangelischer Theologe und Hochschullehrer
- Maurer, Bertram (* 1950), deutscher Fachbuchautor
- Maurer, Carl (1816–1878), preußischer Verwaltungsjurist, MdPrA und Landrat
- Maurer, Chrigel (* 1982), Schweizer Gleitschirmpilot
- Maurer, Christian, Schweizer Journalist
- Maurer, Christian (1913–1992), Schweizer evangelischer Geistlicher und Hochschullehrer
- Maurer, Christian (* 1967), österreichischer Saxophonist
- Maurer, Christian Friedrich (1847–1902), deutscher Historiker
- Maurer, Daniel (* 1957), französischer Organist und Hochschullehrer
- Maurer, Daniel (* 1994), österreichischer Fußballspieler
- Maurer, Dolf (* 1961), österreichischer Autor, Werbefilmregisseur, Moderator, Radiogründer und Sprechtrainer
- Maurer, Dóra (* 1937), ungarische bildende Künstlerin, Filmemacherin
- Maurer, Doris (1951–2014), deutsche Germanistin und Journalistin
- Maurer, Eduard, estnischer Fußballspieler
- Maurer, Eduard (1886–1969), deutscher Chemiker und Metallurg
- Maurer, Ekkehard (1918–2002), deutscher Manager
- Maurer, Elsie (* 1938), deutsche Opernsängerin (Mezzosopran)
- Maurer, Emil (1884–1967), österreichischer Anwalt und Politiker
- Maurer, Emil (1917–2011), Schweizer Kunsthistoriker
- Maurer, Emilio (* 1938), mexikanischer Fußballfunktionär
- Maurer, Erich (1884–1981), deutscher Gartenbau- und Obstbauwissenschaftler
- Maurer, Ernst (1947–2011), österreichischer Politiker (SPÖ), Landtagsabgeordneter und Gemeinderat
- Maurer, Ernst (* 1948), österreichischer Architekt
- Maurer, Ernstpeter (* 1957), deutscher evangelischer Theologe und Hochschullehrer
- Maurer, Esther (* 1957), Schweizer Politikerin (SP)
- Maurer, Eugen (1884–1959), deutscher Politiker und Oberbürgermeister
- Maurer, Franz (1929–2005), deutscher Missionar der Weißen Väter und Entwicklungshelfer
- Maurer, Franz Joseph Valentin Dominik (1795–1874), deutscher Alttestamentler, Hebraist und Geistlicher
- Maurer, Friedemann (1940–2024), deutscher Pädagoge
- Maurer, Friedrich (1781–1868), Landtagsabgeordneter Großherzogtum Hessen
- Maurer, Friedrich (1812–1906), deutscher Kunstmaler
- Maurer, Friedrich (1859–1936), deutscher Mediziner
- Maurer, Friedrich (1898–1984), deutscher Germanist, Sprachwissenschaftler
- Maurer, Friedrich (1901–1980), deutscher Schauspieler
- Maurer, Friedrich (1912–1958), österreichischer Handballspieler
- Maurer, Georg (1907–1971), deutscher Lyriker, Essayist und Übersetzer, Professor am Institut für Literatur "Johannes R. Becher"
- Maurer, Georg (1909–1980), deutscher Arzt, Hochschulleiter und Kommunalpolitiker (CSU)
- Maurer, Georg (* 1983), deutscher Naturbahnrodler
- Maurer, Georg Ludwig von (1790–1872), Jurist, Rechtshistoriker und Politiker
- Maurer, Georg Peter (1730–1815), badischer Oberamtsschultheiß
- Maurer, Gerhard (1907–1953), deutscher SS-Standartenführer
- Mäurer, German (1811–1883), deutsch-französischer Schriftsteller und Lehrer, Mitglied im Bund der Geächteten und Bund der Gerechten
- Maurer, Golo (* 1971), deutscher KunsthistorikerGolo Maurer (* 1971)

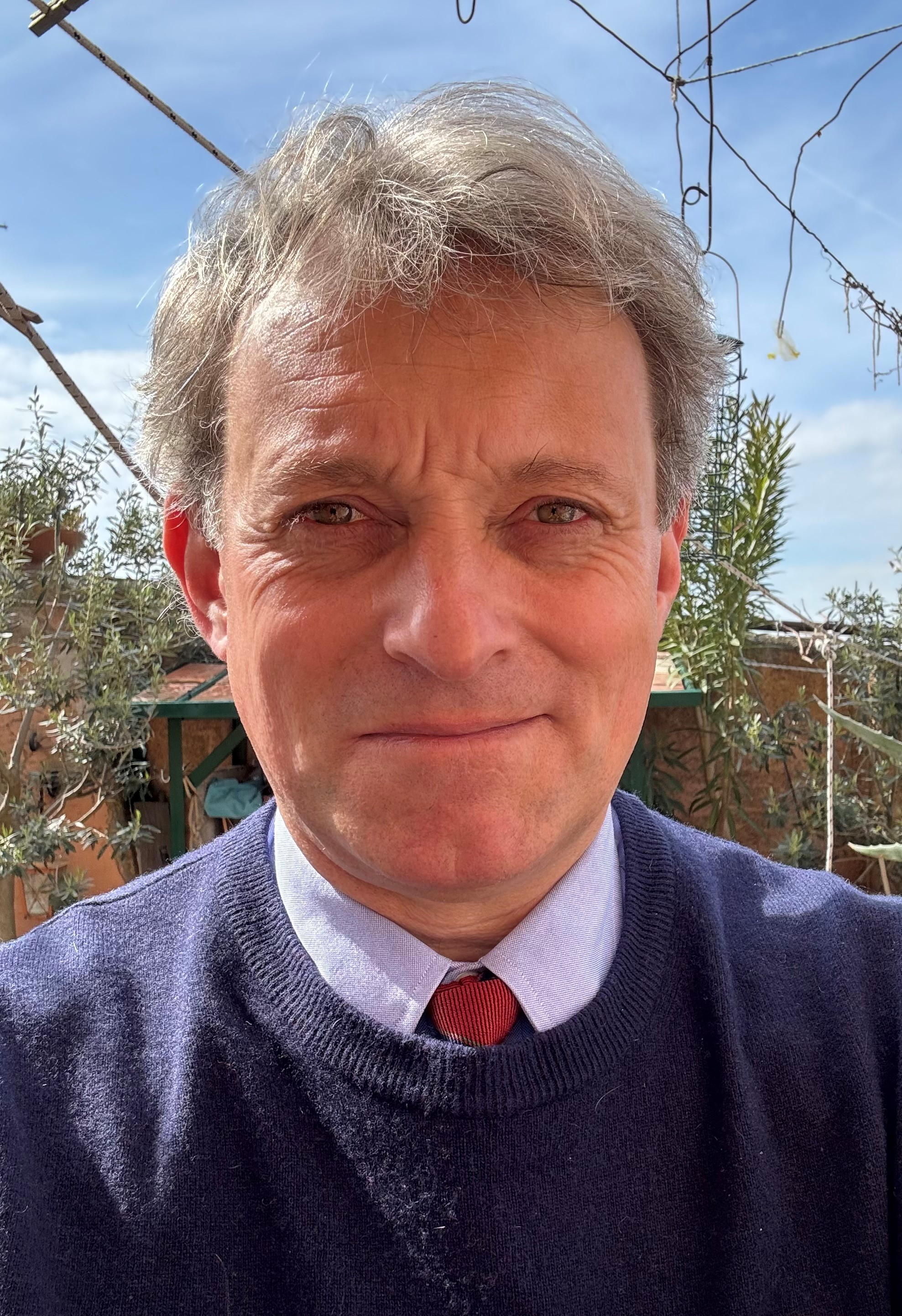
Golo Maurer (* 1971)

- Maurer, Gottlob (1919–1989), deutscher Kommunalpolitiker
- Maurer, Günter (* 1965), deutscher Hörspiel- und Theaterregisseur
- Mäurer, Gustav (1880–1968), deutscher Violinist und Komponist
- Maurer, Hannes (* 1983), deutscher Synchronregisseur und -sprecher
- Maurer, Hans, reformatorischer Wanderprediger
- Maurer, Hans (1888–1976), österreichischer Journalist und Politiker (ÖVP), Abgeordneter zum Nationalrat
- Maurer, Hans (1913–1974), deutscher Arzt und Politiker (CDU)
- Maurer, Hans (1918–2013), Schweizer Unternehmer und Erfinder
- Maurer, Hans (1926–2001), deutscher Architekt
- Maurer, Hans (* 1933), deutscher Politiker (CSU), MdL
- Maurer, Hans Rainer (1937–2014), deutscher Pharmazeut und Hochschullehrer für Pharmazie
- Maurer, Hans Rudolf (1752–1805), Schweizer Lehrer und evangelischer Geistlicher
- Maurer, Hans-Martin (1929–2025), deutscher Historiker und Archivar
- Maurer, Hansjörg (1891–1959), deutscher Tierarzt und Redakteur
- Maurer, Hartmut (1931–2024), deutscher Rechtswissenschaftler
- Maurer, Heike (* 1953), deutsche FernsehmoderatorinHeike Maurer (* 1953)

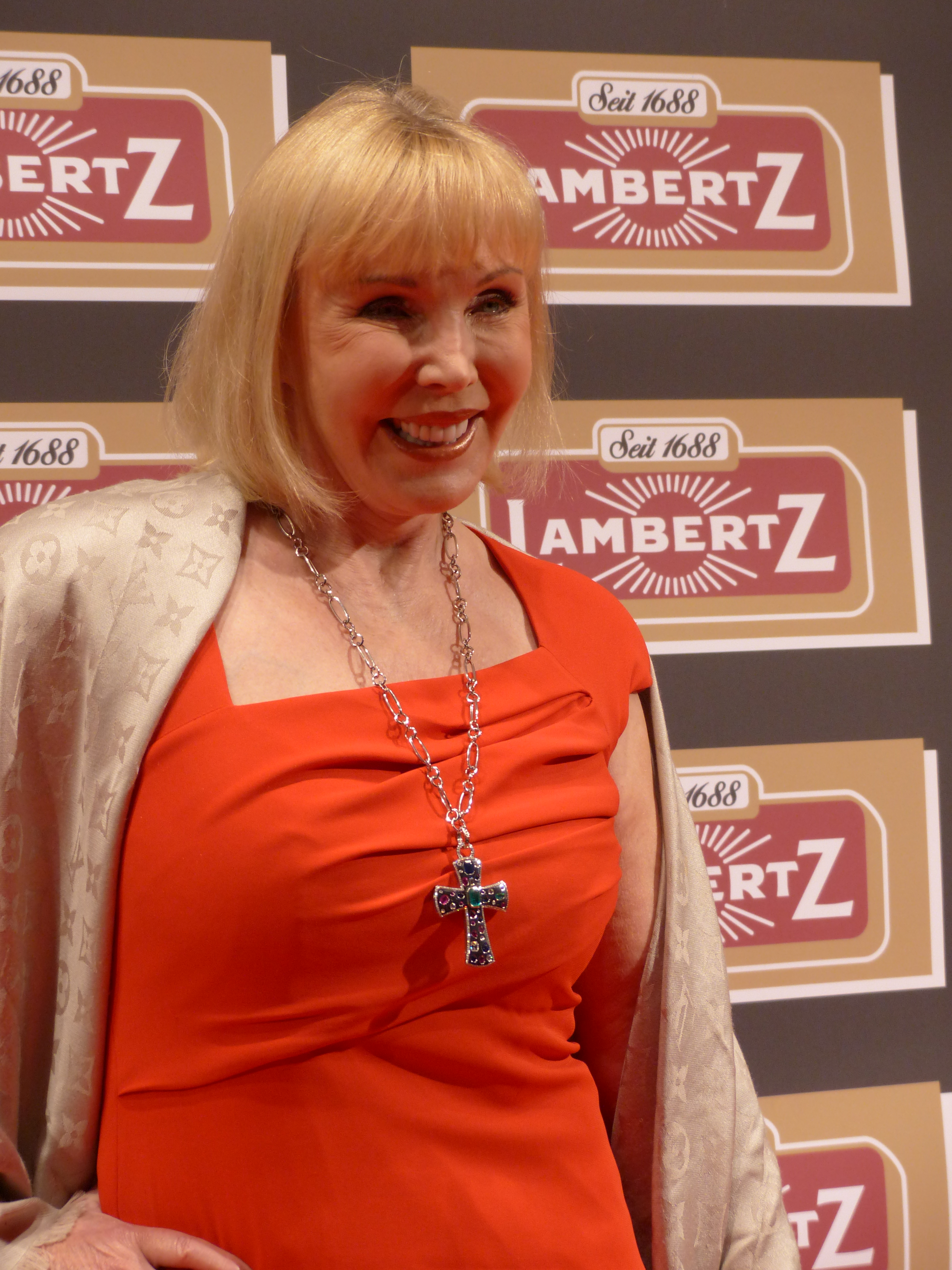
Heike Maurer (* 1953)

- Maurer, Heinrich (1834–1918), deutscher evangelischer Geistlicher
- Maurer, Heinrich (1837–1921), badischer Heimatforscher, Philologe und Theologe
- Maurer, Heinz (1906–1945), deutscher Staatsbeamter
- Maurer, Heinz (1921–2016), deutscher Arzt, Gründer von Sebapharma (sebamed)
- Maurer, Helmut (1936–2018), deutscher Historiker und Archivar
- Maurer, Helmut (* 1945), österreichischer Fußball-Nationalspieler
- Maurer, Herbert (* 1965), österreichischer Schriftsteller
- Maurer, Hermann (1861–1933), Verwaltungsangestellter der deutschen Rentenversicherung, Förderer und Freund des Märkischen Museums in Berlin, ehrenamtlicher Mitwirkender der Pflegschaft des Museums und 1892 Mitbegründer der Gesellschaft für Heimatkunde «Brandenburgia»
- Maurer, Hermann (* 1941), österreichischer Informatiker, Autor von Science-Fiction-Literatur
- Maurer, Hermann (* 1948), österreichischer Prähistoriker
- Maurer, Hubert (1738–1818), österreichischer Maler, Zeichner und Zeichenlehrer an der Akademie der Bildenden Künste Wien
- Maurer, Ingo (1932–2019), deutscher Industriedesigner
- Maurer, Ion Gheorghe (1902–2000), rumänischer Politiker
- Maurer, Jacob (1737–1780), schweizerisch-niederländischer Maler
- Maurer, Jakob (1826–1887), deutscher Landschaftsmaler
- Maurer, Jakob (1929–2025), Schweizer Architekt und Raumplaner
- Maurer, Jakob Karl (1890–1975), hessischer Politiker (SPD)
- Maurer, Jakobine († 1874), deutsch-brasilianische Sektenführerin
- Maurer, Jörg (* 1953), deutscher Musikkabarettist und AutorJörg Maurer (* 1953)

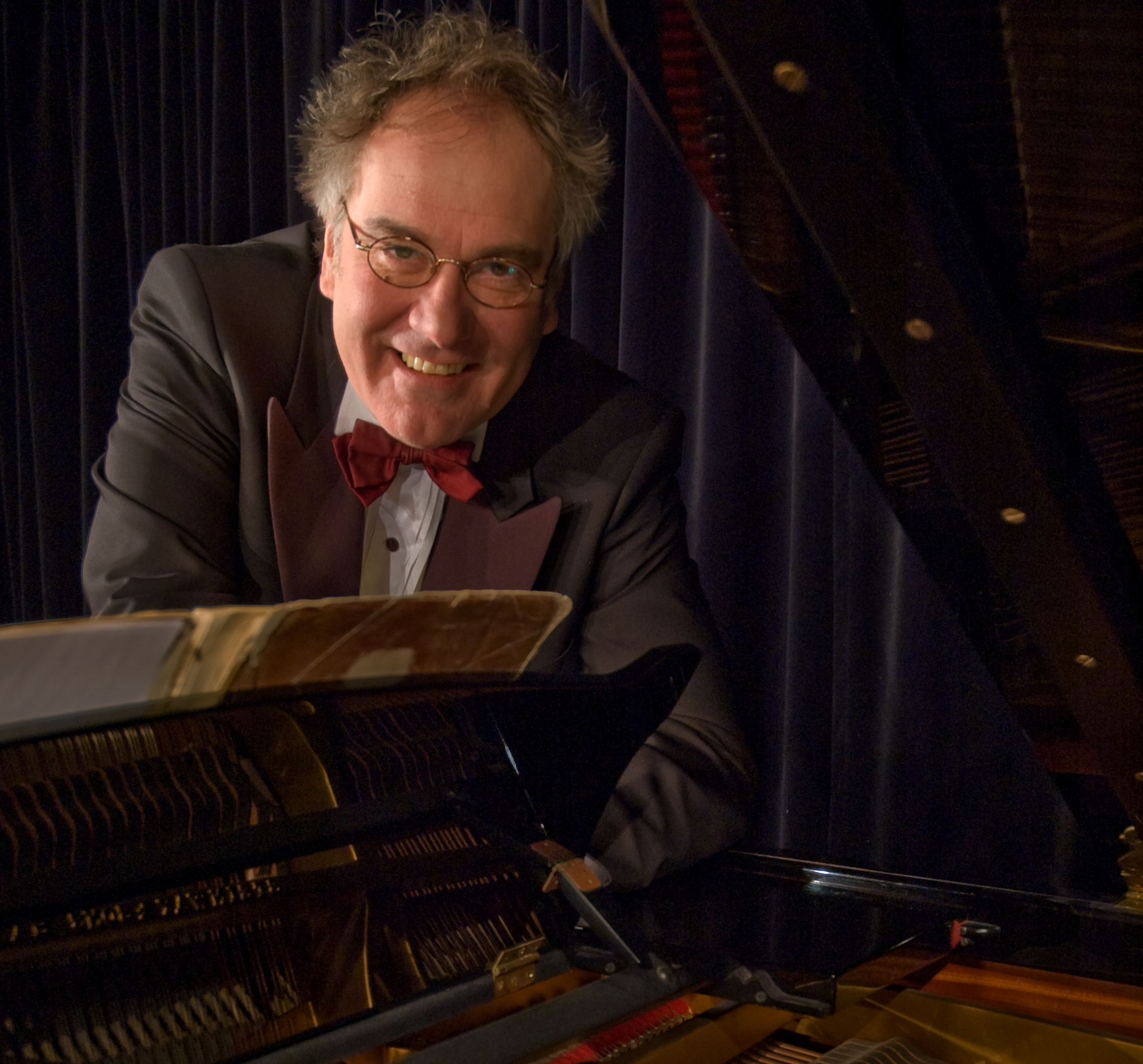
Jörg Maurer (* 1953)

- Maurer, Josef (1853–1894), österreichischer Pfarrer (katholisch), Dichter und niederösterreichischer Heimatforscher
- Maurer, Josef (1868–1936), deutscher Archäologe
- Maurer, Josef (1928–2019), österreichischer Politiker (ÖVP), Landtagsabgeordneter zum Vorarlberger Landtag
- Maurer, Josef Clemens (1900–1990), deutscher Geistlicher, katholischer Erzbischof und Kardinal
- Maurer, Joshua (* 1996), kanadischer Skispringer
- Maurer, Juergen (* 1967), österreichischer SchauspielerJuergen Maurer (* 1967)

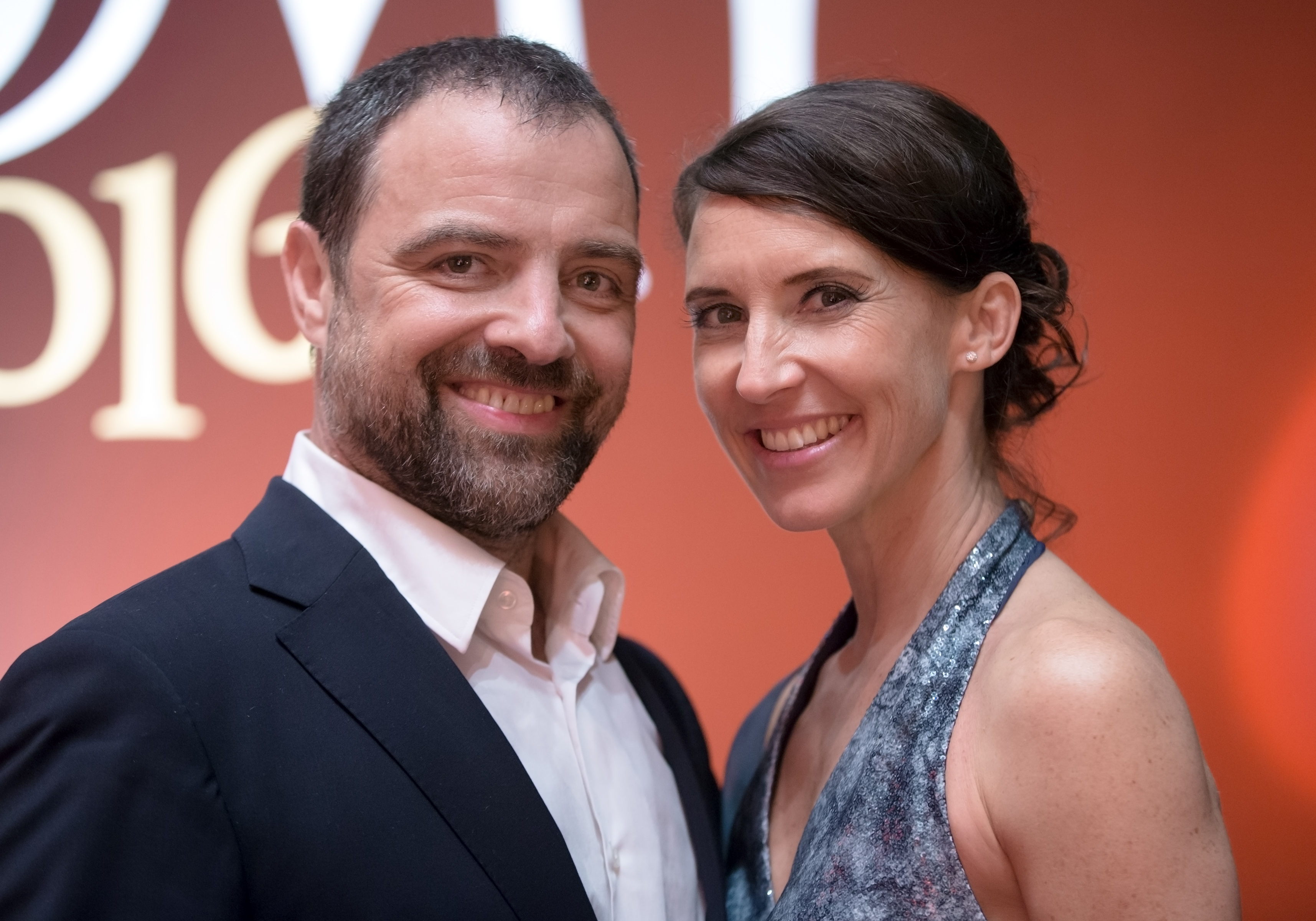
Juergen Maurer (* 1967)

- Maurer, Jürg (1935–2023), Schweizer Jazzklarinettist
- Maurer, Jürgen (1952–2021), deutscher Polizeibeamter, Vizepräsident beim Bundeskriminalamt
- Maurer, Karin (* 1980), Schweizer Gleitschirmpilotin
- Maurer, Karl (1831–1913), deutscher Jurist und Politiker (NLP), MdR
- Maurer, Karl (1925–2014), deutscher Skirennläufer
- Maurer, Karl (* 1926), deutscher Romanist
- Maurer, Karl Peter (1874–1950), deutscher evangelischer Theologe
- Maurer, Katja (* 1991), deutsche Politikerin (Die Linke)
- Maurer, Klaus (* 1958), deutscher Feuerwehrmann
- Maurer, Konrad (1823–1902), deutscher Rechtshistoriker
- Maurer, Lena (1904–1990), deutsche Politikerin (SPD), MdL
- Maurer, Lorenz (* 2009), österreichischer Fußballspieler
- Maurer, Louis (1832–1932), deutschamerikanischer Lithograf, Maler und Fotograf
- Maurer, Louis (1904–1988), Schweizer Fussballspieler und -trainer
- Mäurer, Lucas (* 1994), deutscher Volleyballspieler und Beachvolleyballspieler
- Maurer, Ludwig (1789–1878), deutscher Violinist, Komponist und Dirigent
- Maurer, Ludwig (1859–1927), deutscher Mathematiker und Hochschullehrer
- Maurer, Ludwig (1873–1936), deutscher Unternehmer und Erfinder
- Maurer, Ludwig (* 1980), deutscher Koch und Kochbuchautor
- Maurer, Manfred (1958–1998), österreichischer Schriftsteller
- Maurer, Manuel (* 1993), Schweizer Unihockeyspieler
- Maurer, Many (* 1964), Schweizer Gitarrist, Bassist, Songwriter und ProduzentMany Maurer (* 1964)

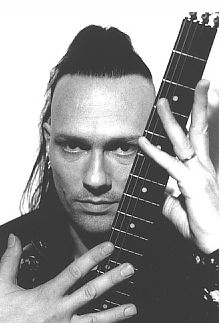
Many Maurer (* 1964)

- Maurer, Marco (* 1980), deutscher Journalist
- Maurer, Marco (* 1988), Schweizer Eishockeyspieler
- Maurer, Marcus (1966–2024), deutscher Dermatologe und Allergologe
- Maurer, Margarete (* 1949), deutsche Philosophin, Biochemikerin und Feministin
- Maurer, Marianne (1903–1995), deutsche Politikerin (CDU), MdL
- Maurer, Mario (* 1988), thailändisches Fotomodell und Filmschauspieler
- Maurer, Markus (* 1970), österreichischer Politiker (SPÖ), Landtagsabgeordneter
- Maurer, Matthias (* 1952), deutscher Eishockeyspieler
- Maurer, Matthias (* 1970), deutscher Materialwissenschaftler und AstronautMatthias Maurer (* 1970)

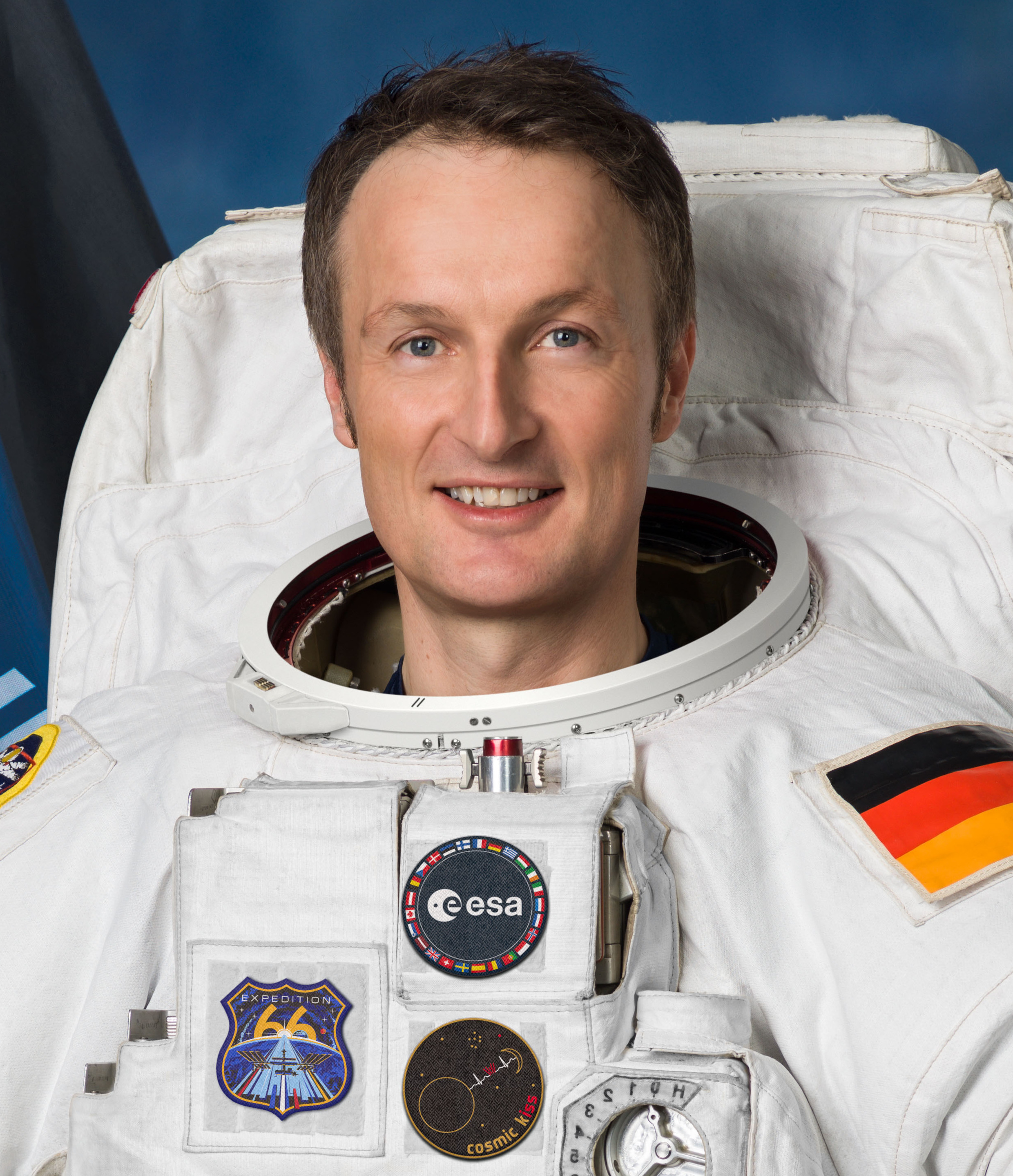
Matthias Maurer (* 1970)

- Maurer, Max (1891–1972), deutscher Polizist
- Maurer, Melanie (* 1988), Schweizer Duathletin
- Maurer, Michael (1905–1980), deutscher Baumchirurg
- Maurer, Michael (* 1954), deutscher Historiker
- Maurer, Michaela (* 1981), deutsche Naturbahnrodlerin
- Maurer, Miroslav (1951–2012), tschechischer Fußballschiedsrichter
- Maurer, Nicole (* 1993), deutsche Fußballspielerin
- Maurer, Nicole (* 2000), kanadische Skispringerin
- Maurer, Paul (* 1996), deutscher Fußballspieler
- Maurer, Peter (* 1956), Schweizer Diplomat
- Maurer, Philipp (1882–1947), deutscher Politiker
- Maurer, Pius Martin (* 1971), österreichischer Zisterzienser
- Maurer, Rebecca (* 1969), deutsche Cembalistin und Fortepianistin
- Maurer, Reiner (* 1960), deutscher Fußballspieler und Fußballtrainer
- Maurer, Reinhart (* 1935), deutscher Philosoph
- Maurer, Robert D. (* 1924), US-amerikanischer Physiker und Glasfaser-Pionier
- Maurer, Rolf (1938–2019), Schweizer Radsportler
- Maurer, Rudolf (1872–1963), Schweizer Politiker
- Maurer, Rudolf (1954–2020), österreichischer Philosoph, Museumsleiter, Archivar, Regionalhistoriker und Publizist
- Maurer, Sepp (* 1978), deutscher Athletiktrainer, Kraftsportler und Veranstalter
- Maurer, Shawn, US-amerikanischer Kameramann
- Maurer, Sigrid (* 1985), österreichische Studentenvertreterin und Politikerin (Grüne), Abgeordnete zum NationalratSigrid Maurer (* 1985)

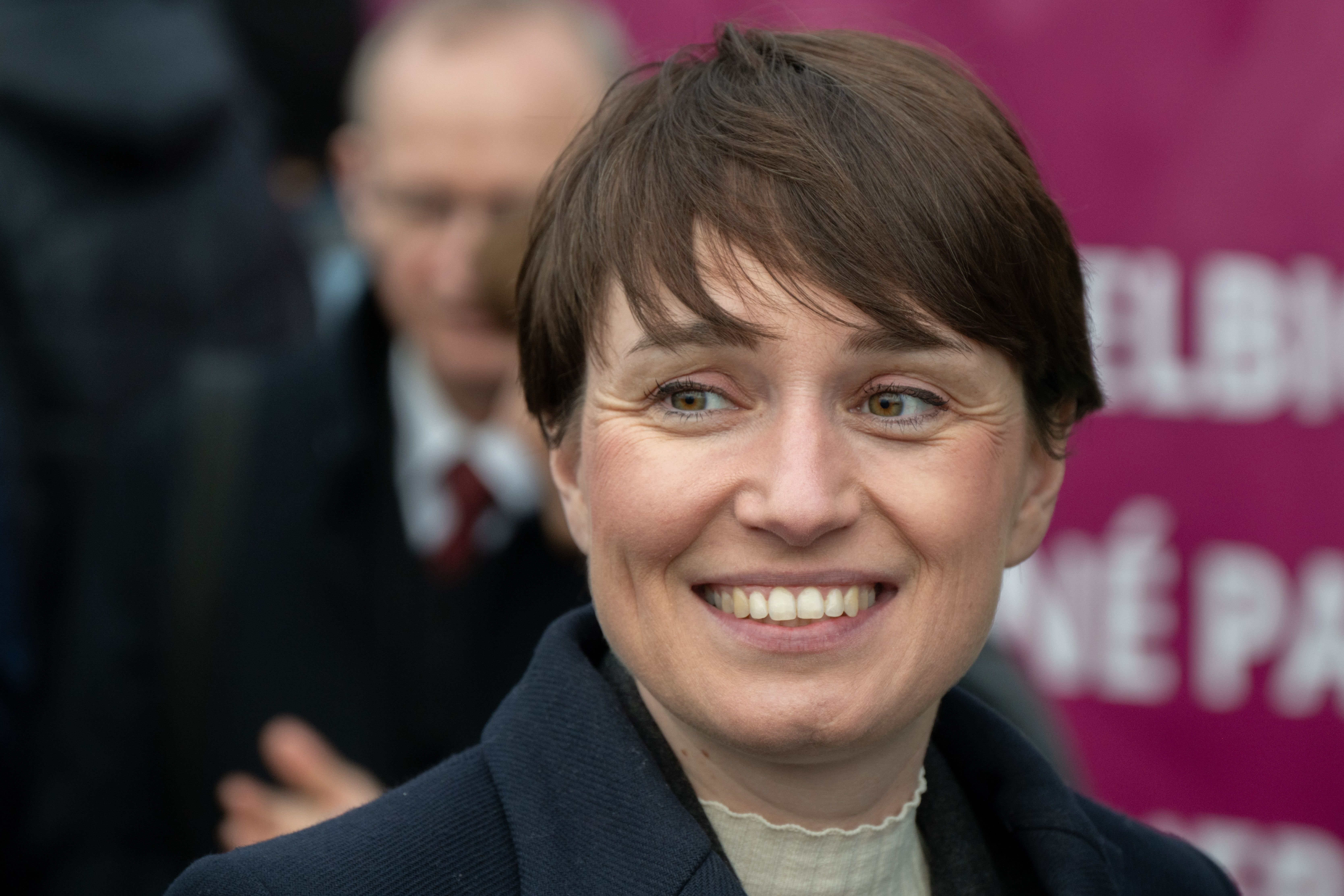
Sigrid Maurer (* 1985)

- Maurer, Silvan (* 1998), Schweizer Unihockeyspieler
- Maurer, Stefan (1960–1994), Schweizer Radrennfahrer
- Maurer, Stephan (* 1985), Schweizer Snowboarder
- Maurer, Susanne (* 1958), deutsche Erziehungswissenschaftlerin und Hochschullehrerin
- Maurer, Sybilla, deutsche Drahtzieherin
- Maurer, Theodoro Henrique (1906–1979), brasilianischer Romanist und Lusitanist Schweizer Abstammung
- Maurer, Thomas (* 1967), österreichischer Kabarettist
- Maurer, Timon (* 2000), österreichischer Kanute
- Maurer, Trude (1955–2017), deutsche Historikerin
- Maurer, Ueli (* 1950), Schweizer Politiker (SVP)Ueli Maurer (* 1950)

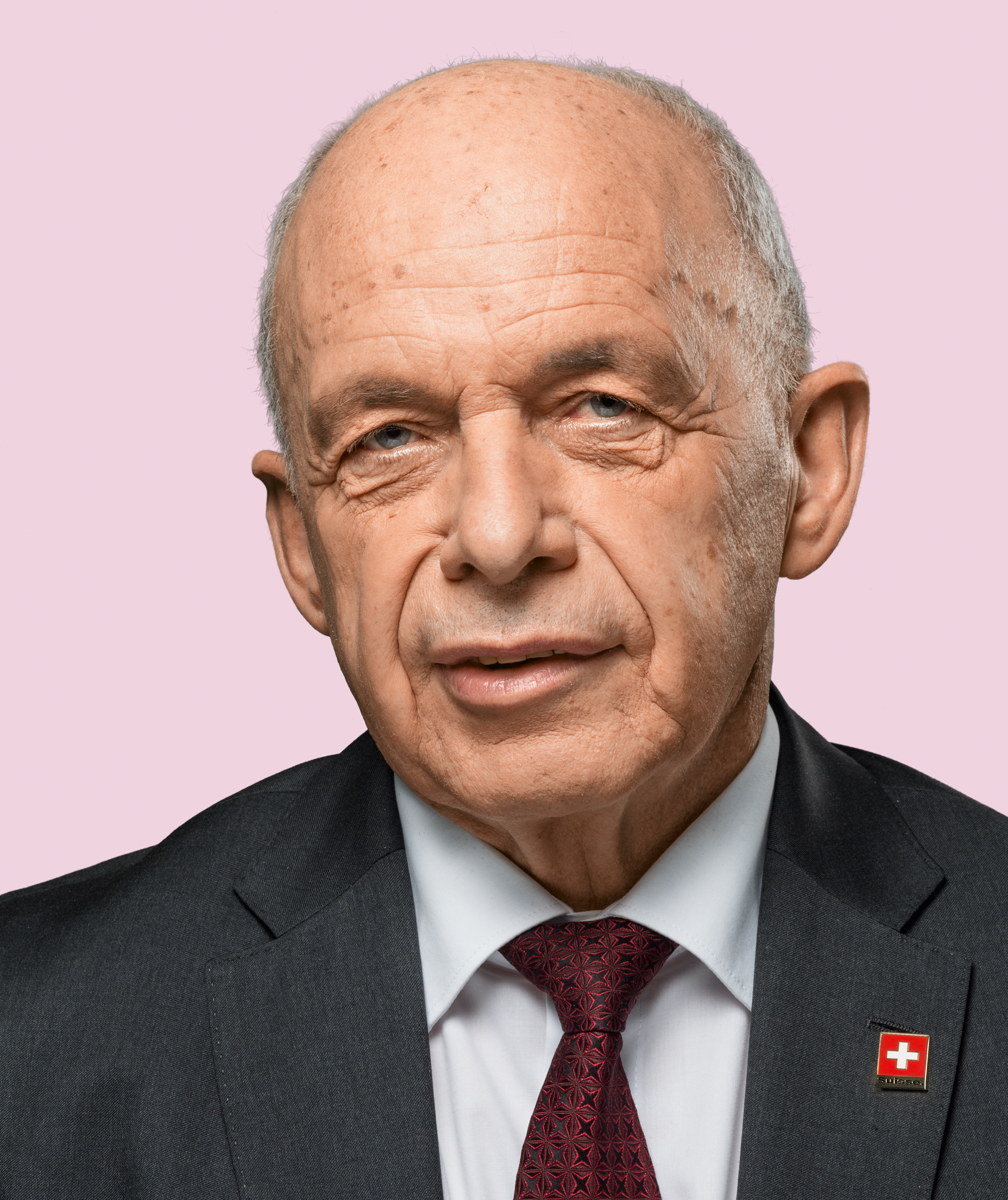
Ueli Maurer (* 1950)

- Maurer, Ueli (* 1960), Schweizer Kryptologe
- Maurer, Ulrich (* 1948), deutscher Politiker (SPD, Die Linke), MdL, MdB
- Mäurer, Ulrich (* 1951), deutscher Jurist und Politiker (SPD)
- Maurer, Ulrich (* 1985), deutscher Eishockeyspieler
- Maurer, Valeria (* 1991), russisch-deutsche Jazz- und Fusionmusikerin (Gesang, Komposition)
- Maurer, Wilhelm (1798–1876), deutscher Gutsbesitzer und Politiker und Abgeordneter
- Maurer, Wilhelm (1825–1906), deutscher Richter und Parlamentarier
- Maurer, Wilhelm (1826–1894), deutscher Bibliothekar
- Mäurer, Wilhelm (1898–1987), deutscher Polizeibeamter
- Maurer, Wilhelm (1900–1982), deutscher evangelischer Theologe und Kirchenhistoriker
- Maurer, Willibald (1926–2016), österreichischer Botaniker
- Maurer, Wolfdieter (* 1941), österreichischer Dirigent
- Maurer, Yvonne (* 1943), Schweizer Psychiaterin, Unternehmerin und Politikerin
- Maurer-Berta, Jolán (* 1941), ungarische Geigerin
- Maurer-Fischer, Margareta (1775–1847), Gefolgin und Unternehmerin
- Maurer-Lausegger, Herta (* 1953), österreichische Sprachwissenschaftlerin, Ethnologin, Kulturwissenschaftlerin und Filmproduzentin
- Maurer-Mayor, Jacqueline (* 1947), Schweizer Politikerin (FDP)
- Mauréry, Zuzana (* 1968), slowakische Schauspielerin
- Mauresmo, Amélie (* 1979), französische TennisspielerinAmélie Mauresmo (* 1979)

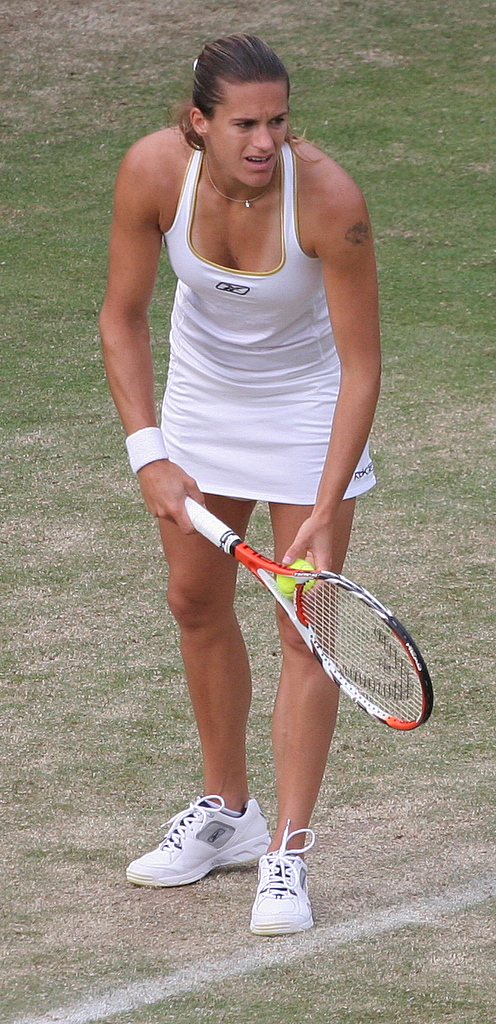
Amélie Mauresmo (* 1979)

- Maurette, Victoria (* 1982), argentinische Schauspielerin und Sängerin
- Maurey, Bernard (* 1948), französischer Mathematiker
- Maurey, Nicole (1925–2016), französische Schauspielerin

#### Mauri
- Mauri, Carlo (1930–1982), italienischer Bergsteiger, Abenteurer und Dokumentarfilmer
- Mauri, Cristina, italienische Eiskunstläuferin und Trainerin
- Mauri, Egidio (1828–1896), italienischer Geistlicher, Erzbischof von Ferrara und Kardinal
- Mauri, Fabio (1926–2009), italienischer bildender Künstler und Filmautor
- Mauri, José (* 1996), italienisch-argentinischer Fußballspieler
- Mauri, Josep Maria (* 1941), spanischer Geistlicher, persönlicher Repräsentant des Kofürsten von Andorra
- Mauri, Melchor (* 1966), spanischer Radrennfahrer
- Mauri, Roberto (1924–2007), italienischer Regisseur und Drehbuchautor
- Mauri, Roberto (* 1949), italienischer Medailleur
- Mauri, Rosita (1856–1923), spanische Tänzerin und Tanzlehrerin
- Mauri, Stefano (* 1980), italienischer Fußballspieler
- Mauriac, Claude (1914–1996), französischer Journalist und Schriftsteller
- Mauriac, François (1885–1970), französischer SchriftstellerFrançois Mauriac (1885–1970)

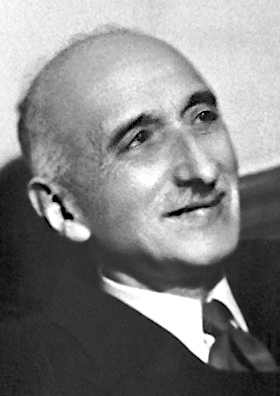
François Mauriac (1885–1970)

- Mauriat, Paul (1925–2006), französischer Orchesterleiter und Komponist
- Mauric, Jean-Paul (1933–1971), französischer Chansonsänger
- Maurice († 1107), Lordkanzler und Siegelbewahrer von England unter König Wilhelm I. und Bischof von London
- Maurice de Sully (1110–1196), französischer römisch-katholischer Bischof
- Maurice FitzGerald († 1176), cambro-normannischer Adliger und Anführer der ersten anglonormannischen Invasion Irlands
- Maurice of Inchaffray († 1347), schottischer Ordensgeistlicher
- Maurice, Antoine der Ältere (1677–1756), französisch-schweizerischer evangelischer Geistlicher und Hochschullehrer
- Maurice, Antoine der Jüngere (1716–1795), Schweizer evangelischer Geistlicher und Hochschullehrer
- Maurice, Bob (1937–2008), US-amerikanischer Filmproduzent
- Maurice, Chéri (1805–1896), deutscher Schauspieler und Theaterdirektor französischer Herkunft
- Maurice, Emil (1897–1972), deutscher Chauffeur und früher politischer Begleiter Adolf Hitlers, Politiker (NSDAP), MdREmil Maurice (1897–1972)

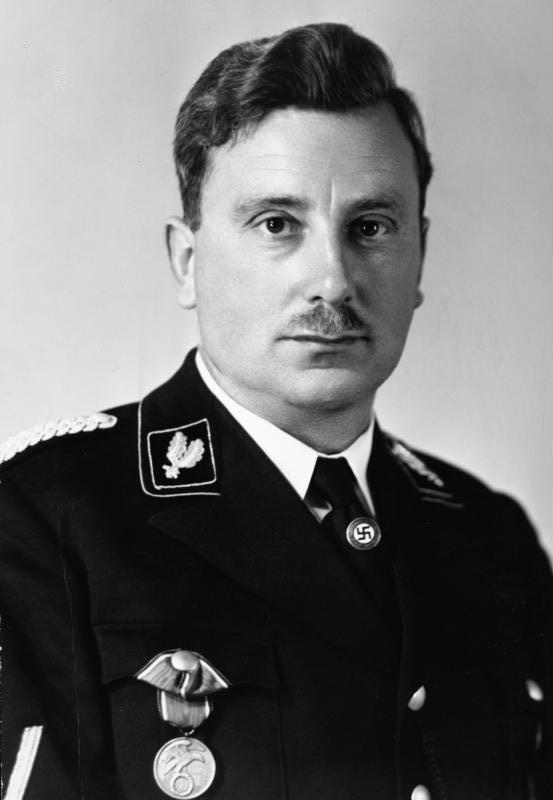
Emil Maurice (1897–1972)

- Maurice, Florian (* 1974), französischer Fußballspieler
- Maurice, Franck (* 1971), französischer Handballspieler und -trainer
- Maurice, Frederick (1871–1951), britischer General und Militärhistoriker
- Maurice, James (1814–1884), US-amerikanischer Jurist und Politiker
- Maurice, Jean-Eudes (* 1986), haitianischer Fußballspieler
- Maurice, Len (1900–1952), australischer Radioconférencier und Sänger der Stimmlage Bariton
- Maurice, Motown, US-amerikanischer Schauspieler, Filmproduzent, Filmregisseur, Drehbuchautor, Filmeditor, Dokumentarfilmer und Model
- Maurice, Paul (* 1967), kanadischer Eishockeyspieler und -trainer
- Maurice, Paule (1910–1967), französische Komponistin
- Maurice, Philippe (* 1956), französischer Mediävist
- Maurice, Pierre (1868–1936), Schweizer Komponist
- Maurice, Robert (1906–1998), Schweizer Diplomat
- Maurice-Bokanowski, Michel (1912–2005), französischer Politiker (RPF, UNR, RPR), Mitglied der Nationalversammlung und Senator
- Maurice-Grey, Sheila, britische Jazzmusikerin (Trompete, Gesang, Komposition)Sheila Maurice-Grey

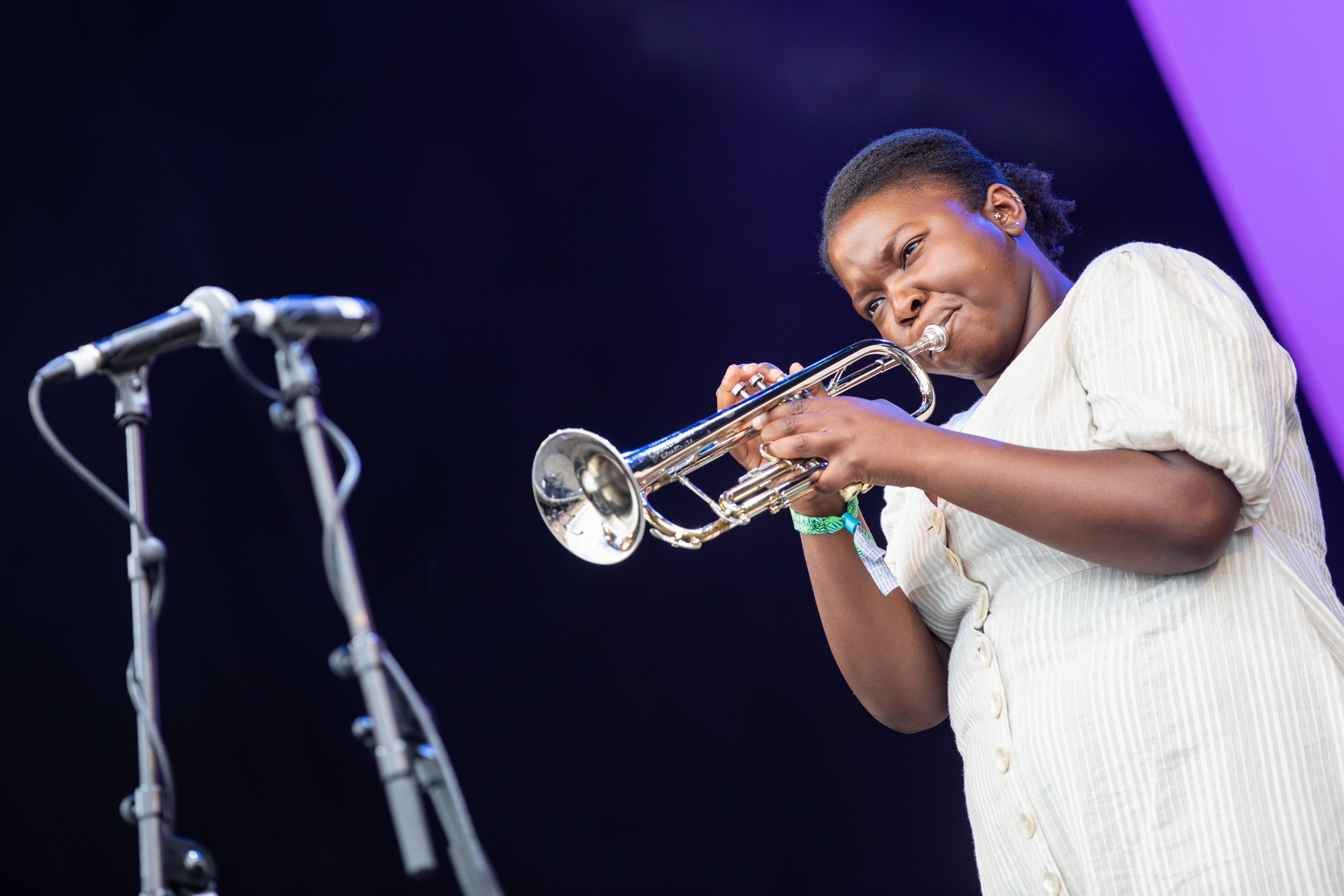
Sheila Maurice-Grey

- Maurice-Jones, Tim, britischer Kameramann
- Mauriceau, François (1637–1709), französischer Arzt, Chirurg und Geburtshelfer
- Mauricianus, Iunius, römischer Jurist
- Maurício (Fußballspieler, September 1988) (* 1988), brasilianischer Fußballspieler
- Maurício (Fußballspieler, Oktober 1988) (* 1988), brasilianischer Fußballspieler
- Maurício, Ricardo (* 1979), brasilianischer Rennfahrer
- Mauricio, Tony (* 1994), französisch-portugiesischer Fußballspieler
- Mauricio, Žan (* 2004), slowenischer Fußballspieler
- Mauricius, Bischof von Trier
- Maurides (* 1994), brasilianischer Fußballspieler
- Mauriello, Julianna Rose (* 1991), US-amerikanische Schauspielerin und Tänzerin
- Maurier, Claire (* 1929), französische Schauspielerin
- Mauriès, Patrick (* 1952), französischer Schriftsteller, Literaturkritiker und Journalist
- Maurik, Alieke van (* 2005), niederländische Handballspielerin
- Maurikios (539–602), Kaiser des oströmischen Reiches (582–602)Maurikios (539–602)

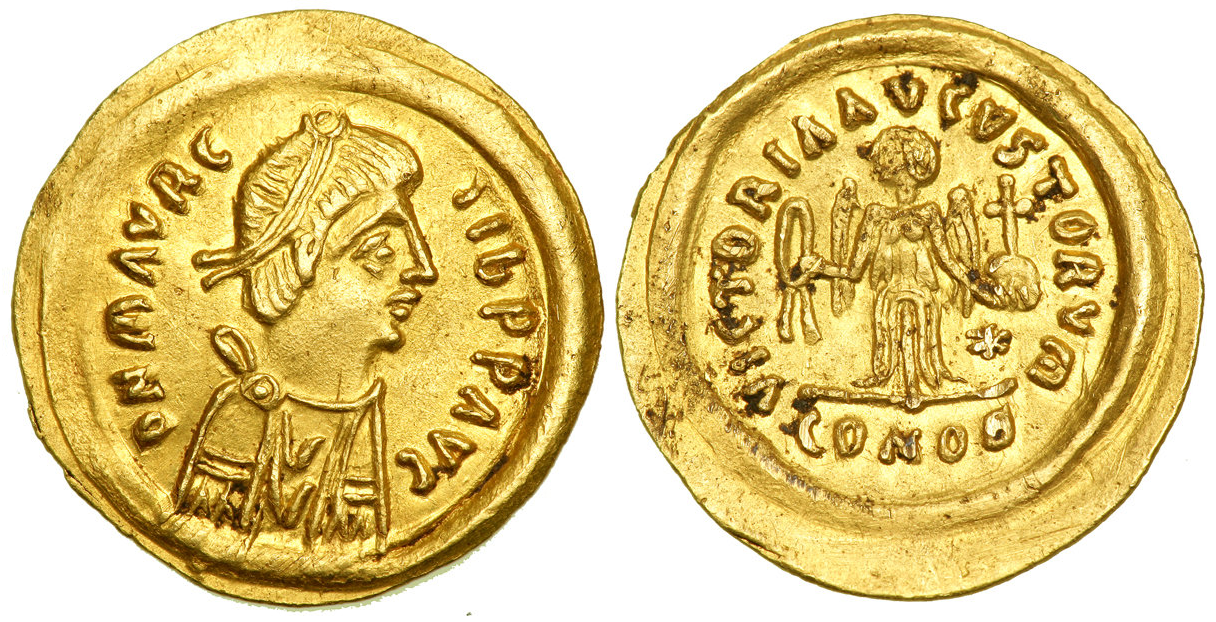
Maurikios (539–602)

- Maurikios Chartularios († 643), byzantinischer Rebell in Rom
- Maurilius von Angers († 453), heiliger Bischof
- Maurin, Antoine (1771–1830), französischer Divisionsgeneral
- Maurin, Charles (1856–1914), französischer Maler und Drucker
- Maurin, Frédéric (* 1976), französischer Fusionmusiker und Bigband-Leader
- Maurin, Jean-Pierre (1822–1894), französischer klassischer Violinist und Musikpädagoge
- Maurín, Joaquín (1896–1973), spanischer Politiker und Zeitungsverleger
- Maurin, Louis (1869–1956), französischer General und Politiker
- Maurin, Louis-Joseph (1859–1936), französischer Geistlicher, Erzbischof von Lyon und Primas von Frankreich
- Maurin, Nicolas-Eustache (1799–1850), französischer Lithograf und Kupferstecher
- Maurin, Peter (1877–1949), Mitbegründer des Catholic Worker Movement
- Mauriņa, Invida (* 2003), lettische Leichtathletin
- Mauriņa, Zenta (1897–1978), lettische Schriftstellerin
- Maurinus von Agen, Heiliger
- Maurinus von Köln, Abt, Märtyrer, Heiliger
- Maurischat, Fritz (1893–1986), deutscher Szenenbildner
- Maurischat, Fritz (1901–1974), deutscher Fußballspieler und Fußballtrainer
- Maurischat, Günter (1930–2011), deutscher Organist, Kantor, Pädagoge und Komponist
- Maurischat, Manfred (* 1941), deutscher klassischer Hornist und Alphornist
- Maurischat, Vanessa (* 1973), deutsche Musikerin und Kabarettistin
- Mauritia Eleonora von Portugal († 1674), Prinzessin von Portugal und durch Heirat Fürstin von Nassau-Siegen
- Mauritii, Friedrich Maximilian (1724–1799), deutscher Theologe und Hochschullehrer
- Mauritius, römischer Heerführer, Märtyrer und HeiligerMauritius
- Mauritius, Mitdoge von Venedig

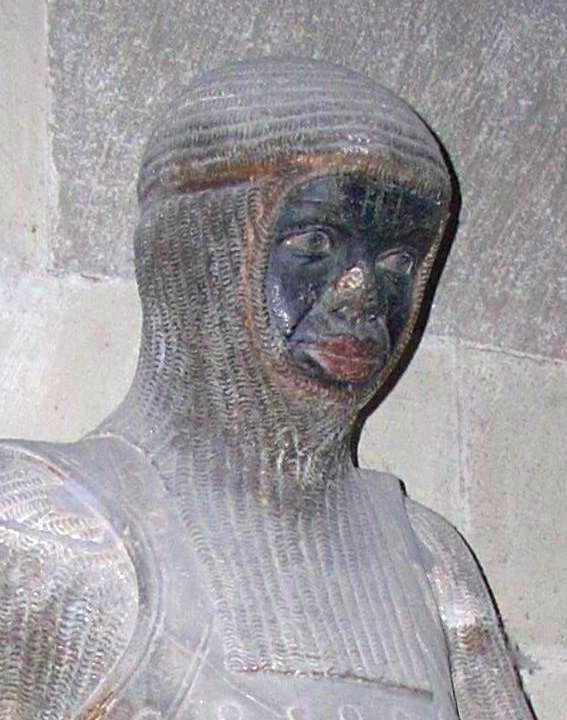
Mauritius

- Mauritius, Caspar (1615–1675), deutscher Theologe
- Mauritius, Erich (1631–1691), deutscher Rechtswissenschaftler
- Mauritius, Georg (1539–1610), deutscher Pädagoge, lateinischer Dichter und Dramatiker
- Mauritius, Joachim, deutscher Jurist und Hochschullehrer
- Mauritius, Richard (1836–1901), deutscher Pädagoge und Hochschullehrer
- Mauritz, Dieter (1918–1988), deutscher Tischtennisspieler
- Mauritz, Hartwig (* 1964), deutscher Lyriker
- Mauritz, Holm (* 1956), deutscher Fußballspieler
- Mauritz, Karl-Heinz (1944–2023), deutscher Neurologe, Rehabilitationsmediziner und Hochschullehrer
- Mauritz, Matthias (1924–2016), deutscher Fußballspieler
- Mauritz, Merten (1965–2024), österreichischer Florettfechter
- Mauritz, Oscar (1867–1958), deutscher Theologe, Domprediger in Bremen
- Mauritz, Theodor (1862–1944), Industrieller, Aufsichtsratsvorsitzender der Dortmunder Actien-Brauerei
- Maurizio Galbaio († 797), Doge von Venedig (764–787)
- Maurizio, Adam (1862–1941), Schweizer Botaniker, Lebensmittelforscher und Kulturhistoriker
- Maurizio, Anna (1900–1993), Schweizer Bienenforscherin
- Maurizio, Giovanni Andrea (1815–1885), Schweizer Theologe, Laien-Philologe und Schriftsteller

#### Maurm
- Maurmair, Roland (* 1975), österreichischer Künstler
- Maurmann, Walther (* 1901), deutscher Manager

#### Mauro
- Mauro Júnior (* 1999), brasilianischer Fußballspieler
- Mauro, Alessio di (* 1977), italienischer Tennisspieler
- Mauro, Antonio (1914–2001), italienischer Geistlicher, Kurienerzbischof der katholischen Kirche
- Mauro, Eve (* 1981), US-amerikanische Schauspielerin und Model sizilianischer Herkunft
- Mauro, Fra († 1459), venezianischer Mönch, Kartograf
- Mauro, Francesco (1850–1893), italienischer Chemiker
- Mauro, Francesco (1887–1952), italienischer Ingenieur, Unternehmer, Abgeordneter und Sportfunktionär
- Mauro, Garry (* 1948), amerikanischer Politiker (Demokratische Partei)
- Mauro, Giovanni (1490–1536), italienischer Hofbeamter und Dichter
- Mauro, Giovanni (1888–1958), italienischer Fußballfunktionär und -schiedsrichter
- Mauro, Gualdino (* 2000), são-toméischer Fußballspieler
- Mauró, Helmut (* 1969), deutscher Musikkritiker, Journalist, Publizist und Übersetzer
- Mauro, Humberto (1897–1983), brasilianischer Filmregisseur
- Mauro, Ilaria (* 1988), italienische Fußballspielerin
- Mauro, Johnny (1910–2003), US-amerikanischer Autorennfahrer
- Mauro, Lou (1927–2014), US-amerikanischer Jazz- und Studiomusiker (Kontrabass)
- Mauro, Mario (* 1961), italienischer Politiker, MdEP
- Mauro, Massimo (* 1962), italienischer Fußballspieler, -funktionär, Politiker, Mitglied der Camera dei deputati und TV-Kommentator
- Mauro, Ortensio († 1725), italienischer Schriftsteller, Hofsekretär, Hofdichter und Zeremonienmeister
- Mauro, Paolo, Wirtschaftswissenschaftler
- Mauro, Renata (1934–2009), italienische Sängerin, Schauspielerin und Fernsehmoderatorin
- Mauro, Turk (1944–2019), amerikanischer Jazzmusiker (Saxophonist)
- Maurois, André (1885–1967), französischer Schriftsteller und LiteraturwissenschaftlerAndré Maurois (1885–1967)

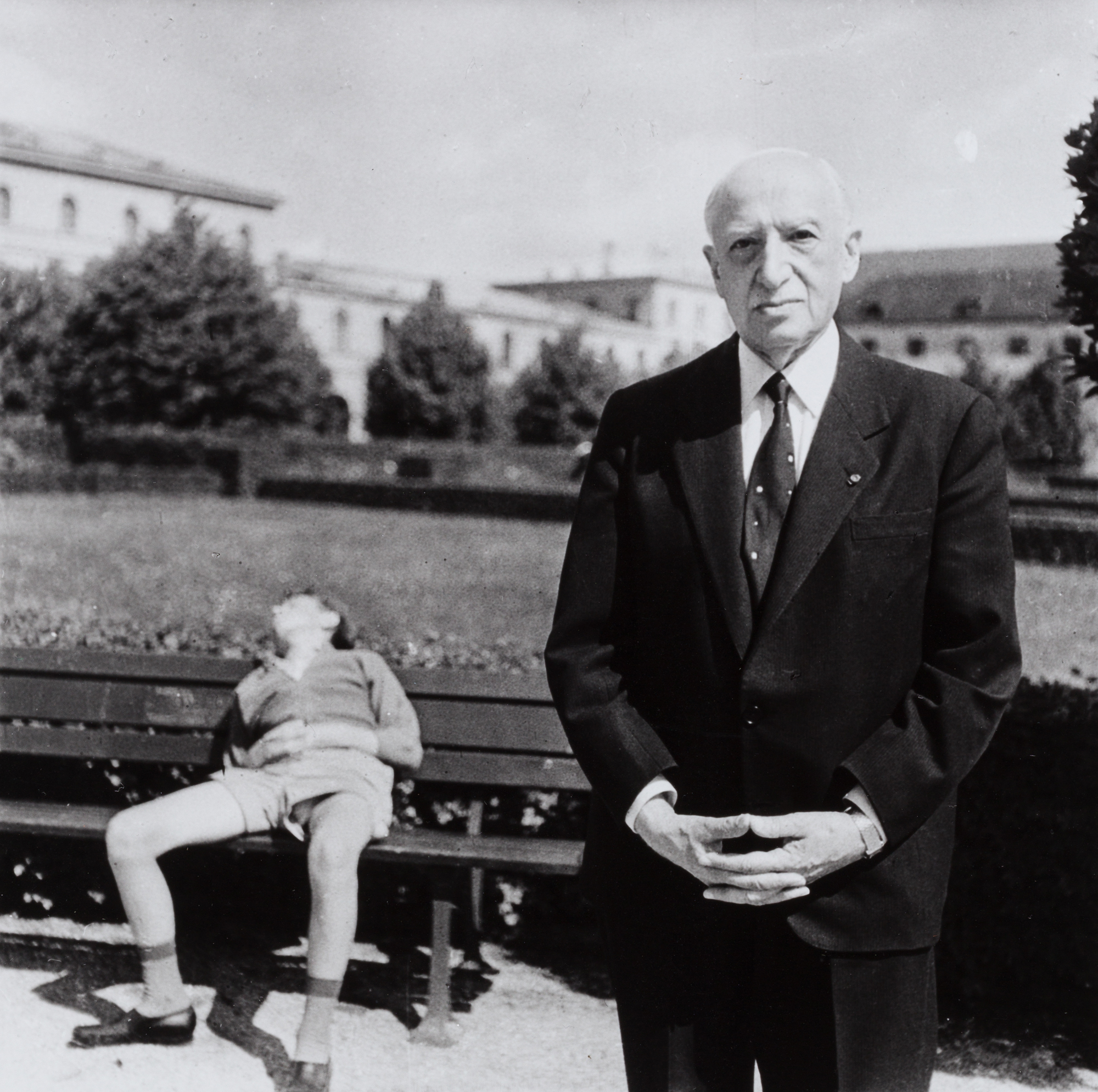
André Maurois (1885–1967)

- Maurolicus, Franciscus (1494–1575), italienisch-sizilianischer Mathematiker
- Mauron, Charles (1899–1966), französischer Dichter, Übersetzer, Literaturkritiker, Anglist und Romanist
- Mauron, Lucas (* 1998), Schweizer Formel-4-Rennfahrer
- Mauron, Marcel (1929–2022), Schweizer Fussballspieler
- Mauron, Marie (1896–1986), französische Autorin
- Mauron, Sandrine (* 1996), Schweizer Fussballspielerin
- Mauroner, Oliver (* 1976), italienischer Wirtschaftswissenschaftler und Hochschullehrer
- Maurontus, dux (nach der Chronik des Fredegar) oder Graf der Provence
- Mauropous, Johannes, Metropolit von Euchaita
- Mauroy, Pierre (1928–2013), französischer Politiker (PS), Mitglied der Nationalversammlung, MdEP

#### Maurr
- Maurras, Charles (1868–1952), französischer Schriftsteller und politischer PublizistCharles Maurras (1868–1952)

Charles Maurras (1868–1952)

#### Maurs
- Maurseth, Benedicte (* 1983), norwegische Folk-Violinistin und -Sängerin
- Maurseth, Øivind (1928–2022), norwegischer Architekt
- Maurstad, Alfred (1896–1967), norwegischer Schauspieler und Theaterleiter
- Maurstad, David I. (* 1953), US-amerikanischer Politiker
- Maurstad, Mari (* 1957), norwegische Schauspielerin
- Maurstad, Toralv (1926–2022), norwegischer Schauspieler, Regisseur und Theaterleiter
- Maurstad, Tordis (1901–1997), norwegische Film- und Theaterschauspielerin

#### Maurt
- Maúrtua, Óscar (* 1947), peruanischer Rechtsanwalt und Politikerin

#### Mauru
- Maurus, Benediktinermönch und Nachfolger des heiligen Benedikt
- Maurus von Parenzo, christlicher Heiliger
- Maurus von Salerno († 1214), italienischer medizinischer Schriftsteller und Lehrer
- Maurus, Gerda (1903–1968), österreichische Filmschauspielerin des StummfilmsGerda Maurus (1903–1968)

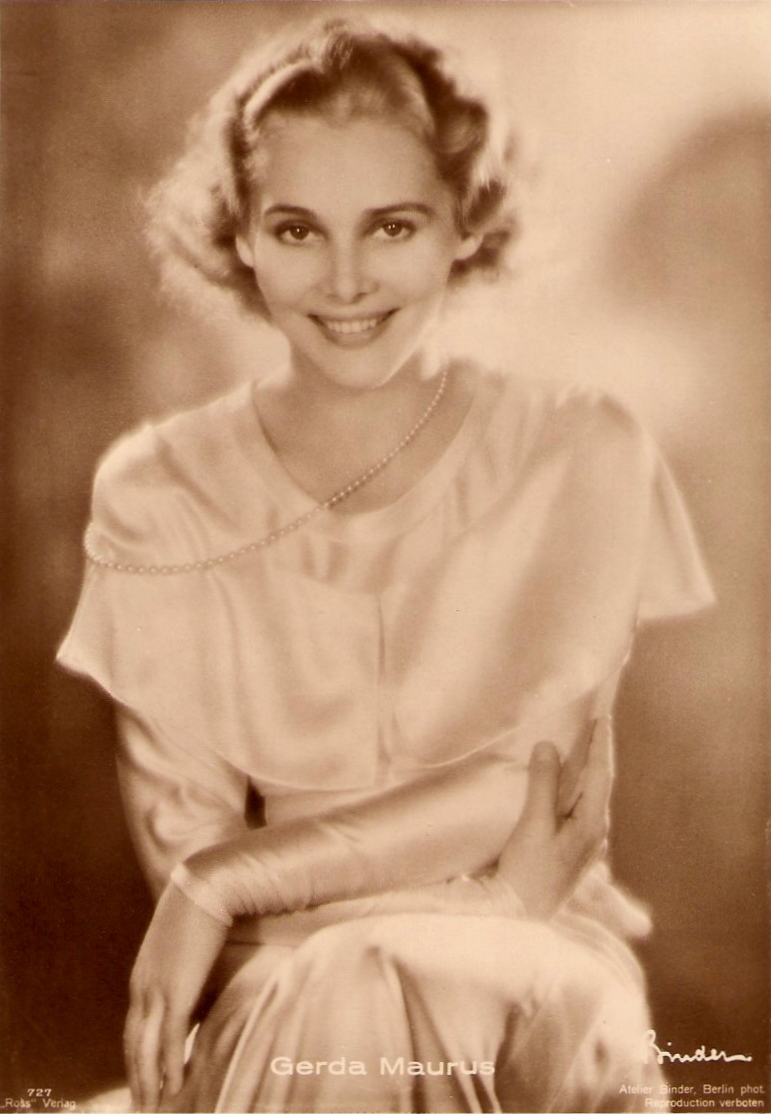
Gerda Maurus (1903–1968)

- Maurus, Gregorius, Heiliger der katholischen Kirche
- Maurus, Hartmann († 1537), deutscher Jurist
- Maurus, Heinz (* 1952), deutscher Politiker (CDU), MdL, Staatssekretär in Schleswig-Holstein
- Maurus, Lux, deutscher Bildhauer aus dem Allgäu
- Maurus, Nicolaus (1483–1539), deutscher lutherischer Theologe
- Maurus, Peter (1909–1968), deutscher Politiker (CDU), MdL (Baden-Württemberg)
- Maurus, Sophia (* 2001), deutsche Nordische Kombiniererin

#### Maury
- Maury Buendía, Miguel (* 1955), spanischer Geistlicher, römisch-katholischer Erzbischof und Diplomat des Heiligen Stuhls
- Maury Pasquier, Liliane (* 1956), Schweizer Politikerin (SP)
- Maury, Abram Poindexter (1801–1848), US-amerikanischer Politiker
- Maury, Alain (* 1958), französischer Astronom
- Maury, Antonia (1866–1952), US-amerikanische Astronomin
- Maury, Arnold (1927–2018), deutscher zeitgenössischer Komponist und Autor
- Maury, Bernard (1943–2005), französischer Jazzpianist, Arrangeur und Musikpädagoge
- Maury, Carlotta Joaquina (1874–1938), US-amerikanische Geologin, Stratigraphenforscherin und Paläontologin
- Maury, Dabney Herndon (1822–1900), US-amerikanischer Offizier, General der Konföderierten im Sezessionskrieg
- Maury, Emilio Antonio (1940–1998), argentinischer Arachnologe
- Maury, Jean-Marie (1907–1994), französischer Geistlicher
- Maury, Jean-Siffrein (1746–1817), Kardinal
- Maury, John Walker (1809–1855), US-amerikanischer Politiker
- Maury, Julien (* 1978), französischer Regisseur und Drehbuchautor
- Maury, Matthew Fontaine (1806–1873), US-amerikanischer Marineoffizier und Hydrograph
- Maury, Nicolas (* 1980), französischer Schauspieler und RegisseurNicolas Maury (* 1980)

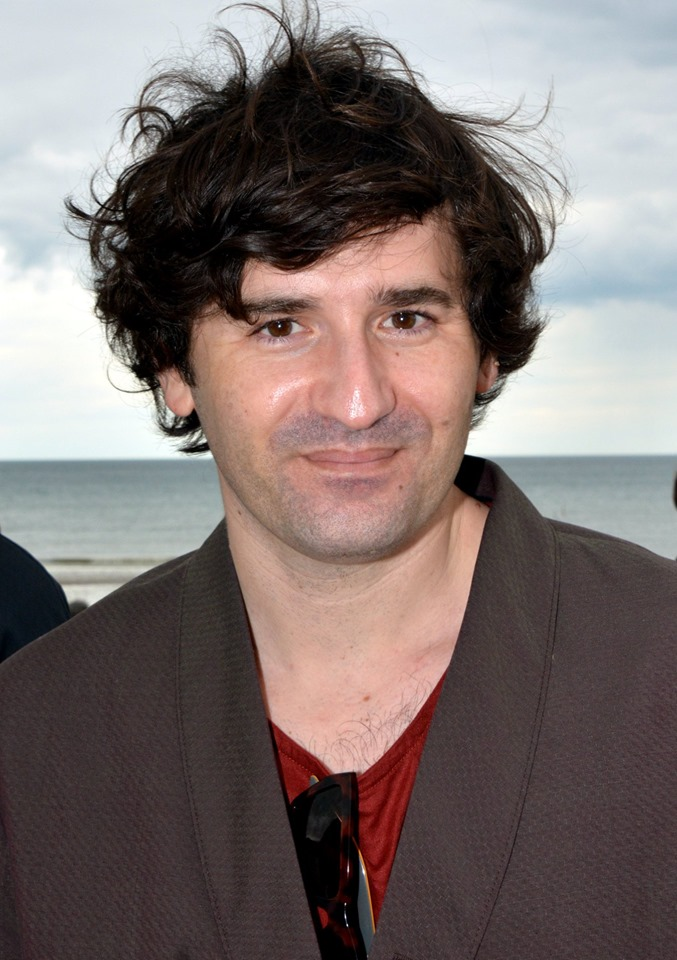
Nicolas Maury (* 1980)

- Maury, Serge (* 1946), französischer Segler
- Maury, Seth, US-amerikanischer Filmtechniker für visuelle Effekte
- Maury-Laribière, Jean-Luc (* 1943), französischer Autorennfahrer und Unternehmer
- Maurya, Chandragupta, indischer Herrscher und Begründer des Maurya-Reichs

### Maus
- Maus, Anna (1905–1984), deutsche Heimatkundlerin und Kommunalpolitikerin (CDU)
- Maus, Armin (* 1964), deutscher Journalist
- Maus, Astrid (* 1969), deutsche Schauspielerin
- Maus, August (1915–1996), deutscher MarineoffizierAugust Maus (1915–1996)

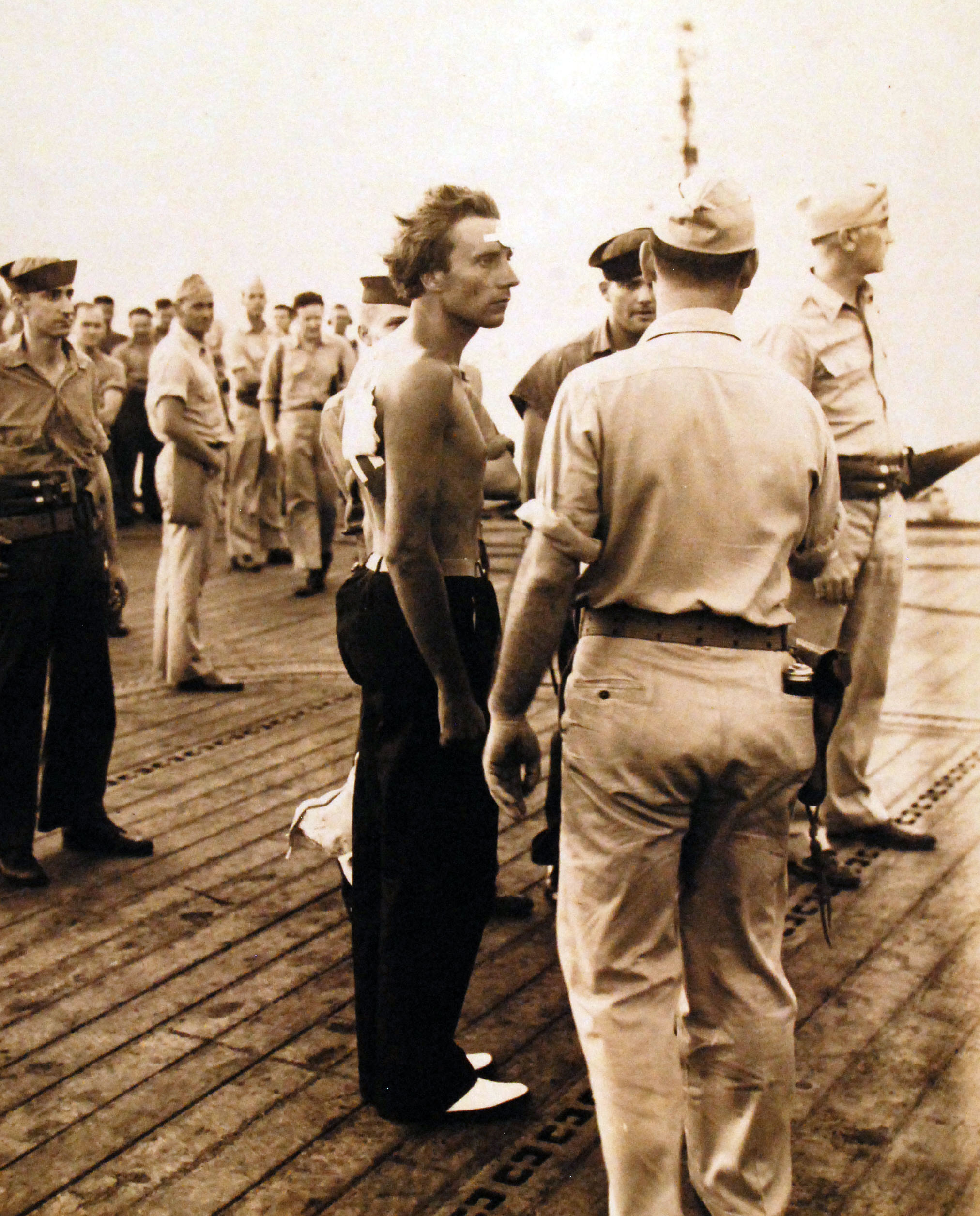
August Maus (1915–1996)

- Maus, Dietrich (* 1942), deutscher Maler, Grafiker und Zeichner
- Maus, Dirk (* 1969), deutscher Koch
- Maus, Frank (1937–2022), deutscher Musiker
- Maus, Georg (1888–1945), deutscher evangelischer Pädagoge und Mitglied der Bekennenden Kirche
- Maus, Guido (* 1964), belgischer Künstler
- Maus, Hans Michael (1943–2024), deutscher Politiker (SPD), MdL
- Maus, Heinz (1911–1978), deutscher Soziologe
- Maus, Ingeborg (1937–2024), deutsche Politologin
- Maus, Isaak (1748–1833), deutscher Schriftsteller und Bürgermeister von Badenheim
- Maus, Jannis (* 1996), deutscher Kitesurfer
- Maus, Johannes (1916–1985), deutscher Hörspielsprecher, Film-, Fernseh- und Theaterschauspieler
- Maus, Josef Benignus (1775–1856), deutscher Hochschullehrer, Professor und Historiker
- Maus, Julius (1906–1934), deutscher Radsportler
- Maus, Manfred (* 1935), deutscher UnternehmerManfred Maus (* 1935)

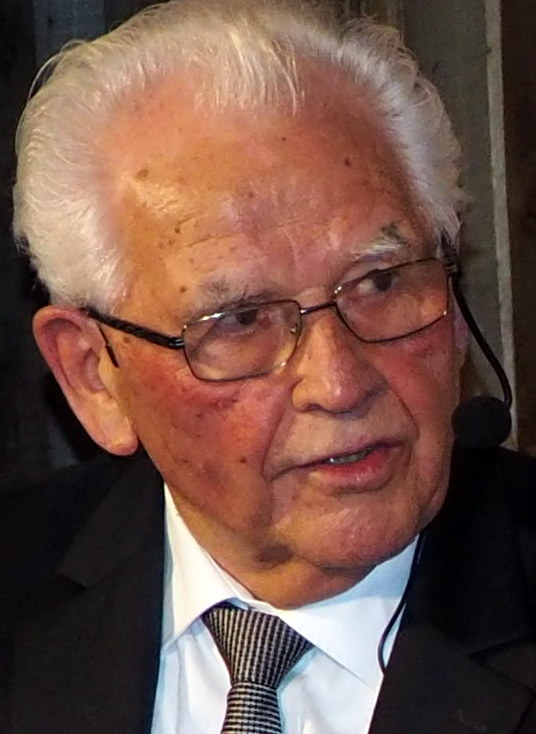
Manfred Maus (* 1935)

- Maus, Matthias (* 1967), deutscher Modedesigner und Künstler
- Maus, Octave (1856–1919), belgischer Jurist, Schriftsteller und Kunstförderer
- Maus, Peter (1948–2022), deutscher Opernsänger (Tenor)
- Maus, Robert (1933–2025), deutscher Politiker (CDU), MdL
- Maus, Rodger (1932–2017), US-amerikanischer Szenenbildner und Artdirector
- Maus, Rudolf (1900–1985), deutscher Staatsbeamter
- Maus, Rudolf (1902–1942), deutscher Widerstandskämpfer
- Maus, Rudolf (* 1958), deutscher General der Luftwaffe der Bundeswehr
- Maus, Steffen (* 1968), deutscher Chemiker, Autor und Journalist
- Maus, Stephan (* 1968), deutschsprachiger Journalist und Autor
- Maus, Wolfgang (* 1946), deutscher Ingenieur und Unternehmer
- Mausbach, Florian (* 1944), deutscher Stadtplaner
- Mausbach, Joseph (1861–1931), Theologe und Politiker
- Mausbach, Wilfried (* 1964), deutscher Historiker
- Mausberg (1979–2000), US-amerikanischer Rapper
- Mausch, Helga (* 1945), deutsche FDGB-Funktionärin
- Mauschwitz, Karl Maximilian Ferdinand von (1730–1792), preußischer Minister
- Mauschwitz, Karl Maximilian von (1795–1868), preußischer Generalleutnant
- Mauschwitz, Martin von (* 1961), deutscher Hörfunk- und Fernsehmoderator
- Mauschwitz, Maximilian von († 1781), preußischer Generalmajor, Chef des Kürassierregiments Nr. 5
- Mause, Christoph (* 1965), deutscher Maler und Bildhauer
- Mause, Christoph (* 1966), deutscher Gitarrist, Komponist und Musikproduzent
- Mause, Jannik (* 1998), deutscher Fußballspieler
- Mausen, Yves (* 1972), luxemburgischer Jurist
- Mauser, Alfons (1872–1927), deutscher Unternehmer
- Mäuser, Gerd E. (* 1958), deutscher Manager und Fußballfunktionär
- Mauser, Hans-Jörg (1927–2012), deutscher Politiker (CDU)
- Mauser, Heinz (1919–1995), deutscher Chemiker und Hochschullehrer, Mitbegründer der Photokinetik
- Mauser, Johnny, deutscher RapperJohnny Mauser

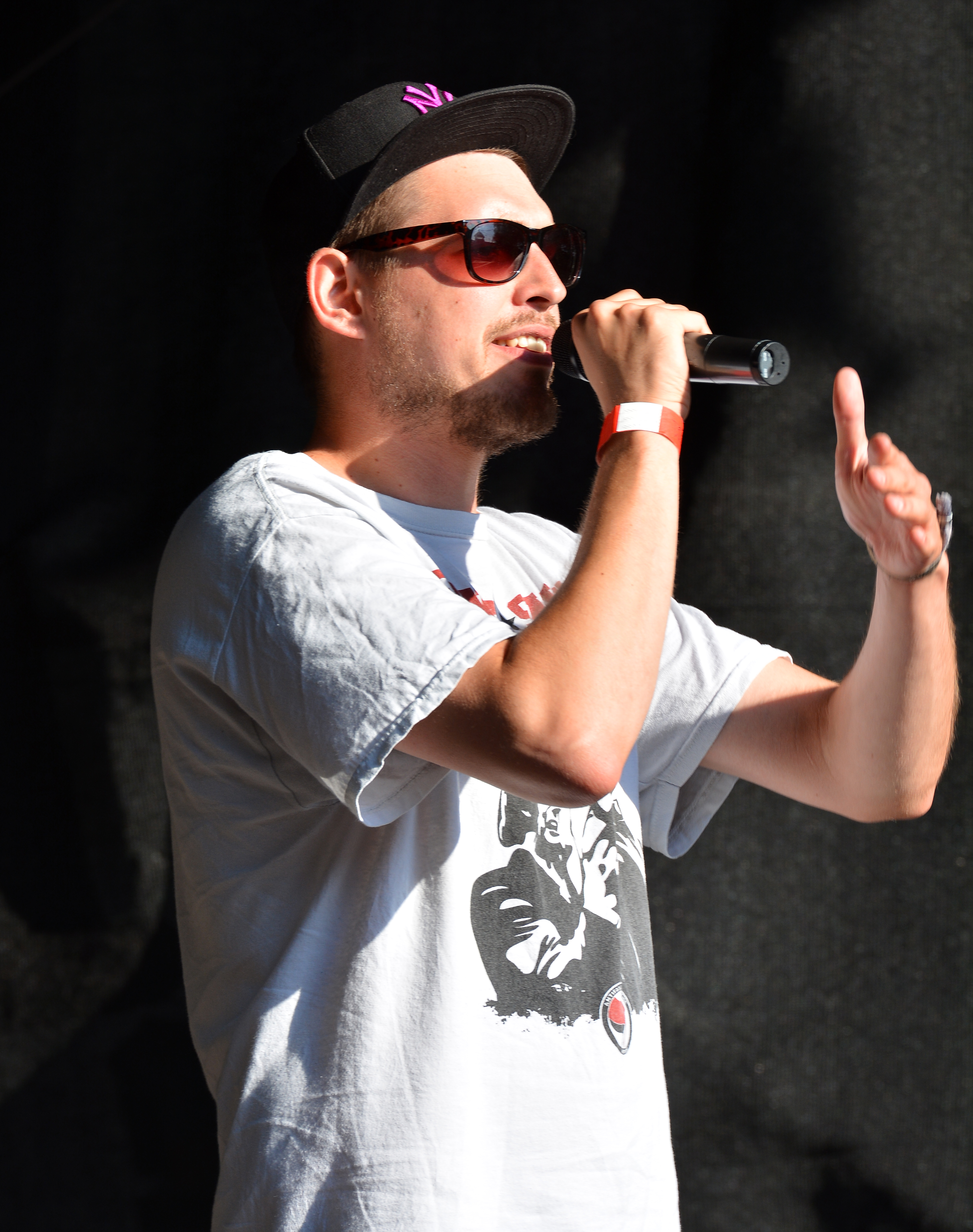
Johnny Mauser

- Mauser, Konrad († 1548), deutscher Rechtswissenschaftler
- Mauser, Norbert (* 1964), österreichischer Mathematiker
- Mauser, Peter-Paul (1838–1914), deutscher Waffenkonstrukteur, Unternehmer und Politiker (DP), MdR
- Mauser, Siegfried (* 1954), deutscher Pianist, Musikwissenschaftler und Hochschullehrer
- Mauser, Therese (1831–1917), katholische Jungfrau und Dulderin
- Mauser, Wilhelm (1834–1882), deutscher Waffenkonstrukteur und Unternehmer
- Mauser, Wolfram (1928–2021), österreichisch-deutscher Germanist
- Mauser, Wolfram (* 1955), deutscher Geograph und Hydrologe
- Mauševics, Gundars (1974–2004), lettischer Musiker, Mitglied der Band Brainstorm
- Mausfeld, Rainer (* 1949), deutscher Psychologe und Hochschullehrer
- Maushagen, Hubert (* 1883), deutscher Journalist
- Maushake, Franziska (* 1985), deutsche Moderatorin
- Maushart, Bärbl (* 1944), deutsche Politikerin (FDP)
- Maushart, Rupprecht (1929–2020), deutscher Strahlenschützer und Verbandsfunktionär
- Mausili, Ibrahim al- (742–804), Dichter und Musiker
- Mausio, deutscher Musikproduzent und DJ
- Mausiry, Julião Augusto (1966–2021), osttimoresischer Politiker
- Mauskopf, Seymour H. (* 1938), US-amerikanischer Chemie- und Wissenschaftshistoriker
- Mausolf, Annette (* 1963), deutsche Tischtennisspielerin
- Mausolf, Winfried (* 1940), deutscher Fotograf
- Mauss, Anton (1868–1917), österreichischer römisch-katholischer Priester
- Mauss, Erich (1926–2013), österreichischer Politiker (ÖVP), Landtagsabgeordneter
- Mauß, Hans (1901–1953), deutscher Pharmakologe und Chemiker
- Mauss, Jan-Holger (* 1963), deutscher Künstler
- Mauss, Karl (1898–1959), deutscher Offizier
- Mauss, Mandana (* 1971), englische Rechtsanwältin und Schauspielerin
- Mauss, Marcel (1872–1950), französischer Religionswissenschaftler, Soziologe und EthnologeMarcel Mauss (1872–1950)

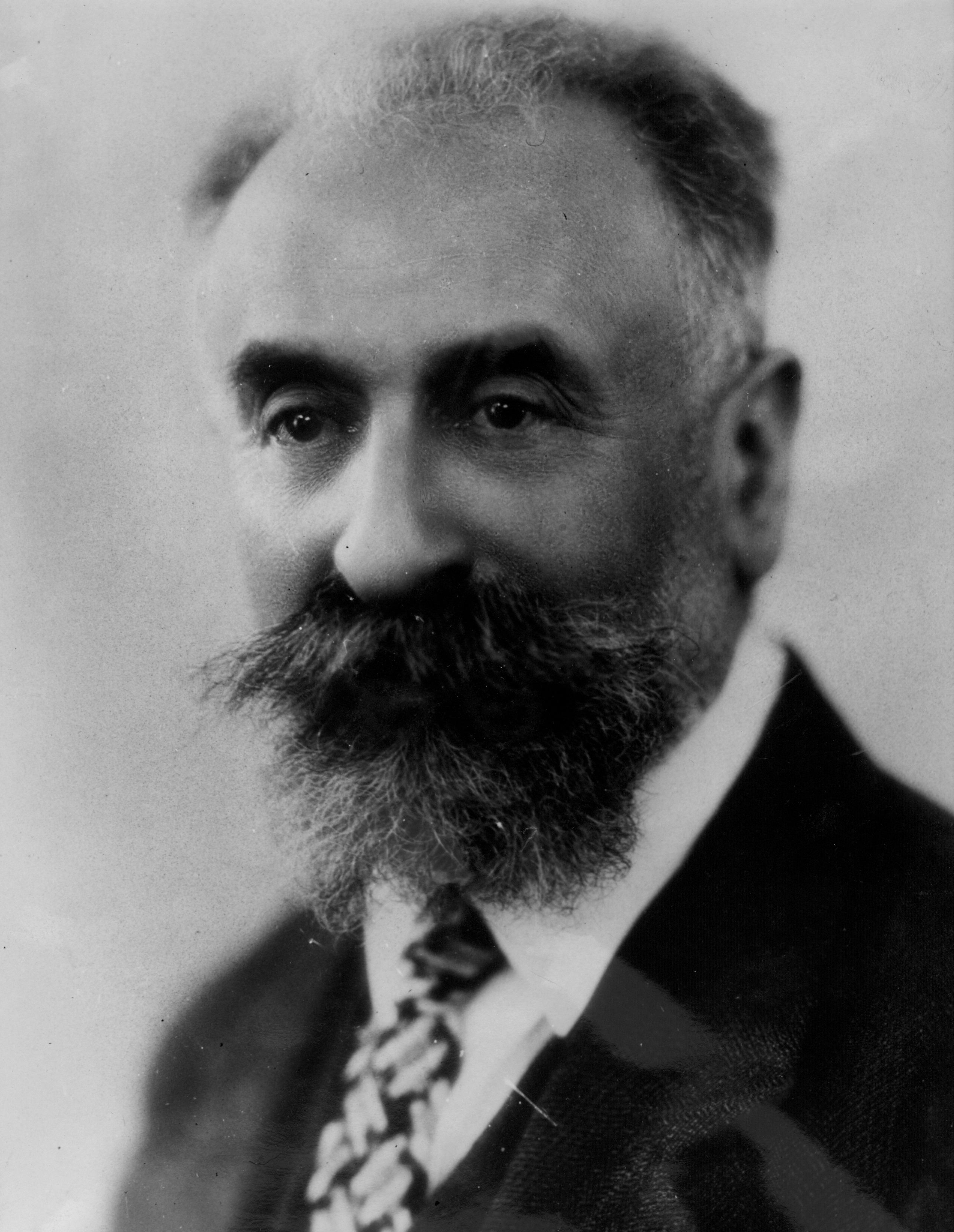
Marcel Mauss (1872–1950)

- Mauss, Werner (* 1940), deutscher Privatdetektiv und Agent
- Maussa, Carlos (* 1971), kolumbianischer Boxer im Halbweltergewicht
- Mausser, Arnie (* 1954), US-amerikanischer Fußballtorhüter
- Mausser, Moritz, österreichischer Theaterschauspieler
- Maußer, Otto (1880–1942), deutscher Germanist
- Maußhardt, Philipp (* 1958), deutscher Journalist
- Maussion, Camille (* 1988), französische Jazz- und Improvisationsmusikerin (Saxophon, Komposition)
- Maußner, Alfred, deutscher Ökonom
- Maussner, Manfred (1938–2008), deutscher Maler
- Mäussnest, Petra (* 1967), deutsche Regisseurin
- Maussolos († 353 v. Chr.), persischer Satrap in Karien (Kleinasien)Maussolos († 353 v. Chr.)

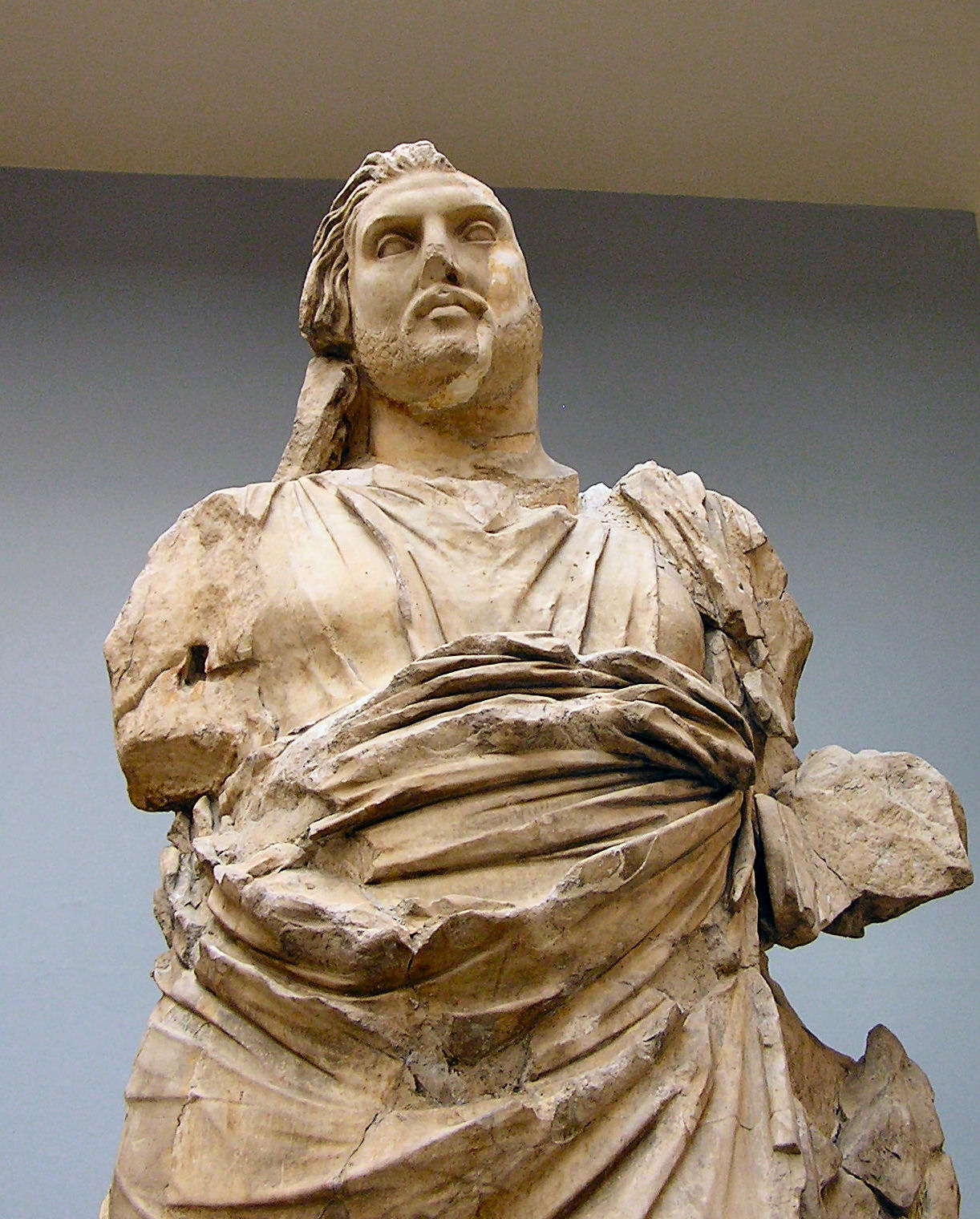
Maussolos († 353 v. Chr.)

### Maut
- Maute, Dieter (* 1967), deutscher Kunstradsportler und Trainer
- Maute, Hermann (1831–1893), deutscher Architekt und Oberamtsbaumeister in Heilbronn
- Maute, Manfred (* 1939), deutscher Kunstradsportler und Trainer
- Maute, Matthias (* 1963), deutscher Blockflötist und Komponist
- Mauthe, Christian (1845–1909), deutscher Uhrmacher
- Mauthe, Friedrich (1822–1884), deutscher Unternehmer und Uhrenfabrikant
- Mauthe, Fritz (1875–1951), deutscher Unternehmer, MdL (Württemberg)
- Mauthe, Jörg (1924–1986), österreichischer Journalist, Schriftsteller und Politiker, Landtagsabgeordneter
- Mauthe, Jürgen (* 1950), deutscher Fußballspieler
- Mauthe, Markus (* 1969), deutscher Fotograf, Autor, Referent und Umweltaktivist
- Mauthe, Otto (1892–1974), deutscher Gynäkologe und Beteiligter an der Aktion T4
- Mauthe, Wim (* 1947), deutscher Musiker und Maler
- Mauthner von Mauthstein, Ludwig Wilhelm (1806–1858), österreichischer Mediziner
- Mauthner, Emmy (1865–1942), österreichische Theater- und Filmschauspielerin
- Mauthner, Eugen Moritz (1855–1917), österreichischer Schauspieler und Theaterdirektor
- Mauthner, Fritz (1849–1923), deutschsprachiger Philosoph und SchriftstellerFritz Mauthner (1849–1923)

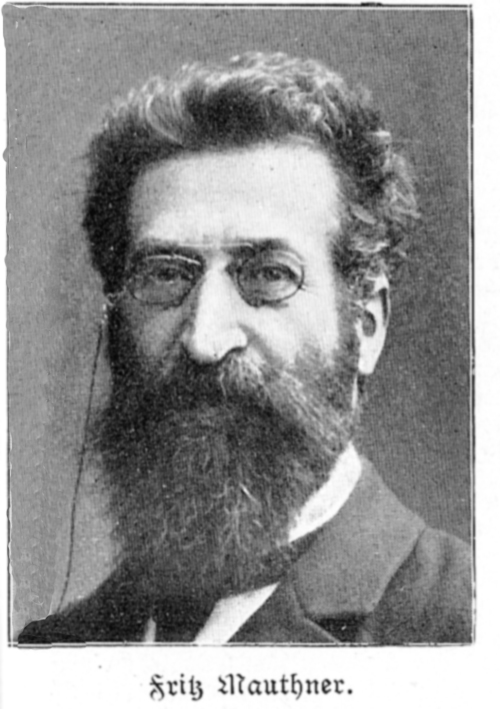
Fritz Mauthner (1849–1923)

- Mauthner, Gustav von (1848–1902), österreichischer Bankier
- Mauthner, Josef (1831–1890), österreichischer Kaufmann und Dichter
- Mauthner, Julius (1852–1917), österreichischer Chemiker und Mediziner
- Mauthner, Ludwig (1840–1894), österreichischer Augenarzt und Neuroanatom
- Mauthner, Margarete (1863–1947), deutsche Kunstsammlerin, Mäzenin, Übersetzerin und Autorin
- Mauthner, Max von (1838–1904), österreichischer Unternehmer und Politiker
- Mauthner, Philipp von (1835–1887), österreichischer Rechtsanwalt
- Mauti Nunziata, Elena (1946–2024), italienische Opernsängerin (Sopran)
- Mautin, François (1907–2003), französischer Eishockeyspieler
- Mautino, Fabrizio (* 1997), peruanischer Leichtathlet
- Mautino, Paola (* 1990), peruanische Leichtathletin
- Mautner Markhof, Georg (1926–2008), österreichischer Industrieller und Politiker (FPÖ, Liberales Forum), Abgeordneter zum Nationalrat
- Mautner Markhof, Georg Heinrich (1904–1982), österreichischer Unternehmer und Staatsrat
- Mautner Markhof, Manfred junior (1927–2008), österreichischer Industrieller und Politiker (ÖVP), Mitglied des Bundesrates
- Mautner Markhof, Manfred senior (1903–1981), österreichischer Industrieller
- Mautner Markhof, Marius (1928–2005), österreichischer Industrieller, Funktionär
- Mautner Markhof, Michael (1950–2023), österreichischer Politiker (ÖVP), Landtagsabgeordneter
- Mautner Markhof, Viktor (* 1960), österreichischer Manager und Buchautor
- Mautner von Markhof, Adolf Ignaz (1801–1889), österreichischer IndustriellerAdolf Ignaz Mautner von Markhof (1801–1889)

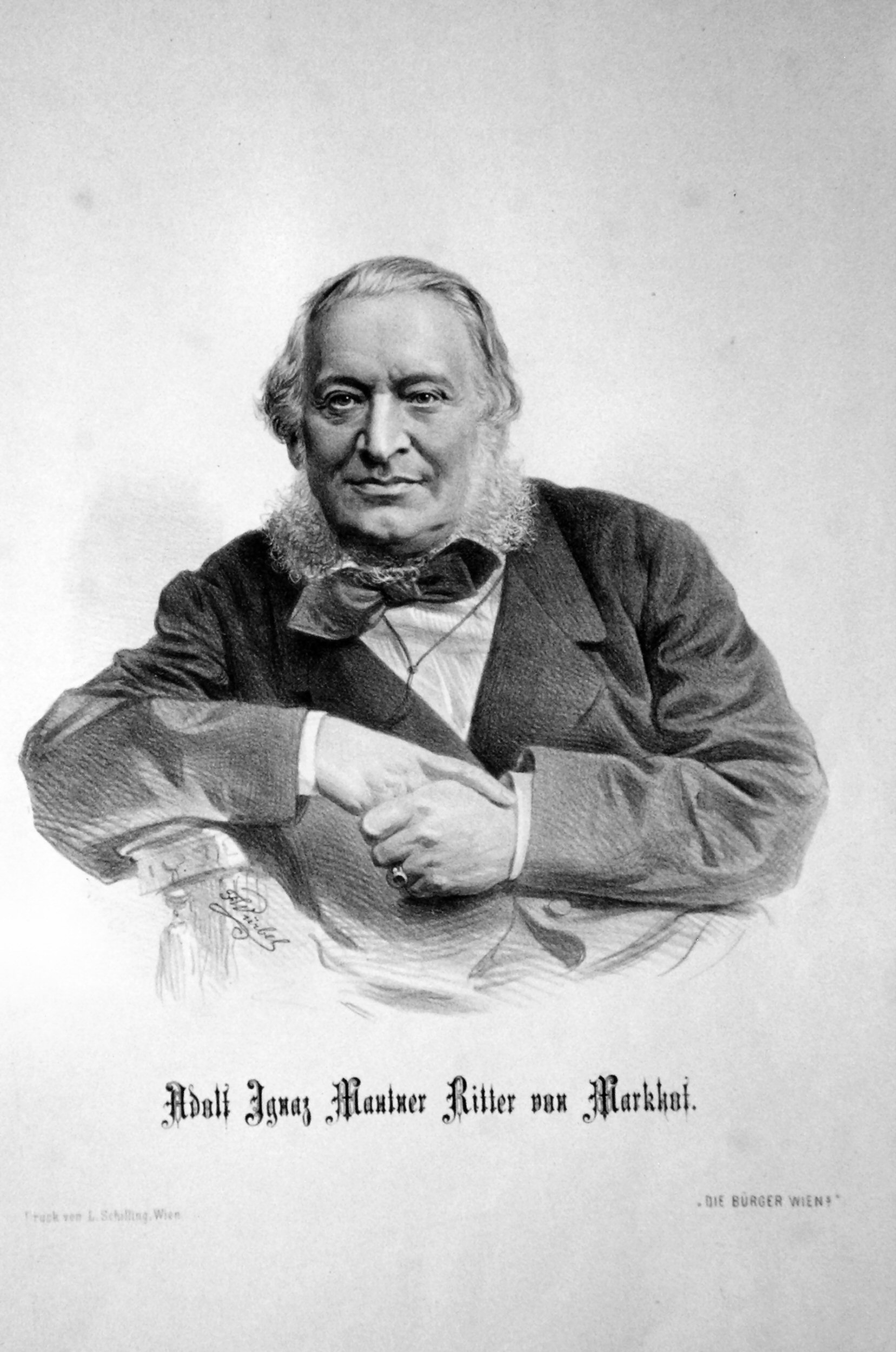
Adolf Ignaz Mautner von Markhof (1801–1889)

- Mautner von Markhof, Magda (1881–1944), österreichische Kunstgewerblerin, Kunstsammlerin und Mäzenin
- Mautner, Alfred (1886–1945), österreichischer Architekt und Szenenbildner
- Mautner, Amora (* 1975), brasilianische Regisseurin und Schauspielerin
- Mautner, Eduard (1824–1889), österreichischer Schriftsteller und Journalist
- Mautner, Franz H. (1902–1995), österreichischer Germanist und Literaturwissenschaftler
- Mautner, Friederich (1921–1996), US-amerikanischer Mathematiker
- Mautner, Isaak (1824–1901), böhmischer Textilindustrieller
- Mautner, Isidor (1852–1930), österreichischer Großindustrieller
- Mautner, Karl Walter (1881–1949), österreichischer Bauingenieur, Hochschullehrer an der RWTH Aachen
- Mautner, Klara (1879–1959), österreichische Journalistin und Übersetzerin
- Mautner, Konrad (1880–1924), österreichischer Großindustrieller, Ethnologe, Volkskundler und Herausgeber
- Mautner, Michael (* 1959), österreichischer Komponist, Autor und Musiker
- Mautner, Rudolf (1892–1943), österreichischer Eisendreher und Opfer der politischen Justiz des Nationalsozialismus
- Mautner, Stefan (* 1877), österreichischer Unternehmer
- Mautner, Wilhelm (1889–1944), österreichischer Ökonom und Kunstsammler
- Mautz, Alyssa (* 1989), US-amerikanische Fußballspielerin
- Mautz, Dietrich (* 1942), deutscher Zoologe, Imker und Bienenkundler
- Mautz, Kurt A. (1911–2000), deutscher Literaturwissenschaftler und Schriftsteller
- Mautz, Rolf (* 1946), deutscher Schauspieler
- Mautz-Leopold, Andrea (* 1976), österreichische Politikerin

### Mauu
- Mauu, Charles (1918–1990), polynesischer Filmschauspieler und Varieté-Sänger

### Mauv
- Mauvais, Victor (1809–1854), französischer Astronom
- Mauve, Anton (1838–1888), niederländischer LandschaftsmalerAnton Mauve (1838–1888)

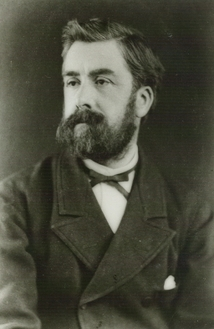
Anton Mauve (1838–1888)

- Mauve, Franz (1864–1931), deutscher Vizeadmiral im Ersten Weltkrieg
- Mauve, Gustav Friedrich Eduard (1818–1876), preußischer Verwaltungsjurist, MdPrA und Landrat
- Mauve, Karl (1860–1922), preußischer Verwaltungsjurist, Landrat und Regierungspräsident
- Mauve, Karl Philipp (1754–1821), preußischer Landrat des Kreises Tecklenburg (1816–1821)
- Mauvernay, Alexandre (1810–1898), französischer Glasmaler
- Mauvezin, Christian (* 1984), uruguayischer Fußballspieler
- Mauviel, Guillaume (1759–1814), Bischof von Aux Cayes, Haiti
- Mauvignier, Laurent (* 1967), französischer Autor der Gegenwart
- Mauvillon, Eleazar de (1712–1779), deutsch-französischer Schriftsteller, Historiker und Hochschullehrer
- Mauvillon, Friedrich Wilhelm von (1774–1851), preußischer Oberst und Militärschriftsteller
- Mauvillon, Jakob (1743–1794), deutscher Militärschriftsteller und Vertreter des Physiokratismus

### Maux
- Maux, Inge (* 1944), österreichische SchauspielerinInge Maux (* 1944)

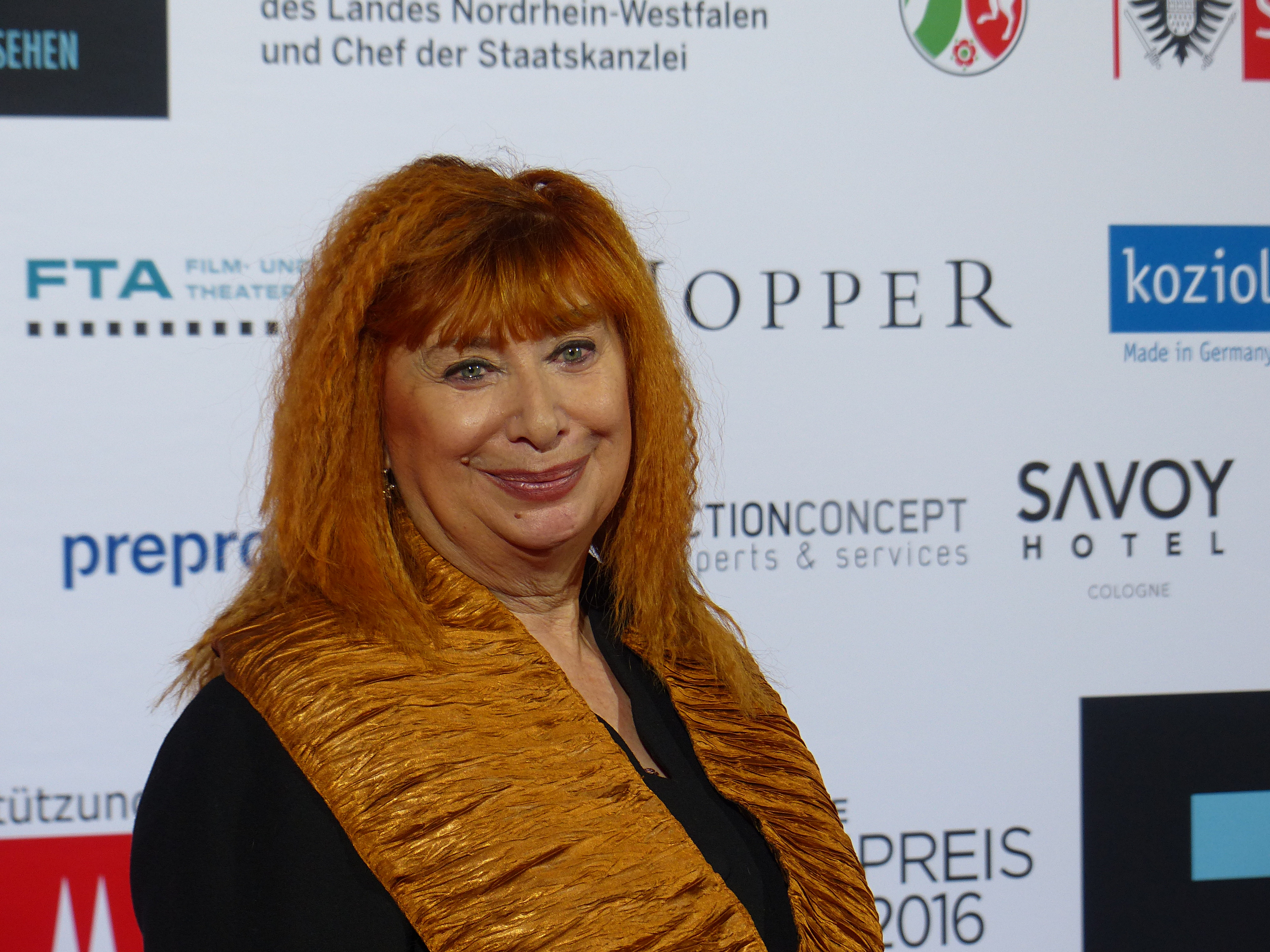
Inge Maux (* 1944)

- Maux, Richard (1893–1971), österreichischer Komponist

### Mauz
- Mauz, Christoph (* 1971), österreichischer Kinderbuchautor
- Mauz, Friedrich (1900–1979), deutscher Mediziner und Aktion T4-Gutachter
- Mauz, Gerhard (1925–2003), deutscher Journalist und Buchautor
- Mauz, Gisela (1939–2013), deutsche Künstlerin der Art brut
- Mauz, Paul-Stefan (* 1960), deutscher Politiker (CDU), MdL, Arzt
- Mauz, Rudolf (* 1961), deutscher Klarinettist
- Mauz, Walter († 1994), deutscher Fußballspieler
- Mauzey, Peter (* 1930), US-amerikanischer Hochschullehrer, Elektroingenieur
- Mauzi, Robert (1927–2006), französischer Romanist und Literaturwissenschaftler
- Mauzy, MacKenzie (* 1988), US-amerikanische Schauspielerin